# Airbus A320
Dimensions
« A320 » redirige ici. Pour les autres significations, voir A320 (homonymie).
La famille Airbus A320 regroupe quatre types d'avions de ligne moyen-courriers monocouloirs, conçus et fabriqués par Airbus depuis 1986, déclinés en plusieurs variantes. Le premier appareil construit est l'A320, qui donne son nom à la famille, suivi d'une version rallongée d'environ 18.5%, l'A321, et de deux versions raccourcies, les A319 et A318. L'A320 et l'A321 sont depuis peu disponibles en version fret –par conversion « P2F » cargo d’avions passagers Passenger To Freight -, et tous sauf l'A318 se déclinent en version NEO (New Engine Option). Les A318, A319, A320, et A321neo sont disponibles en version d'affaires.
Depuis le lancement en mars 1984 et le vol du premier A320 le 22 février 1987, les commandes fermes, faites par les clients, dépassent 19 000 exemplaires en 2024, dont plus de 11 500 livrés, ce qui en fait l'avion de ligne le plus vendu au monde, devant son concurrent direct, le Boeing 737. L’A320 a été mis en service chez Air France en avril 1988, l’A321 en janvier 1994, l’A319 en avril 1998 et l’A318 en juillet 2003.
En juin 2023, à l'occasion du Salon du Bourget, la compagnie indienne IndiGo a annoncé une commande de 500 A320neo, ce qui constituait, à cette date, « le plus important contrat en volume jamais conclu dans l’aviation civile ».
L’assemblage final des avions de la famille A320 est effectué sur quatre sites, à Toulouse (France), Hambourg (Allemagne), Tianjin (Chine, depuis 2009) et Mobile (États-Unis, depuis 2016).

## Histoire

### Un long prélude
Avec la deuxième crise pétrolière de 1979, les compagnies aériennes se montrèrent de plus en plus intéressées par des appareils économiques, avec une consommation en kérosène réduite.
Jusqu'au début des années 1980, à la suite du succès des A300 et A310, Airbus étudiait un nouveau projet de développement. Le lancement n'était pas facile, car il y avait deux possibilités : concevoir l'A320 en tant que quadriréacteur pour le long courrier (type A340) ou bien biréacteur moyen courrier (type actuel). L'Allemagne souhaitait le premier alors que la France préférait le deuxième. Entre 1975 et 1985 environ, le Gouvernement français n'hésitait pas à présenter le projet de l'A320, lors du salon aéronautique du Bourget. Pendant ces quelques années, le conflit subsista entre les deux pays. En effet, à cette époque-là en Allemagne, le responsable concernant le domaine aéronautique n'était autre que le ministre de l'économie, pour qui il était difficile de se rallier à la conception française en faveur de la technologie avancée.

« Quand nous avons été amenés à choisir entre l'A320 et l'A330/A340, les Allemands, sous l'influence de Lufthansa, étaient en faveur du lancement de l'A340. Les Français, pour leur part, penchaient pour l'A320, une attitude dans laquelle leur participation au moteur CFM56 n'était sans doute pas étrangère. Pour ma part, j'ai considéré deux éléments d'appréciation. Tout d'abord le marché, qui faisait apparaître un besoin pour le 320 avant le 340. Ensuite, des raisons techniques. Nous avions franchi une étape technologique importante, notamment avec les commandes de vol électriques, et il était beaucoup plus facile et moins risqué d'en faire usage sur un avion court-courrier de plus petites dimensions, assurant des vols nombreux, construit en grandes quantités, que sur un appareil long-courrier ... La technologie de l'A320 a été intégrée dans l'A330/A340. Et nos concurrents, eux aussi, commencent à l'utiliser. »

— Roger Béteille, dans un entretien

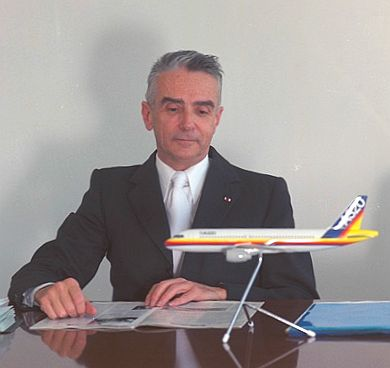
Roger Béteille, père d'Airbus, avec une maquette de l'A320, dont Béteille était également père.

Ce furent les compagnies aériennes qui influèrent sur la décision. D'abord, en juin 1981, au salon du Bourget, Air France donna une impulsion au programme en déclarant son intention d'acquérir 25 A320 avec une option sur 25 autres, en attendant que le programme soit officiellement approuvé. Dès 1982, la définition technique était toujours disponible pour les compagnies aériennes, malgré la difficulté politique.
Contrastant avec dix ans d'incertitude, la dernière étape fut bouclée de façon remarquablement rapide. Ainsi, il ne fallut que quelques mois pour décider de la décision de motorisation (CFM International) et des aides gouvernementales. Au cours des années 1970, Airbus avait appris à maîtriser de mieux en mieux sa gestion.

### Lancement officiel du programme
L'A320 fut formellement lancé le 2 mars 1984, avec le soutien du gouvernement français. 80 commandes fermes de la part de cinq compagnies différentes étaient alors déjà enregistrées. Le constructeur européen trouva rapidement son premier client aux États-Unis, en septembre 1984. En dépit d'une proposition de Boeing avec le B767 et le B737-300, Pan-American World Airways, utilisateur fidèle de Boeing ayant acquis 208 exemplaires, annonça le 13 septembre que jusqu'à 63 appareils de flotte (des A300 puis après 1987 des A320) seraient exploités auprès de cette compagnie prestigieuse. Un analyste de Morgan Stanley expliquait que le programme de l'A320 était indispensable afin qu'Airbus obtienne des clients américains,.

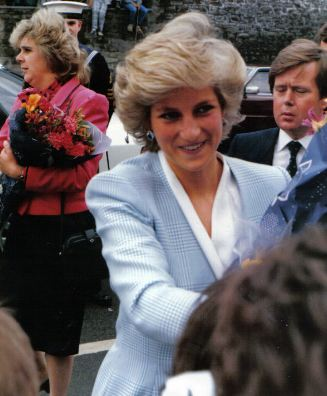
Diana, la princesse de Galles en 1987, marraine du premier prototype.

Le premier prototype fut présenté au public à Toulouse lors d'une fastueuse cérémonie le 14 février 1987,. Dans l'histoire d'Airbus, cette présentation s'illustrait particulièrement, non seulement en raison de plus de 2 000 invités. En effet, ceux qui baptisèrent l'appareil avec une bouteille de champagne n'étaient autres que le prince de Galles, Charles et la princesse de Galles, Diana,. Cet appareil effectua le premier vol d'essai huit jours après la cérémonie, le 22 février 1987.
Lors de cette présentation officielle, le carnet de commandes fermes de l'A320 comptait 439 exemplaires alors qu'en 1982, Airbus n'obtenait que 180 A310 au moment de la sortie du premier appareil. Quant à l'A300, il s'agissait d'une quinzaine d'appareils.
Le pilotage à deux fit l'objet d'un mouvement de grève important chez Air Inter de la part des navigants, déclaré illicite par le tribunal de Bobigny en novembre 1987.
Le premier appareil disponible, livré en mars 1988, fut mis en service par Air France le 18 avril 1988. Il s'agissait d'un aller-retour entre Paris et Berlin, en passant par Düsseldorf,.
Le 26 juin 1988, un A320 d'Air France affrété par Air Charter s'écrasa lors d'un meeting aérien à Habsheim, dans le sud de l’Alsace. Il fit trois morts et fut à l'origine de controverses sur la « fiabilité affirmée » de l'avion et plus particulièrement sur celle de l'informatique embarquée.
Airbus lança, en novembre 1989, un projet portant sur une version allongée de 186 places de l'appareil, l'A321.
En janvier 1995, Airbus célébra en grande pompe sa 500e livraison avec son client. En effet, c'était la première fois après la Seconde Guerre mondiale qu'un appareil civil européen avait atteint un tel succès. Le 5 000e exemplaire est livré en janvier 2012, le 10 000e en octobre 2020.

## Conception

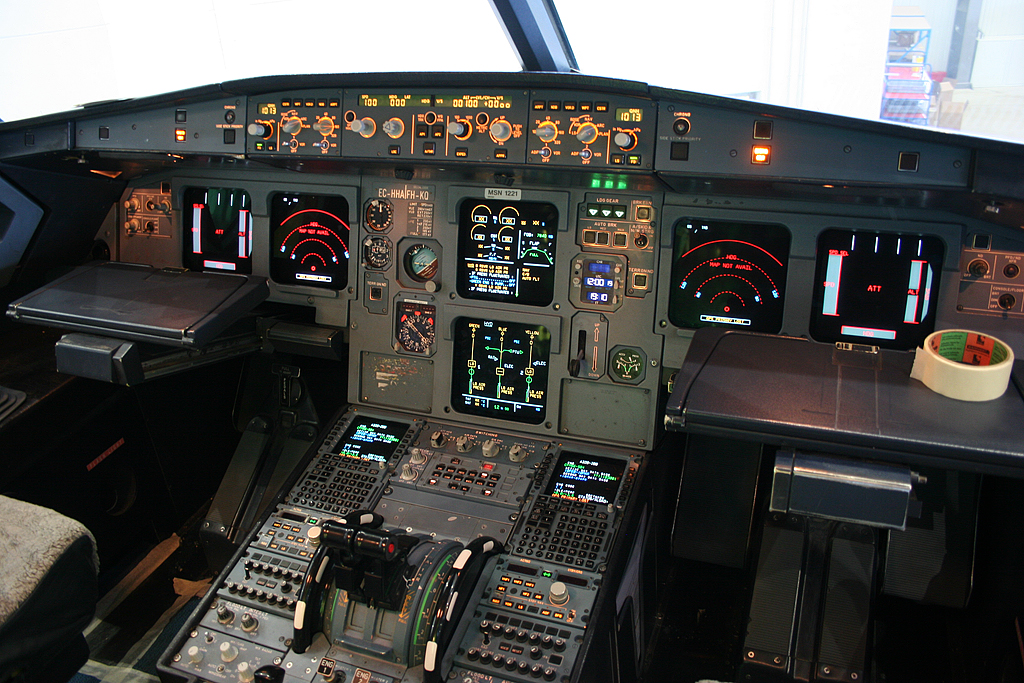
Cockpit d'un A320. Les commandes de vol sont électriques, et non plus en commande mécanique par câbles.

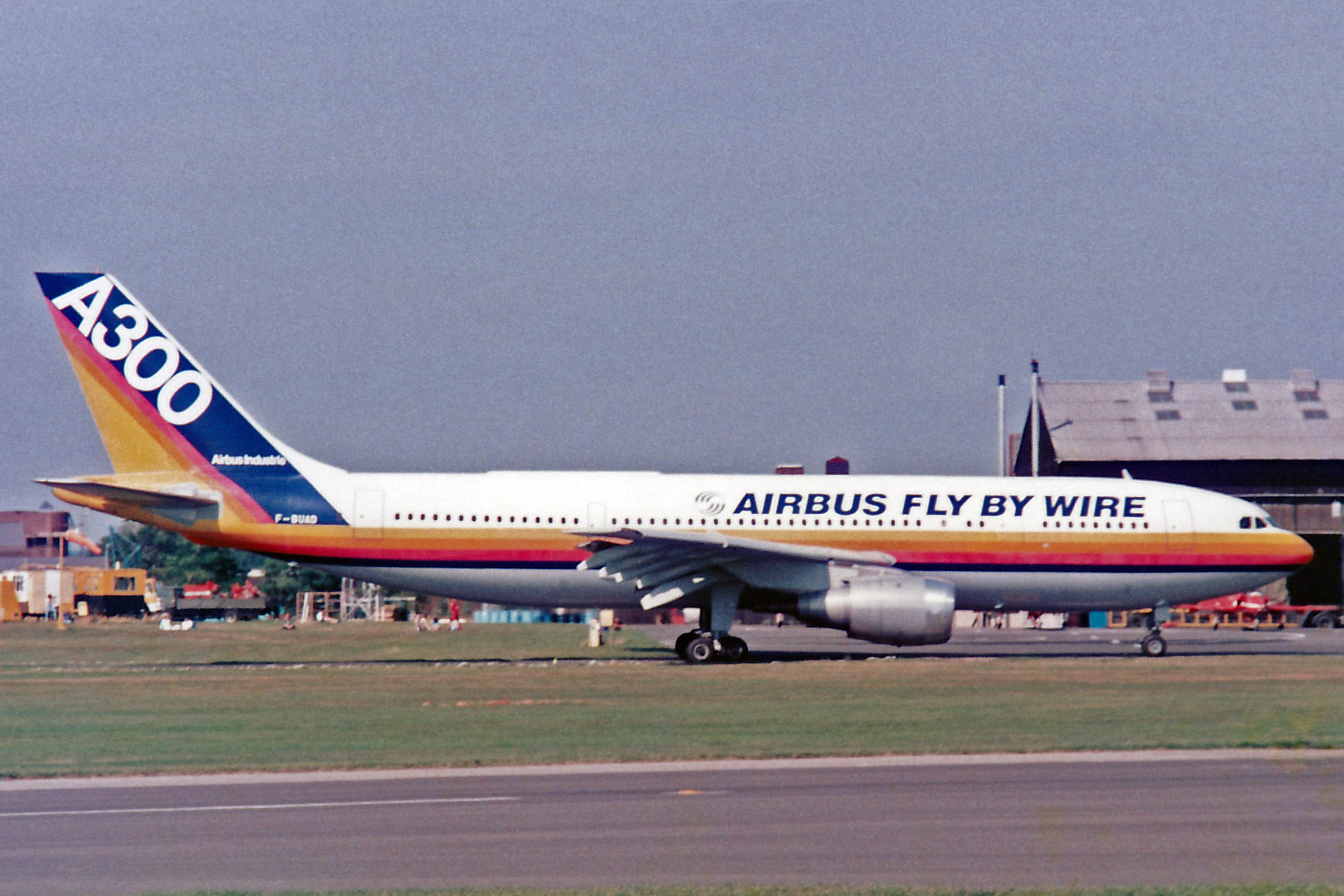
Le développement du système de commande de vol électrique était l'innovation principale du programme A320. Pour cela, un des prototypes de l'A300 fut transformé en plateforme de nouveau système AIRBUS FLY BY WIRE.

L'A320 est un appareil de type mono-couloir avec une capacité de 150 places en configuration double-classe. Lancé dans les années 1980 sous initiative de la France, qui respectait la culture de l’ingénieur, le projet bénéficia considérablement des technologies les plus avancées. La conception principale de Roger Beteille était d'éviter une copie du Boeing 737, car cela n'aurait guère intéressé les compagnies aériennes.
Lors de sa mise en œuvre, l’avion se distinguait par plusieurs innovations :
- des commandes de vol électriques

1. sans câbles, appareil plus léger, donc moins de consommation de carburant
2. sans commande mécanique, moins de coût d'entretien
3. amélioration de sécurité profitant des ordinateurs de nouvelle génération

- une planche de bord tout écran
- adoption des mini manches, initialement développés pour les avions de chasse
- un système de communication air-sol qui permet la transmission en direct de plusieurs types de données (les messages de panne ou de données météorologiques, entre autres)

Ces innovations ont permis à l'A320 d'optimiser ses exploitations. L'avion est, d'abord, motorisé par une nouvelle variante du moteur CFM 56 (CFM-56-5A).
En outre, l'A320 adopta une largeur légèrement plus grande que ses concurrents. Les compagnies aériennes pouvaient augmenter la taille des sièges.
Tout comme l'A310 et la plupart des avions civils alors en développement, l’avion est conçu pour être piloté à deux.
L'appareil A320 a progressivement été développé en une famille d’avions allant de l'A318 à l'A321. Ces appareils se distinguent principalement par la longueur de leur fuselage. Hormis quelques autres différences mineures (dispositifs hypersustentateurs, gouvernes et puissance des moteurs), ces avions partagent les mêmes systèmes, le même type de cabine et le même cockpit. Cette homogénéité permet une plus grande facilité d’exploitation pour les compagnies exploitant plusieurs modèles de la gamme.
En mode de croisière économique (M 0.76 à 10 000 m) l'A320 a une finesse de 17,5. Son aile a une flèche au bord d’attaque de 27° et un allongement de 9,39,.

### Motorisations

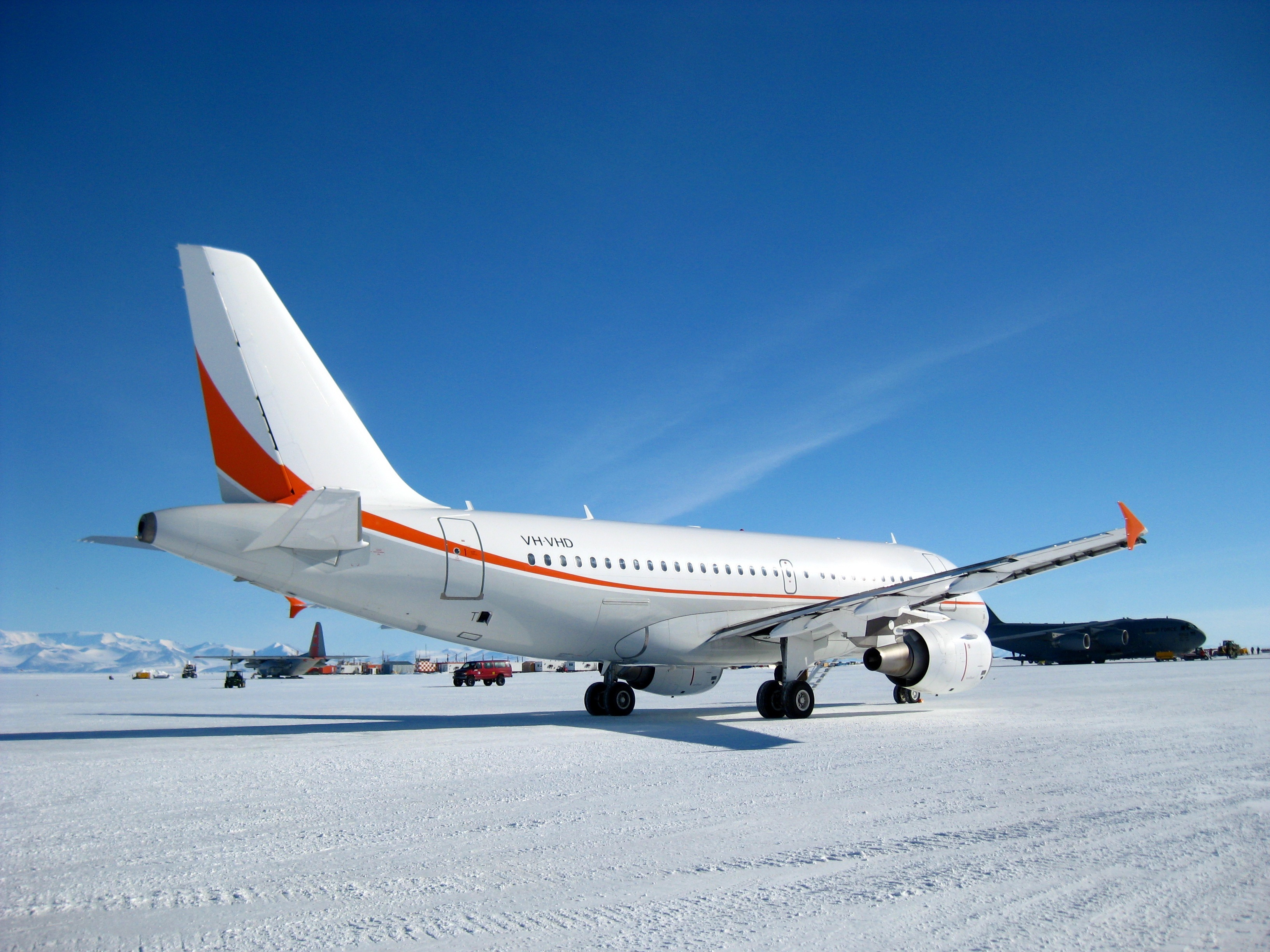
Le réacteur CFM56-5B7/P est indispensable pour pouvoir effectuer des vols civils vers l'Antarctique sur la base McMurdo.

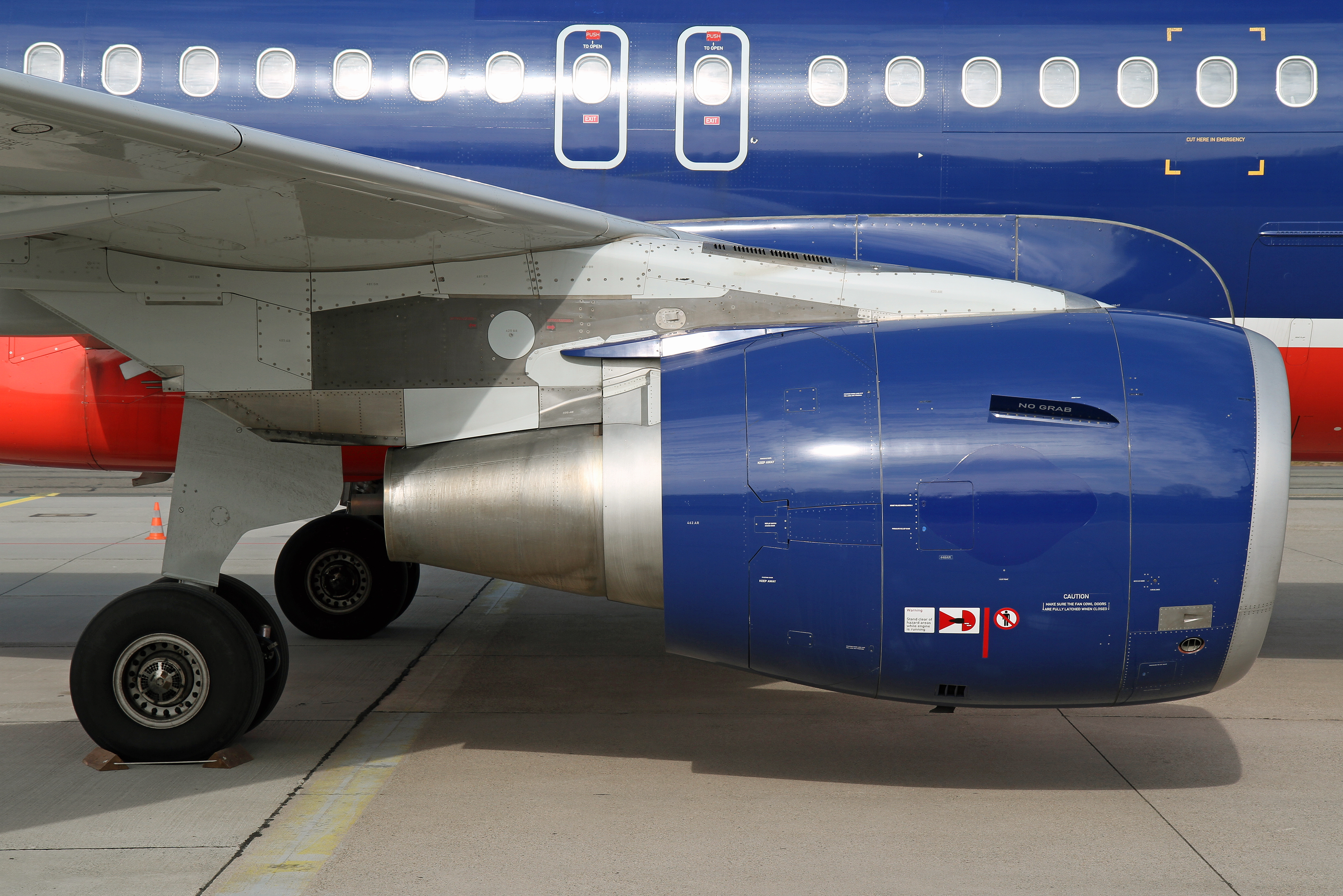
CFM56.

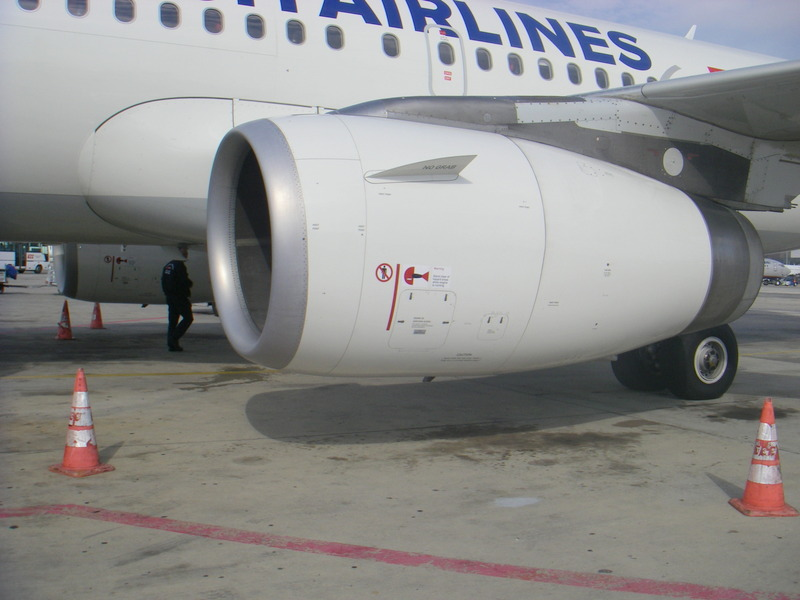
V2500.

## Plusieurs versions successives: A320, A321, A319, A318

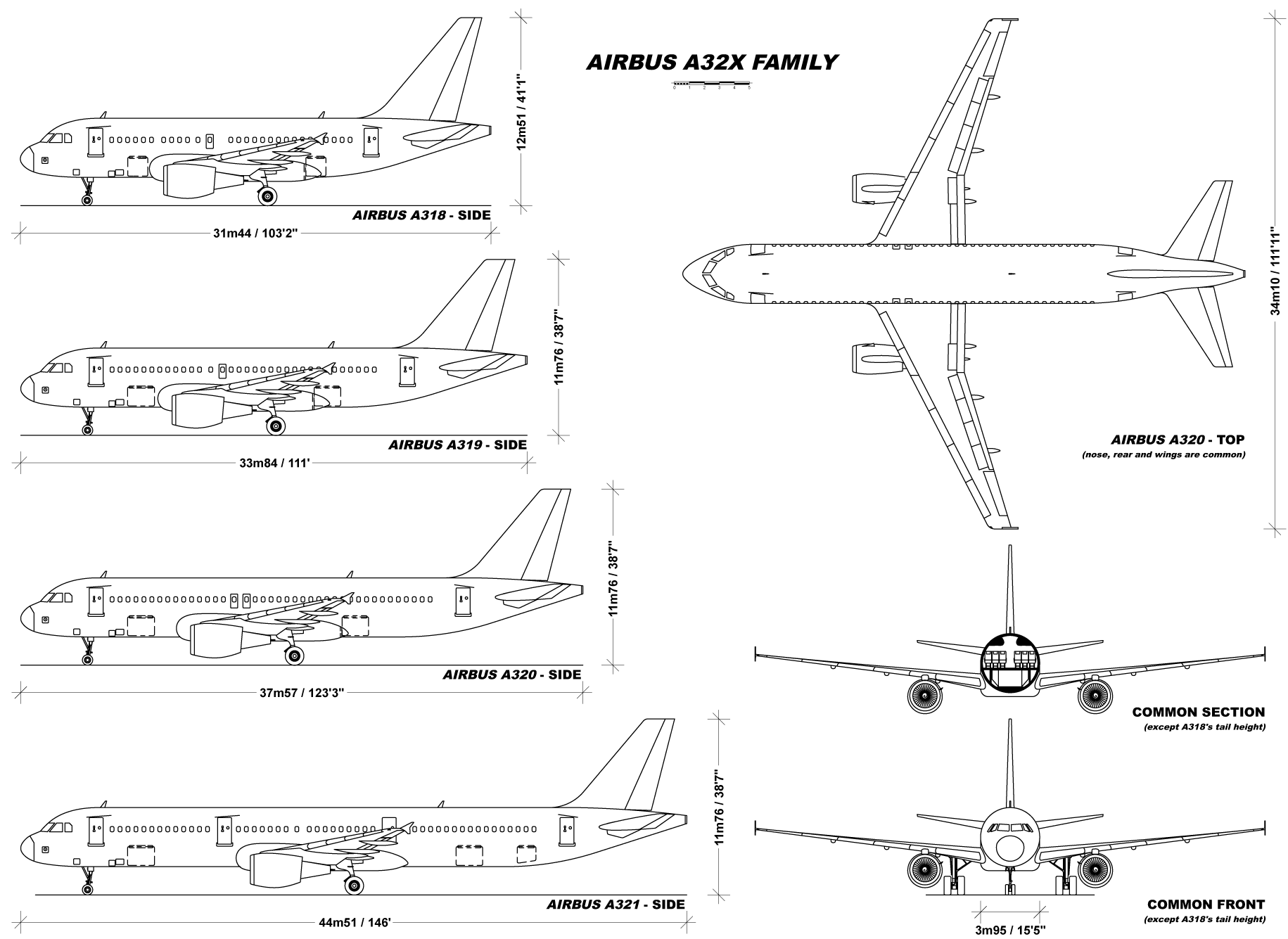
Comparaison de différentes dimensions.

L'A320 a donné naissance à une famille d'appareils qui partagent la même conception mais qui diffèrent notamment par leur longueur de fuselage et leur capacité, et reçoivent des moteurs différents, adaptés à leur masse.
Ces différentes versions, basées sur un même modèle, permettent de s'adapter aux besoins des compagnies aériennes tout en réalisant des économies d'échelle, et en réalisant des économies notamment sur les coûts de formation et de maintenance. En 2015, trois compagnies aériennes de grande taille exploitent ces quatre types, afin d'optimiser l'exploitation de leur réseau varié : Air France, Avianca ainsi que British Airways.
La communité entre ces avions de la même famille offre aussi une très grande flexibilité aux compagnies aériennes, en cas de maladie d'un pilote par exemple. Des chaînes de montage communes permettent également des cadences de production élevées.
Étant donné que cette génération a continué à être produite en même temps que la nouvelle génération A320neo (pour New Engine Option), elle a été aussi identifiée sous la dénomination A320ceo pour Current Engine Option. Le dernier A320ceo a été livré à l’Armée de l’air de Thaïlande en novembre 2020. Depuis décembre 2021, seules les versions neo sont produites par Airbus.
L'A320 peut accueillir jusqu'à 186 passagers selon la règle de sécurité. Si l'exploitation est effectuée avec 3 personnels de cabine, 150 sièges sont disponibles avec une condition particulière.

### A320

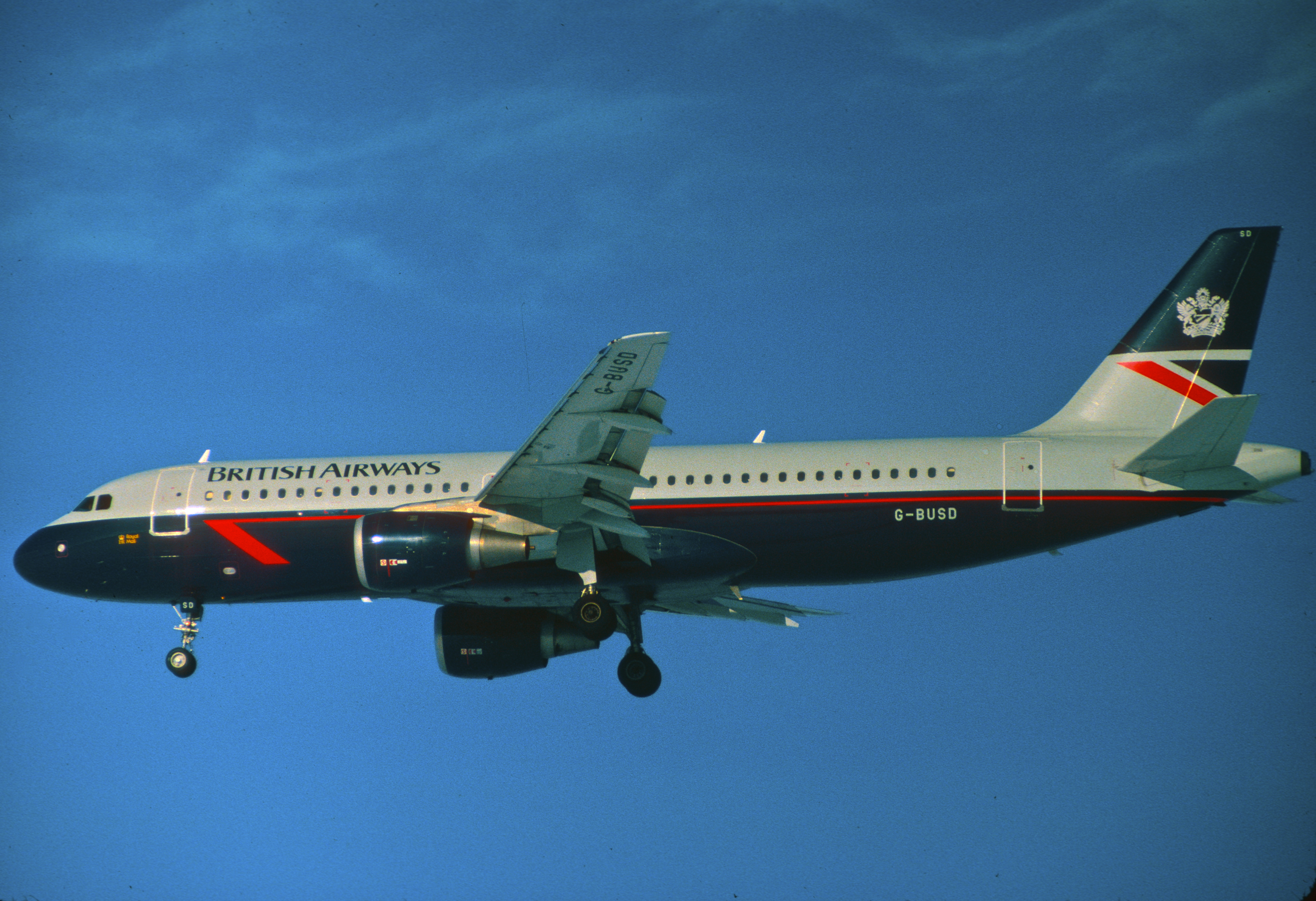
Un A320-111, non équipé d'ailette de bout-d'aile

#### A320-111
Seuls 20 A320-111 de série ainsi qu'un prototype (MSN001) furent construits et vendus (MSN002 - 021). 14 appareils furent livrés à Air France,1 à Air Inter et 5 à British Caledonian qui furent acquis par British Airways à la suite de la fusion des deux entreprises,.
L'A320-111 était le seul A320 qui ne disposait pas de winglets. De plus, l'appareil manquait essentiellement de réservoir central. Ces 20 A320-111 étaient exclusivement équipés du réacteur CFM International CFM56-5A1 (2×111,2 kN). Les appareils de British Airways sont désormais motorisés par des réacteurs IAE V2500, fabriqués par cinq (V) motoristes dont Rolls-Royce.
Le 17 septembre 1991, l'A320-111 obtint son ETOPS120 avec les A320-211/212. Puis, ETOPS180 fut autorisé le 11 mars 2004.
Les cinq derniers A320-121 exploités par British Airways furent retirés du service en 2007. Le dernier A320-111 d'Air France aussi quitta sa flotte en août 2010. Il s'agissait de F-GFKA MSN005, même appareil qui avait effectué le premier vol commercial de l'A320 le 18 avril 1988, Paris - Düsseldolf - Berlin Tegel.

#### A320-200

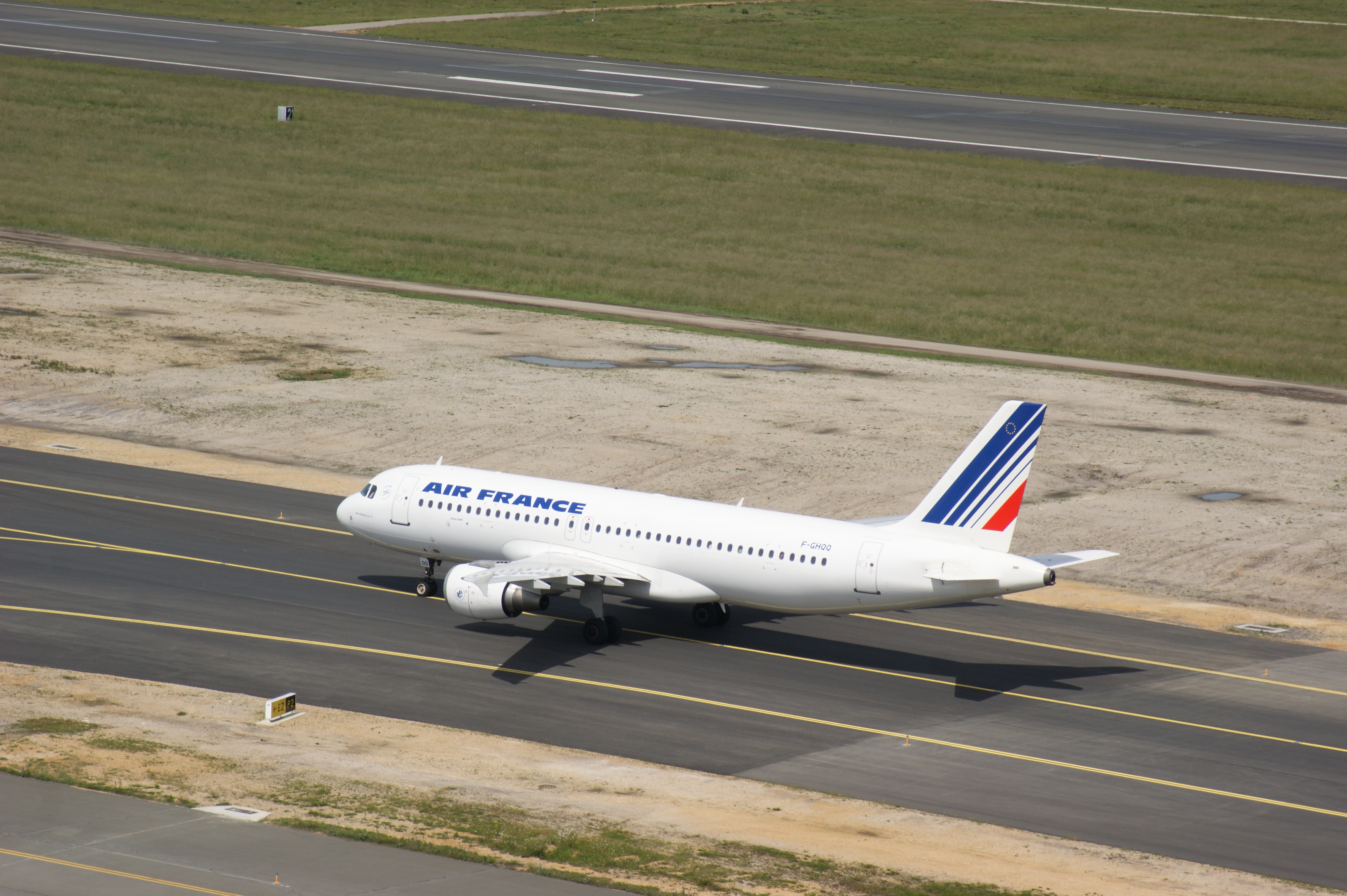
Airbus A320-200 d'Air France.

L'A320-200 est la version la plus répandue de l'A320. Elle dispose de winglets et d'une capacité en kérosène supérieure pour avoir une autonomie accrue.

La distance franchissable d'un A320-200 avec 150 passagers est d'environ 5 400 km, motorisé par deux CFMI CFM56-5 ou IAE V2500 d'une poussée totale comprise entre 113 kN et 120 kN.

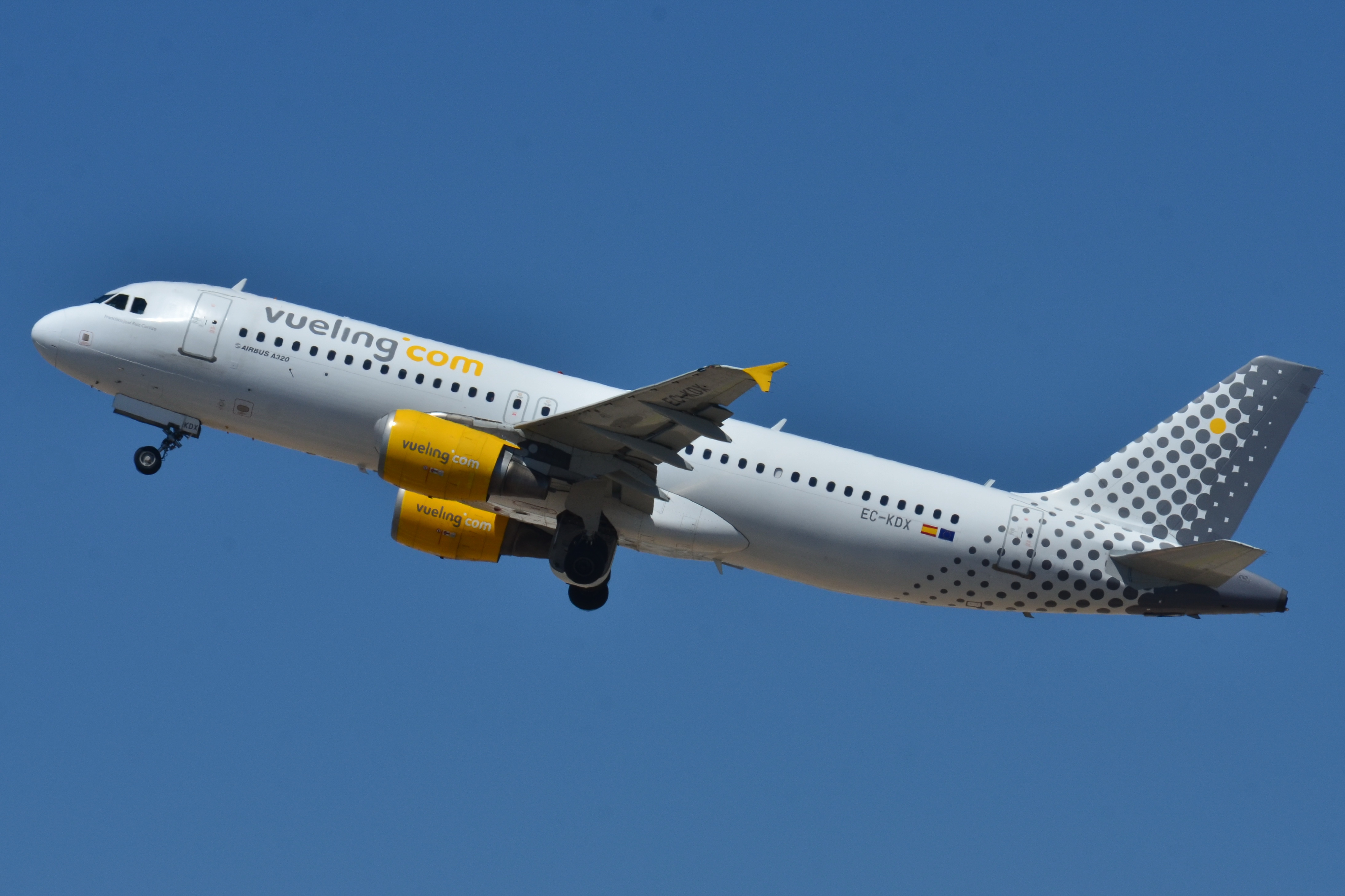
Un A320-216 équipé de winglets (en jaune).

L'autorisation de ETOPS fut progressivement achevée. ETOPS120 fut octroyée d'abord aux A320-211/212 le 17 septembre 1991. Celle-ci fut suivie de celle de l'A320-231 le 13 janvier 1992. Les A320-214/232/233 obtinrent ETOPS120 entre 1995 et 1997, puis tous les modèles furent autorisés ETOPS180 le 11 mars 2004. Les A320-215/216, qui étaient arrivés plus tard, bénéficièrent directement de ETOPS180 le 6 novembre 2006, à la suite de leur certification.
Le concurrent direct de l'A320 est le 737-800.

#### ACJ320 (ex A320 Prestige)

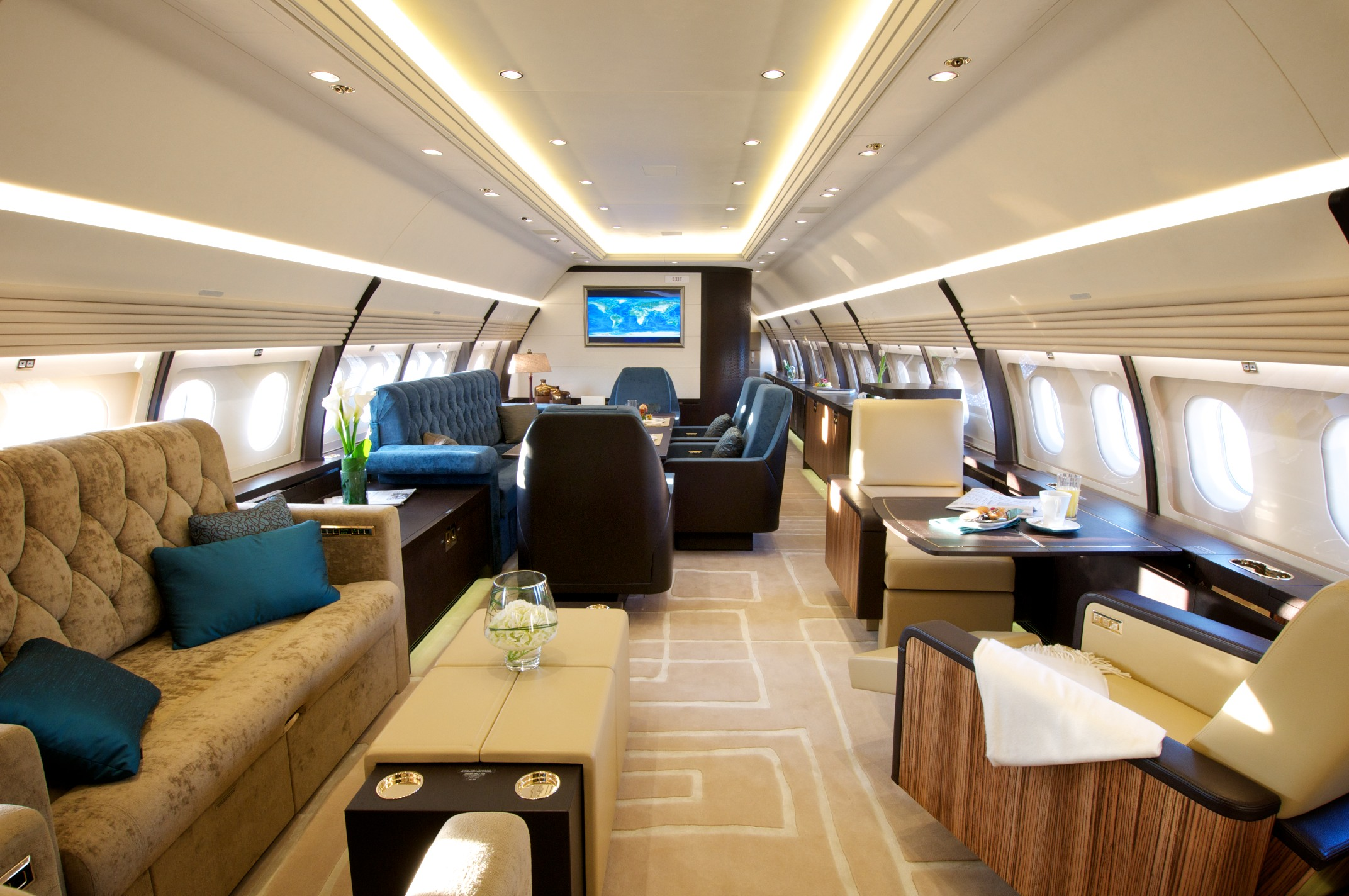
Cabine d'un ACJ320, exploité par Comlux Aviation Group.

L'A320 Prestige, ACJ320 (ACJ pour Airbus Corporate Jet) selon la nouvelle dénomination adoptée en mai 2011, est un Airbus A320 converti, comme le Boeing Business Jet, en avion d'affaires. Son rayon d'action est de 7 800 km (4 300 NM). Airbus avait livré en mai 2012 douze exemplaires de ce type.

#### A320P2F
Une version cargo de l'A320, en conversion, était étudiée depuis les années 2000. La priorité fut donnée au projet d'A321P2F qui assure plus de charge utile, en tonnes et en beaucoup plus de volume. À la suite du succès de cette version, Airbus décida de reprendre le programme de l'A320P2F, sans ébruiter le projet pour ne pas nuire au carnet de commandes de conversion  A321PTF.
Le premier vol de l'A320P2F (MSN2737, A320-232 construit en 2006) fut effectué le 8 décembre 2021 à Singapour, ce qui fut une surprise à tous ceux qui étaient concernés. La conversion avait été lancée, en mars 2021, par le collaborateur d'EADS EFW, ST Engineering, de Singapour.
En mars 2022, l'A320P2F obtint le certificat de type supplémentaire de l'EASA. L'appareil est désormais autorisé de transporter 21 tonnes de charge utile, avec 10 conteneurs et une palette sur le pont principal ainsi que 7 conteneurs sur le pont inférieur. L'A320P2F possède 3 425 km de rayon d'action en vol commercial.
En juillet 2022, fut livré cet appareil d'essai, maintenant aux couleurs de Pradhaan Air Express. Il s'agit d'une nouvelle compagnie indienne, créée en 2021, dans l'optique d'exploiter 4 A320P2F,.

### A321

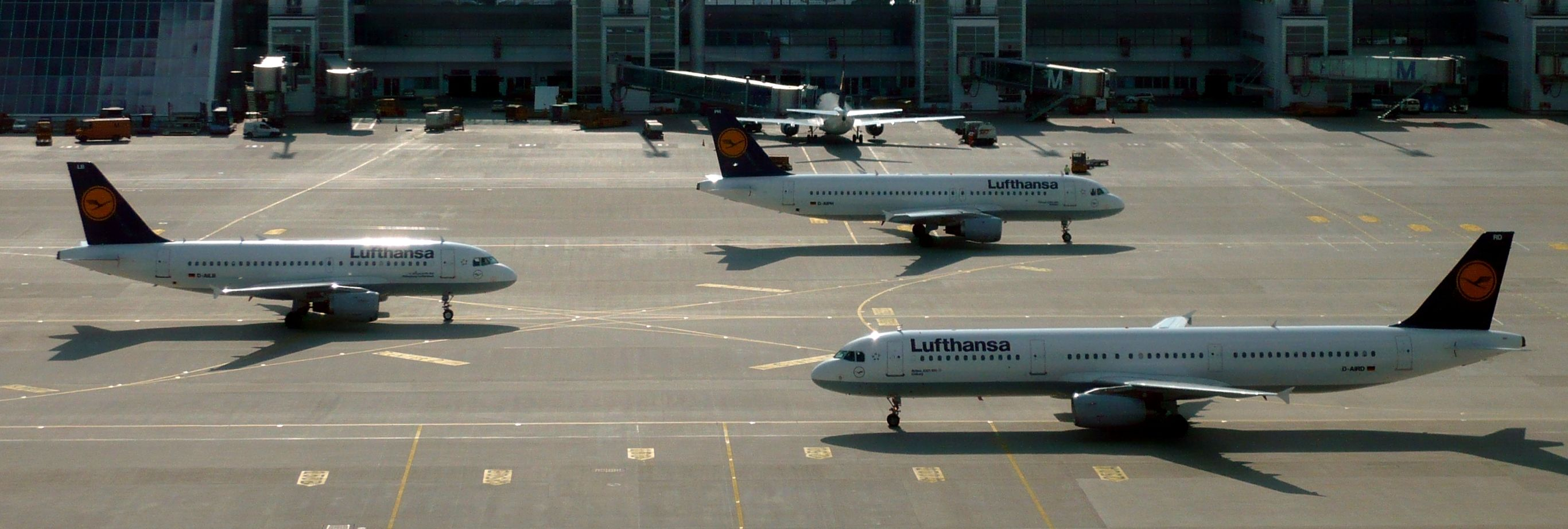
À la différence d'autres types de la famille A320, l'A321 n'est équipé d'aucune porte type III au-dessus des ailes, uniquement réservée à l'évacuation. D'ailleurs, les portes L3 et R3, plus petites que les portes principales, sont normalement hors d'usage, dans la même optique. Les ingénieurs d'Airbus étudièrent bien leurs configurations et optimisèrent aisément chaque modèle, afin de maximiser le nombre de sièges.

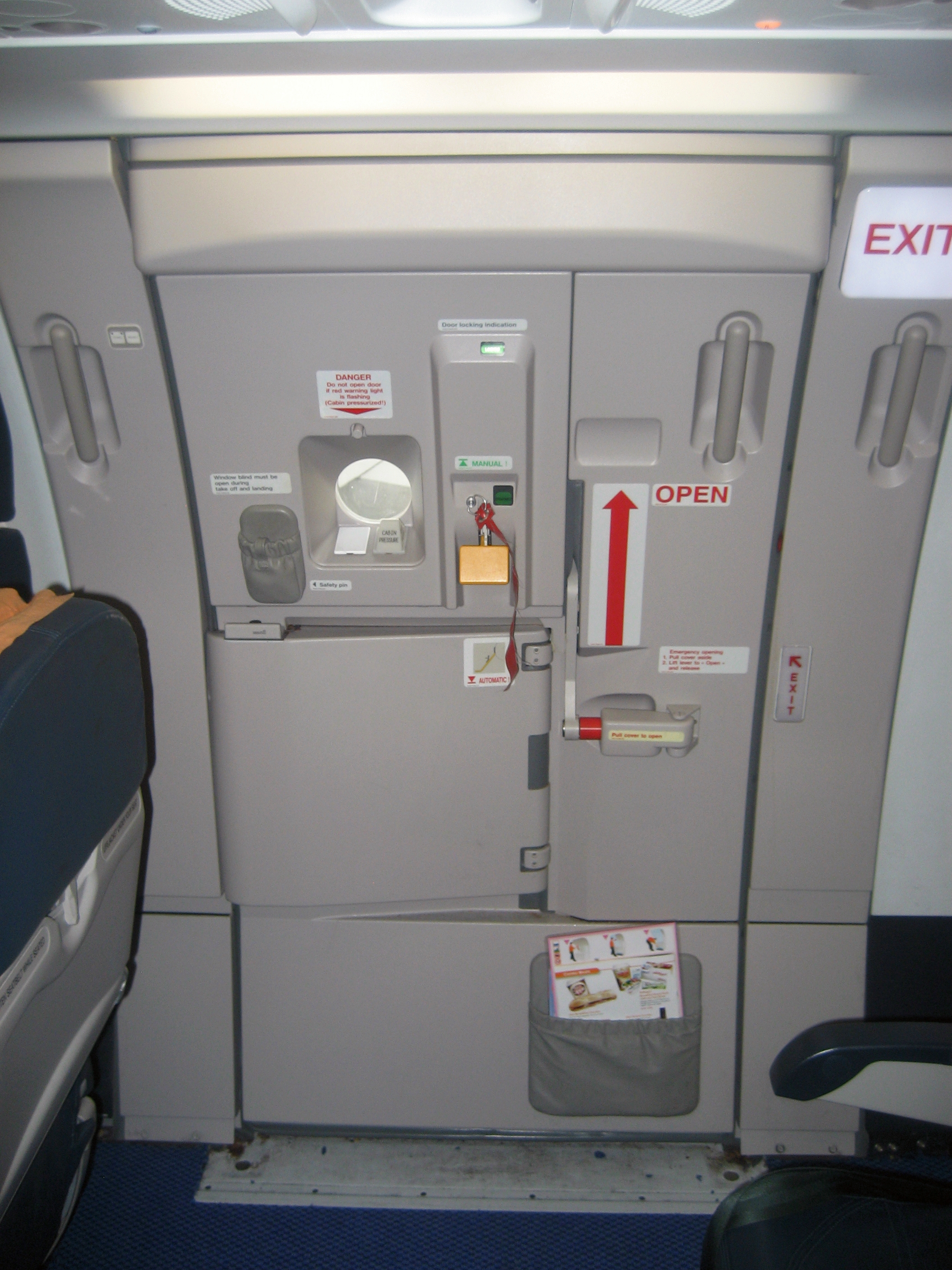
La porte R3 (no 3 à droite) de l'A321, supplémentaire et essentiellement réservée à l'évacuation (OPEN en rouge). En cas de nécessité, elle est capable de fonctionner en tant que porte de service.

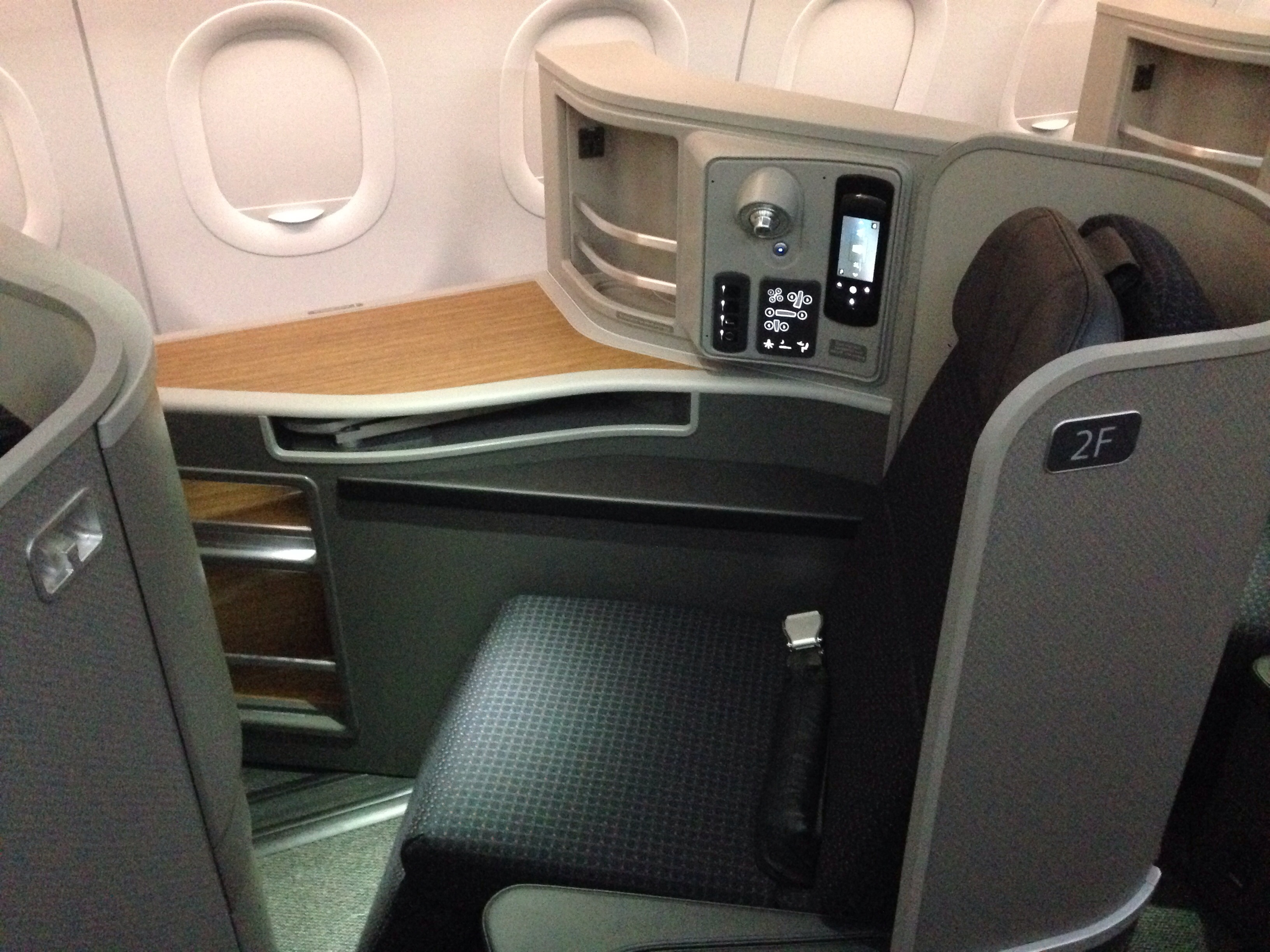
En profitant de la capacité de l'A321, certains appareils d'American Airlines sont équipés de sièges de première classe.

Comme les Airbus A319 et A318, l'Airbus A321 est dérivé de l'A320. C'est le plus long de la gamme. Par rapport à l'A320, le fuselage est allongé de 6,93 m. Cette longueur supplémentaire permet à l'appareil de transporter 10 conteneurs LD3 dont ceux des bagages des passagers. En raison de cet allongement, l'A321 se différencie des autres avions de la gamme A320 par la présence de portes supplémentaires, et non sous forme d'issues de secours comme sur les A318, A319 ou A320, afin d'optimiser l'évacuation.
Les concurrents directs de l'A321 sont le Boeing 737-900 et le Boeing 757. L'A321neo et celui d'une nouvelle version sont surtout capables de remplacer le Boeing 757 dont la production s'est terminée. La confirmation d'une acquisition de 130 A321neo par American Airlines, finalisée en janvier 2013, symbolise ce remplacement. Comme tout allongement supplémentaire rendrait la manœuvre de rotation lors d'un décollage dangereuse, avec un risque d'endommagement de la partie arrière du fuselage, le constructeur vise maintenant à augmenter la capacité de l'avion sans modification de dimension.
De fait, 220 sièges étaient auparavant autorisés au maximum, à condition que la compagnie aérienne assure 5 hôtesses de l'air ou stewards. Avec quatre membres d'équipage de cabine, l'appareil ne peut accueillir que 200 passagers. Mais en octobre 2015, Airbus commença à livrer à Frontier Airlines 19 A321ceo, qui sont capables d'accueillir 230 passagers. Enfin, Wizz Air formera une flotte composée de l'A321neo avec 239 sièges.
En profitant du programme de l'A321neo, Airbus va aller plus loin. Dans l'optique de remplacer les vieux B757 dont la production fut définitivement arrêtée en 2004, l'A321neo LR est en cours de développement, avec plus de 7 200 km de rayon d'action et des coûts d'exploitation réduits. Il existe jusqu'à 800 appareils à remplacer, principalement ceux qui se consacrent aux vols transatlantiques,. Si les commandes potentielles sont modestes, Airbus lança formellement ce type le 13 janvier 2015, lors de sa conférence de presse annuelle à Toulouse, vraisemblablement en bénéficiant des deux modèles quasiment identiques, destinés aux exploitations domestique et transatlantique. Le 13 novembre 2015, Airbus obtint 24 commandes fermes de l'A321neo dont un certain nombre de version LR, de TAP Portugal.
Au regard d'ETOPS, depuis le 11 mars 2004 ou le 28 avril 2006 d'après le modèle, tous les A321 sont capables d'effectuer le vol selon ETOPS180.
Le dernier A321ceo, dans sa configuration technique d'origine, a été livré à Delta Air Lines en décembre 2021 depuis le site américain de Mobile en Alabama. Désormais, seul l'A321neo est produit par Airbus.

#### A321-100

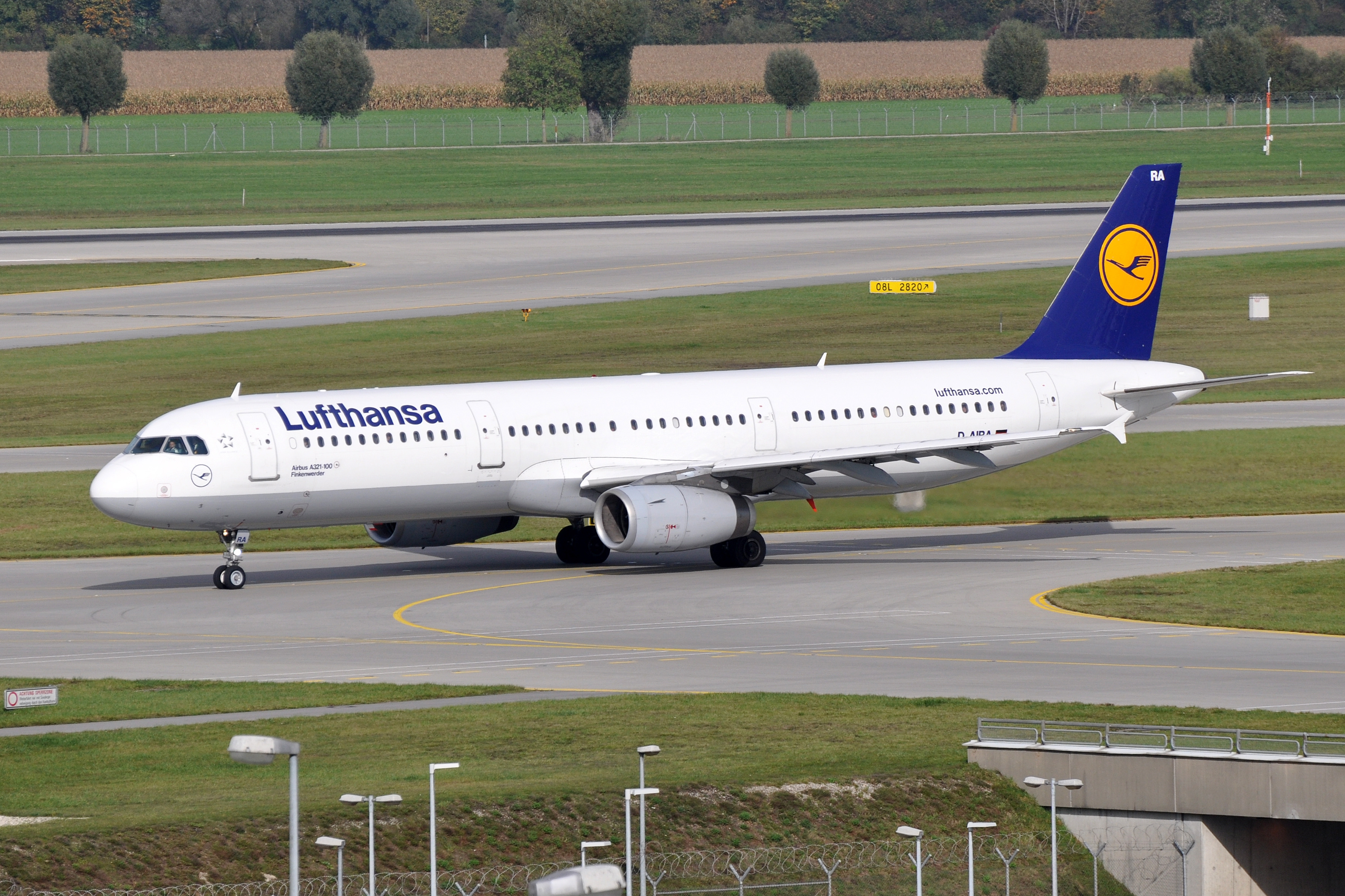
Premier A321 en service commercial.

Il s'agit de la première version de l'A321, qui n'est plus dans le catalogue d'Airbus. Les six premiers   exemplaires dont  quatre prototypes furent partiellement assemblés à Toulouse. Sans retourner à Toulouse, le prototype sortit de l'usine de Hambourg le 3 mars 1993. Son premier vol d'essai, celui de l'A321-131, fut effectué le 11 mars, puis ce type obtint sa certification le 17 décembre. Les 2 premiers prototypes furent vendus à Onur Air en 1996 et en 1998.
À la suite de la livraison le 27 janvier 1994, le premier vol commercial fut effectué par la Lufthansa le 18 mars,. À partir du 7e exemplaire, l'assemblage est complètement dans cette usine, située en face de l'aéroport de Hambourg-Finkenwerder.
Les principaux clients sont des compagnies aériennes européennes dont Air Inter qui avait besoin d´appareils de plus grande taille. Son premier appareil arriva le 1er juillet 1994, de l'usine Airbus de Hambourg, à la suite de la certification de l'A321-111, autorisée le 27 mai. Tous ses 5 A321-111 furent, le 1er avril 1997, transférés dans la flotte d'Air France, après leur fusion. Le cinquième n'effectua que 2 967 heures de vol et 3 292 cycles sous pavillon Air Inter. Le réacteur CFM International CFM56-5B1 équipe l'A321-111 (2×133,45 kN). Alitalia possédait la plus grande flotte de cette version constituée de 22 A321-112 (motorisé par CFM56-5B2/P, 2×137,9 kN), le 31 juillet 2014, selon la statique officielle d'Airbus. Lufthansa, quant à elle, exploite de nos jours 20 A321-131 équipés de moteurs IAE V2530-A5 (2×133,4 kN).
Airbus construisit et vendit 18 A321-111, 23 A321-112 et 38 A321-131 dont 2 prototypes, avant qu'une nouvelle norme de l'OACI n'empêche sa production (durcissement de la réglementation liée aux nuisances sonores). Certains appareils commencèrent à quitter les flottes, à la suite de leur vieillissement, tels ceux d'Alitalia.

#### A321-200
La version A321-200 est toujours disponible dans le catalogue d'Airbus. Le premier exemplaire d'A321-231 acquis par Monarch Airlines effectua son premier vol le 12 décembre 1996. Cet appareil, équipé de moteurs IAE V2533-A5 (2 × 140,56 kN) fut livré le 24 avril 1997, et est actuellement exploité par Dragonair, depuis 2000. Les premières certifications avaient été octroyées par l'EASA le 20 mars, simultanément aux A321-211 et A321-231. Puis leurs trois types améliorés furent autorisés le 31 août 2001.
La capacité d'emport de carburant est essentiellement identique (18,96 tonnes) mais la masse maximale certifiée au décollage de type standard est augmentée de six tonnes. L'A321-200 peut être équipé d'un ou deux ACT (Additional Centre Tank, réservoirs centraux additionnels), afin d'améliorer son rayon d'action, tel l'A319. En comparaison de l'A321-100, il fallut un certain nombre de modifications afin d'adapter à une nouvelle norme de bruit de l'OACI en 2001, chapitre III.
À la suite de l'augmentation des prix des carburants, le carnet de commandes de l'A321 a tendance à s'étoffer aux dépens de l'A319, car la productivité par siège de l'A321 est la meilleure dans la famille A320. Entre 1996 et 2009 les livraisons d'A319 étaient supérieures à celles de l'A321. Depuis 2011 Airbus livre plus d'A321 qu'A319 - à la fin du mois de septembre 2013, il restait 1 016 A321 à livrer contre 138 A319. Le 12 juin 2014, Airbus a présenté un aménagement de l'A321neo portant sa capacité à 240 passagers en tirant parti de sièges moins épais pour réduire leur pas à 28 pouces, des toilettes et cuisines optimisés et des portes et issues de secours modifiées.

#### ACJ321
L'unique ACJ321 fut livré le 12 avril 2013 à Comlux Malta. Aucun appareil de ce type ne s'exploitait toutefois le 31 août 2014 alors que 18 ACJ318, 67 ACJ319 et 25 ACJ320 étaient actifs ce jour-là, selon la statistique officielle d'Airbus. Airbus explique ce manque d'intérêt des clients privés pour l'A321 de par son rayon d'action réduit, la clientèle d'affaire privilégiant le rayon d'action au volume intérieur.

#### A321P2F
En août 2022, Airbus ne disposait que d'une version fret de la famille A320 : la conversion de l'A321 passagers, désignée A321P2F (pour Passenger to (= two) Freighter en jeux de mots), qui fut développée à la suite d'une commande de dix appareils par l'entreprise australienne Vallair  , à EADS EFW (Elbe Flugzeugwerke – joint venture de ST Aerospace et Airbus), en février 2018. L'appareil, conçu pour les conteneurs et les palettes qui facilitent le chargement et le déchargement, est capable de transporter 27 tonnes de charge utile, volume conteneurisé : 208 m3 dont 14 palettes AAA/AAY 88*125 et 10 LD3-45W en soute 
La conversion avait commencé avec l'appareil de série MSN 835 (A321-231 Serial Number), construit en mai 1998. Le premier vol de cet A321P2F eut lieu le 22 janvier 2020 et l'avion fut certifié par l'AESA le 25 février 2020 . L'appareil, immatriculé VH-ULD, est exploité par la division cargo de Qantas en faveur de l'Australia Post. Du fait d'une exploitation satisfaisante, en août 2022 Qantas décida de remplacer tous ses propres appareils cargo, vieillis (âgés de plus de 30 ans), par 6 A321P2F.
En 2022, l'A321P2F put convaincre l'entreprise américaine Air Transport Services Group (ATSG). Certes, il ne s'agit que de quatre appareils pour la base de Dublin. Or, ATSG est une entreprise ayant le vent en poupe, grâce à une immense évolution du e-commerce auprès du groupe Amazon. Avec 29 A330-300P2F , Airbus gagna ce nouveau client important.
Une commande importante d'A321PTF fut passée en octobre 2022 (jusque 30 A321PTF) par AerCap qui avait racheté le loueur GECAS auparavant. filiale de General Electric, en novembre 2021. Grosse commande d'A321PTF de la part d'AerCap pour le programme A321PTF d'EF.W, 14 octobre 2022.

### A319

#### A319-100

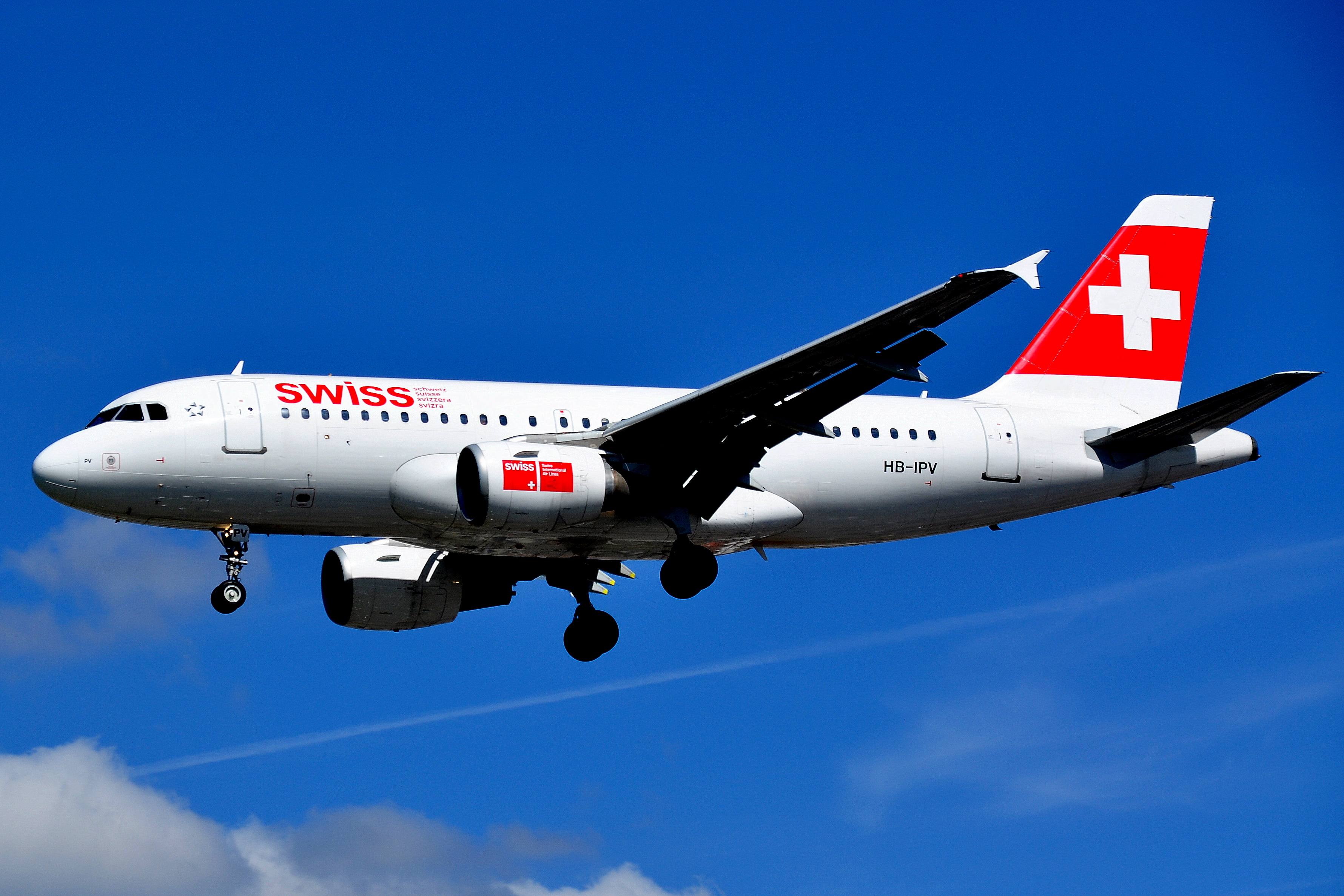
Le premier A319 fut livré en 1996 à Swissair, désormais dans la flotte de Swiss International Air Lines.

L'A319 est une version raccourcie de l'A320. Doté des mêmes réacteurs et de la même capacité en kérosène mais avec moins de passagers, son autonomie avec 124 passagers en configuration deux classes est de 7 200 km, la plus importante de la famille. Le premier vol d'essai d'un A319 eut lieu le 24 août 1995. Les versions A319-111 et -112 ont été certifiées par les JAA le 10 avril 1996 et la mise en service fut réalisée avec la compagnie Swissair le 8 mai. Tout comme l'A321, l'A319 est toujours assemblé principalement à Hambourg.
Traditionnellement, un modèle raccourci est moins populaire que l'avion dont il dérive, étant donné que le coût du vol par siège augmente. C'est ce qui explique les relatifs échecs des modèles Boeing B720 et Lockheed L-1011-500. Certains spécialistes anticipèrent donc un échec du programme. Mais, Airbus remédia à ce problème en augmentant sensiblement le rayon d'action de l'A319. Par conséquent, à la fin de l'année 2012, cet avion enregistrait encore 1 526 commandes, contre 1330 pour l'A321 à la même date. Il est certain que le programme a eu le vent en poupe et était profitable.
L'augmentation du prix de carburant provoqua toutefois un bouleversement. Le 30 novembre 2014, Airbus ne comptait que 1 474 A319ceo ainsi que 59 A319neo, soit seulement 99 appareils à livrer. Ainsi, EasyJet, l'un de principaux clients de l'A319, est en train de remplacer ses A319 par des A320. Dorénavant, les compagnies aériennes peuvent trouver facilement des A319 d'occasion au lieu de neufs.
Si la situation n'est pas favorable pour l'A319, cet appareil offre encore des avantages aux compagnies aériennes. En décembre 2014, Tibet Airlines exploitait 10 A319-115 équipés de CFM56-5B7/3 (2 x 120,1 kN), en raison de sa capacité à atterrir en altitude. Dans la même optique, Druk Air possède trois A319-115. Certains parcours ont besoin du rayon d'action de l'A319, surtout de la version LR. Ainsi, cette dernière est capable de dessertes en Antarctique.
Des appareils livrés à certaines compagnies comme EasyJet ont une capacité de 156 passagers et se caractérisent par quatre sorties de secours (type III) au-dessus des ailes, à la place de deux normalement, afin d'assurer la sécurité en permettant une évacuation rapide qui ne serait pas possible pour autant de passagers avec deux sorties de secours. Dans ce cas, jusqu'à 160 passagers sont autorisés au lieu de 145.
Selon les motorisations, il existe plusieurs modèles : les A319-111/-112/-113/-114/-115/-131/-132/-133 dont seuls neuf A319-113 équipés de CFM56-5A4 (2×97,89 kN, à savoir, moins de poussée) et uniquement acquis par Air Inter. Alors que les A320/A321 ne sont autorisés que jusqu'à une altitude de 39 800 pieds (12,1 km) ou 39100 (11,9 km), certains types des A319-112/115/132/133, plus légers, peuvent être exploités à 41 000 pieds (12,5 km) où la résistance de l'air est moins puissante. Ainsi ces appareils consomment moins de carburant et ont plus d'autonomie.
Le 14 février 1997 et le 25 novembre 1999, l'A319 obtint ETOPS120. Puis, tous les modèles furent autorisés ETOPS180 le 11 mars 2004.
Le concurrent direct de cet appareil est le Boeing 737-700 (puis sa version remotorisée 737 Max 7) et le plus récent Bombardier CSeries CS 300. En octobre 2017, Airbus annonce l'acquisition d'une majorité des parts de la Série-C de Bombardier qui pourrait dès lors favoriser les avions canadiens au détriment de l'A319,.
Le dernier A319, dans sa configuration technique d'origine, a été livré à Tibet Airlines en avril 2021. Désormais, seul l'A319neo est produit par Airbus.

#### ACJ319 (ex A319 CJ)

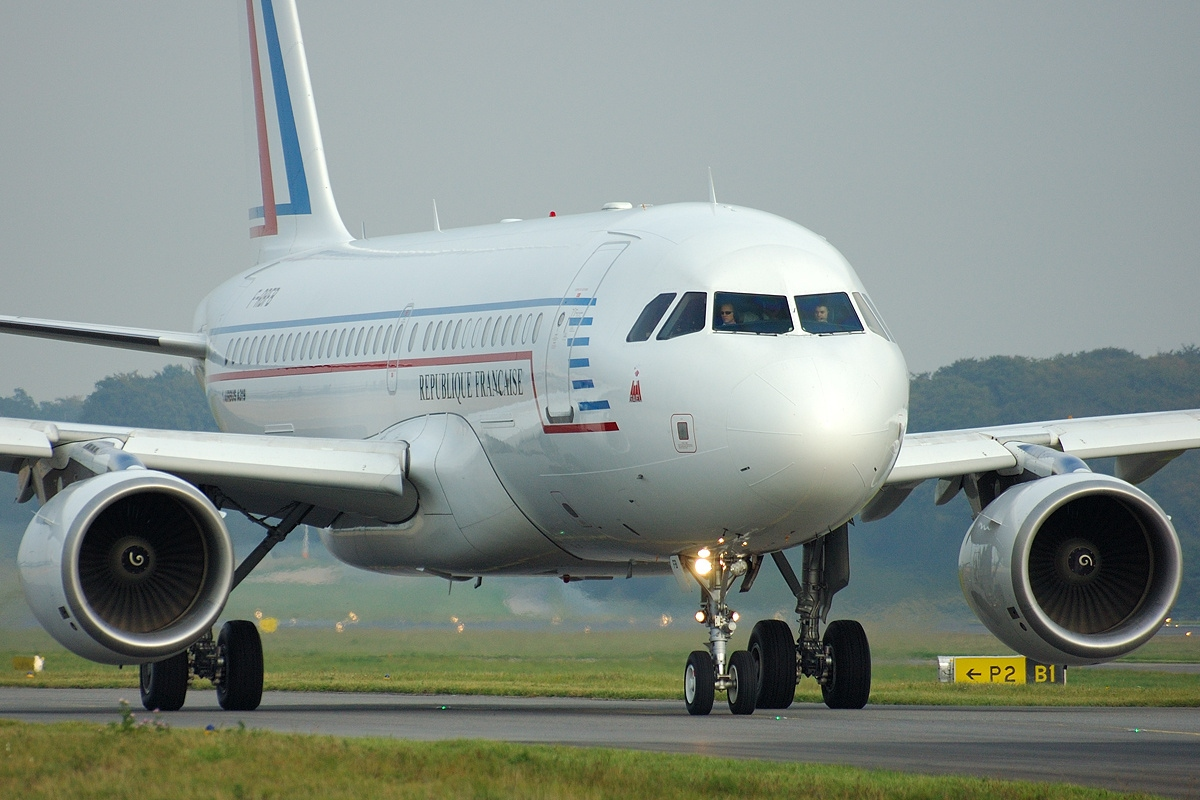
A319-115X CJ de l'Armée de l'air française jusqu'en 2010.

ACJ (pour Airbus Corporate Jetliner) est la proposition d'Airbus pour s'attaquer au marché des avions privés et d'affaires. Ce marché était en majorité détenu par des compagnies telles le canadien Bombardier avec les Learjet, l'américain Cessna ou encore le français Dassault. Malgré leurs longs rayons d'action (de l'ordre de Paris-Los Angeles pour certains Falcon), il s'agissait de petits jets, et non d'appareils spacieux et polyfonctionnels. Boeing s'est également lancé sur ce segment avec la série des 737 BBJ puis BBJ2, pour Boeing Business Jet.
Le suffixe ACJ correspond dorénavant à un type de finition intérieure : personal ou business ou mixed layout. Ainsi, Airbus livra un A319-133ACJ équipés de V2527M-A5 (2 x 111,2 kN) au gouvernement d'Oman le 15 février 2012. En novembre 2014, 67 exemplaires étaient exploités en tant qu'A319ACJ.

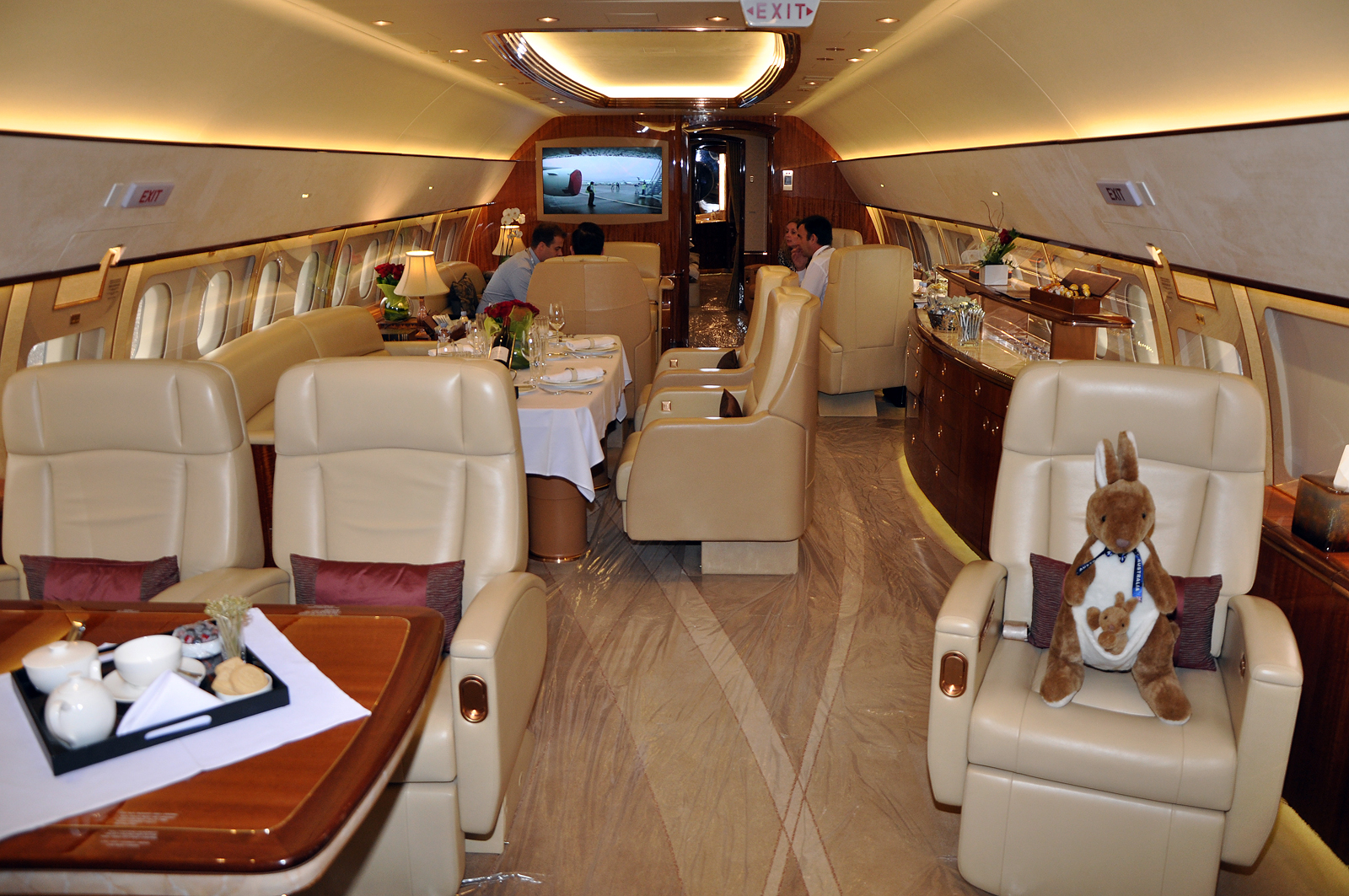
Cabine d'un A319-115X CJ lors du salon aéronautique australien à Avalon en 2013.

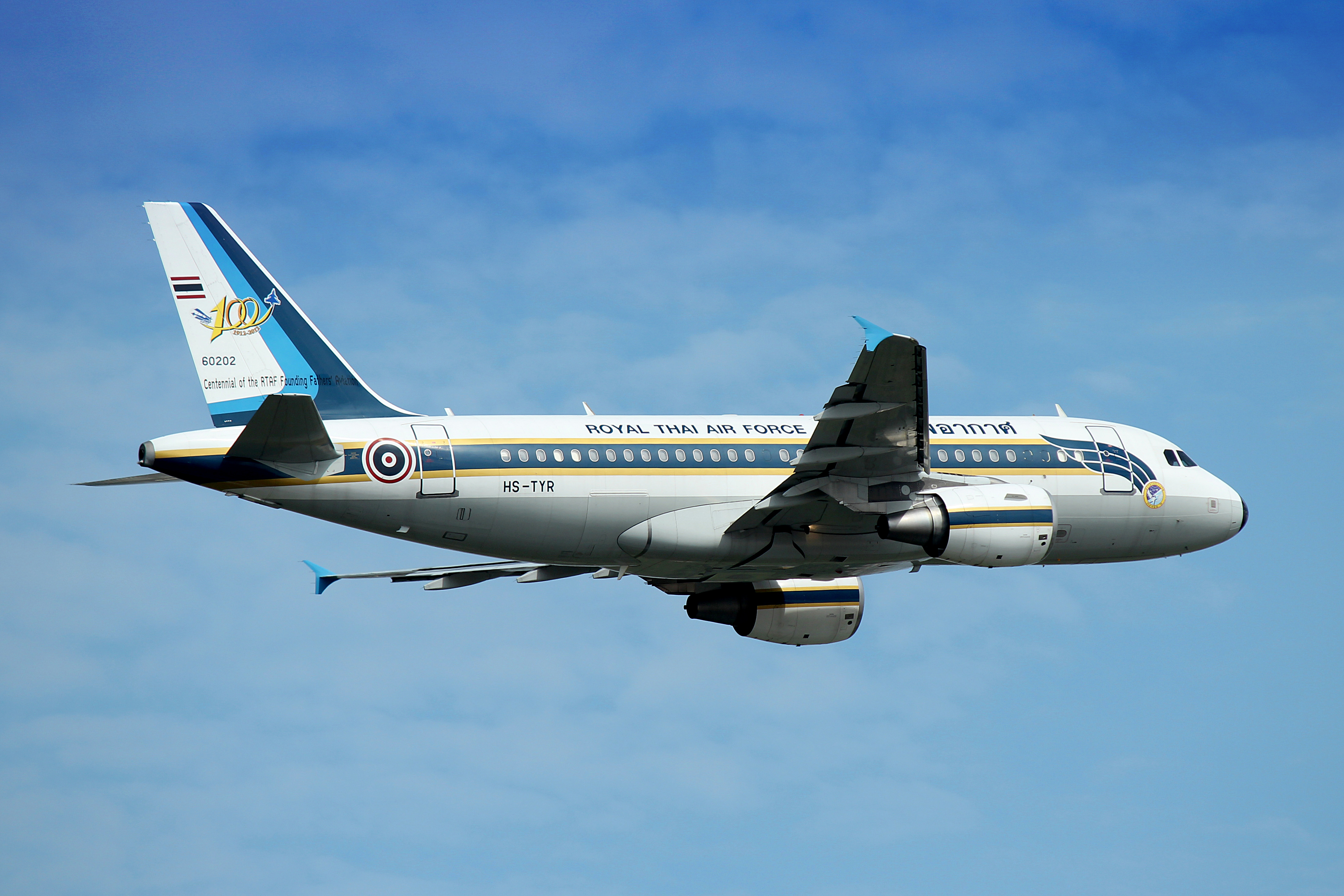
Airbus A319CJ assurant du transport de hautes personnalités au sein de la Royal Thai Air Force.

À mesure que le prix de carburant augmente, la vente de l'A319 commercial diminue. Par conséquent, Airbus propose depuis le mois de mai 2014, aux clients de l'ACJ qui ont besoin du rayon d'action, son nouveau modèle ACJ319 Élégance. Le concept des modules permet l'aménagement de celui-ci avec plus de liberté, d'efficacité et d'en réduire le coût.
La cabine est pressurisée et est recouverte d'un isolant atténuant le bruit de plus de 80 % soit moins que le bruit dans une voiture circulant à 130 km/h sur une autoroute. Les sièges sont disposés sur deux zones : la première offre quatre sièges dirigés face à face, soit deux sièges donnant sur deux autres alternés avec deux rangées de canapés, soit deux espaces pour se nourrir et se réunir alternés avec des canapés pour se reposer. Des tablettes encastrées se déploient après que des plaques coulissantes motorisées rentrent se ranger dans la cloison pour libérer l'espace. La tablette posée sur un support oscillo-battant peut s'articuler à 180° et elle est dotée d'une application indiquant l'altitude, le temps restant pour l'arrivée, la destination, la vitesse, l'heure, la stabilité de l'avion ou encore d'autres données sur le voyage. La deuxième zone se constitue de deux sièges mis face à face sur la droite et deux autres sur la gauche. Des tables oscillo-coulissantes donnent une sensation d'unité et se dissimulent dans la cloison elles aussi. Les deux zones sont séparées par de fines cloisons de verre sur les côtés. Au fond de l'avion, au niveau des sanitaires, deux autres sièges sont disposés face à face pour les hôtesses de l'air.
L'ACJ319 et l'A319 destinés aux compagnies aériennes ne sont pas nécessairement identiques. Ainsi, un type d'ACJ319 est singulièrement autorisé à 76,5 tonnes de masse maximale au décollage à la place de 75,5 tonnes.
Le rayon d'action de l'A319 est le plus grand de la famille A320 avec 11 100 km (6000 M) d'autonomie.

#### A319LR

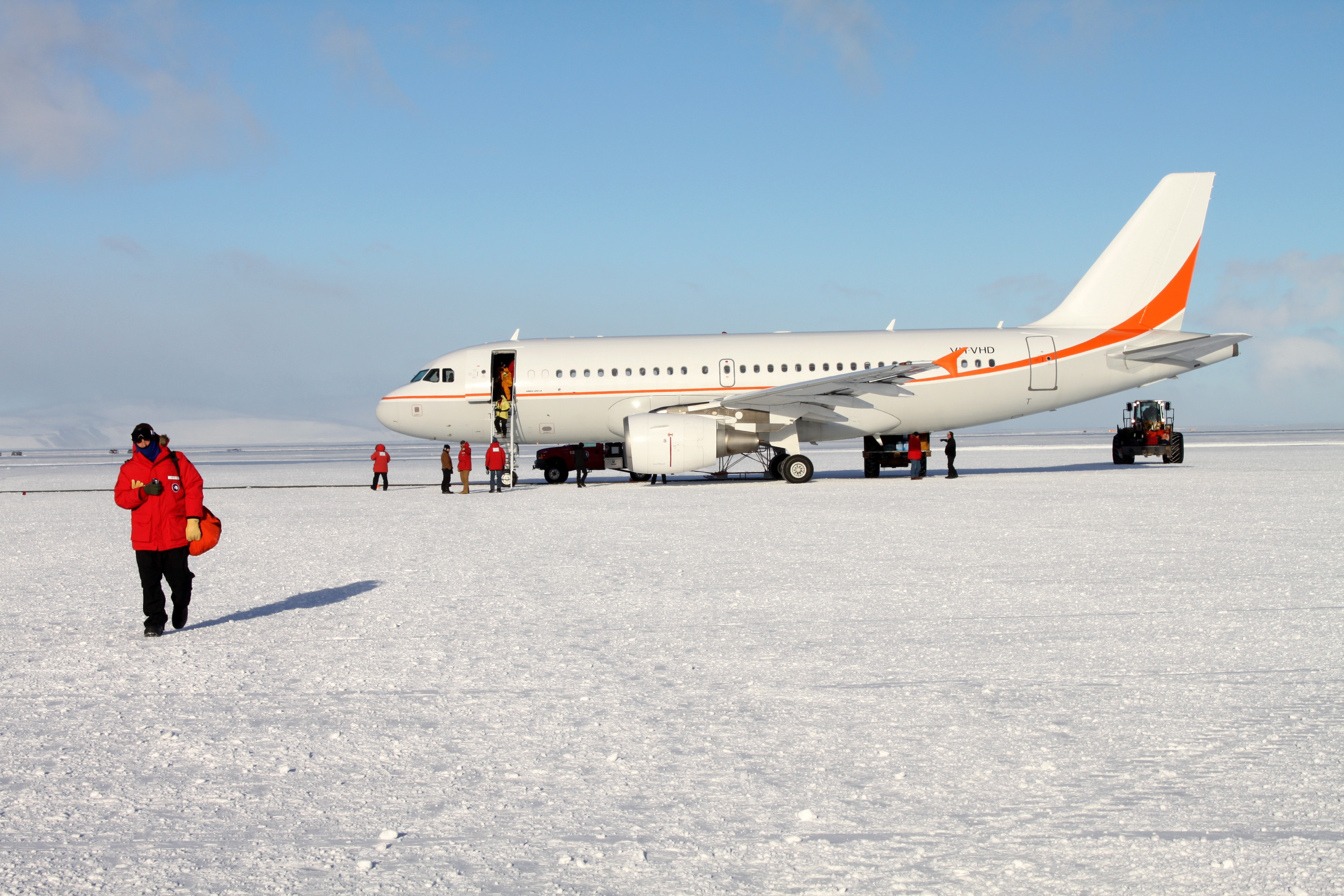
A319-115LR à McMurdo. L'A319-100LR pour Long Range est une version classique de l'A319 à laquelle sont adjointes des réserves supplémentaires de kérosène.

Afin d'augmenter le rayon d'action, jusqu'à 6 réservoirs sous forme de containers fixes nommés ACT (Additional Centre Tank) et de 2,393 tonnes de carburant chacun sont chargés à l'avant de la soute arrière. Une certaine flexibilité existe alors, et un A319-100LR peut être converti en A319-100 simple. Par ailleurs, Airbus évite habituellement et spontanément les dénominations employées par Boeing. Toutefois, ce suffixe -LR est l'une des exceptions.
Ce type se distingue notamment d'un exemplaire particulier. Le gouvernement de l'Australie bénéficie depuis 2008 de l'autonomie de l'A319LR pour ses transports vers l'Antarctique. Cet appareil est loué par Skytraders Pty pour cet objectif. Le réacteur CFM56-5B7/P (2 x 120,11 kN) équipe cet A319-115LR. En assurant 9 260 km de rayon d'action avec 4 ACT, il est capable de relier Hobart à l'aérodrome de Wilkins ainsi qu'à la base américaine McMurdo, sans aucun ravitaillement lors des escales. Dès 2009, l'appareil effectue également les vols entre Christchurch et McMurdo.
Airbus développa également l'A319-133LR équipé de moteurs IAE V2527M-A5 (2 x 111,2 kN). Le premier client fut Qatar Airways qui reçut son premier appareil le 22 mars 2002.

### A318

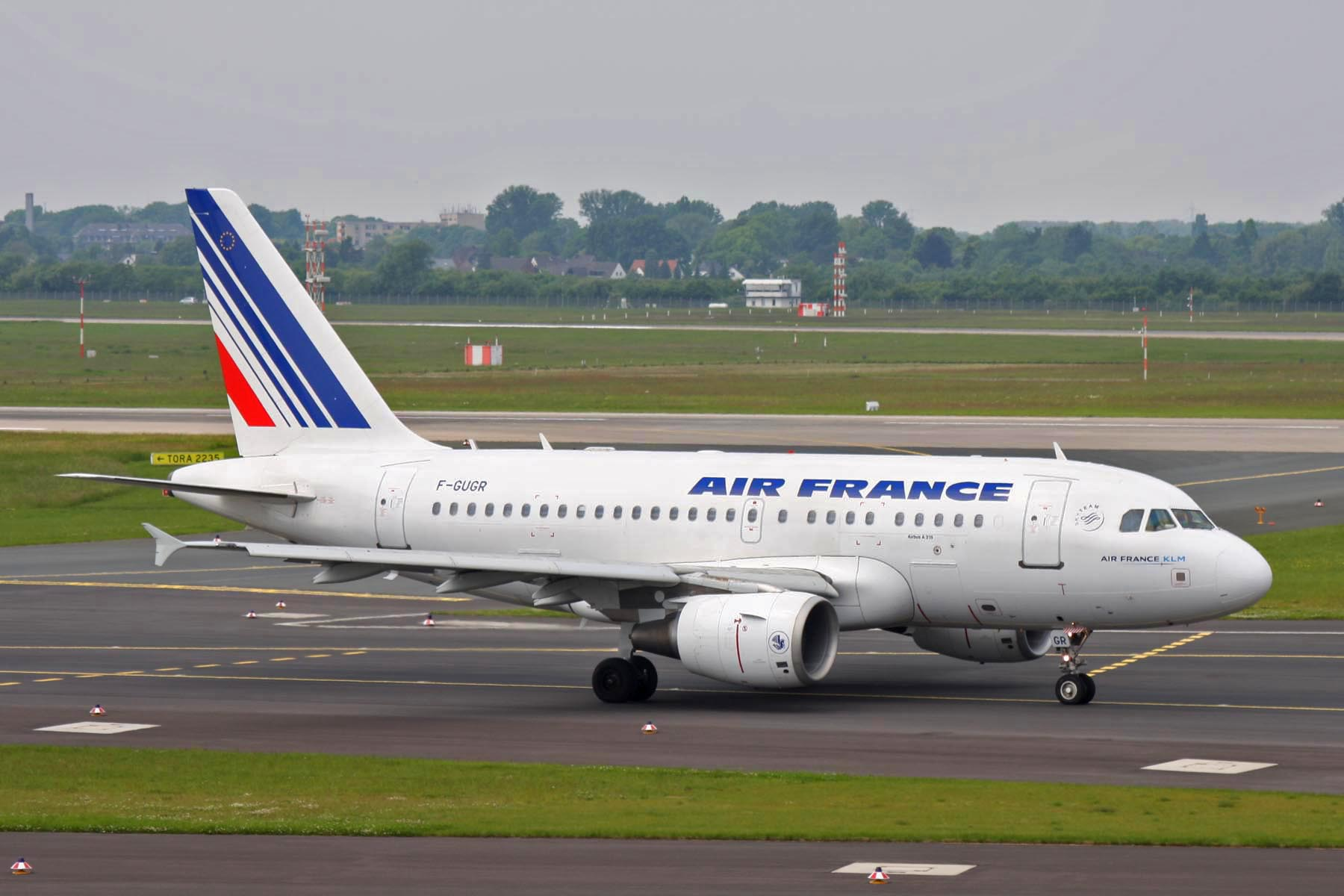
Air France est la compagnie qui exploite le plus grand nombre d'A318.

L'A318 est le plus petit des appareils développés par Airbus. Cet aéronef est utilisé pour le court et le moyen courrier. Pendant son développement, l'A318 était désigné sous le terme « A319M3 », ce qui signifiait « minus 3 fuselage frames », dont l'A318 est une version raccourcie de 6 mètres. En raison de cette réduction de longueur, la dérive a été agrandie de 80 cm, c'est pourquoi l'A318 mesure 12,79 m de haut, par rapport aux 11,76 m des A319, A320 et A321. Cet avion est ainsi le plus gros avion commercial à être habilité aux courtes approches par l'Agence européenne de la sécurité aérienne.
Les concurrents directs de l'A318 sont le Boeing 717, le CRJ-1000, l'Embraer 190 et le Soukhoï Superjet 100.
Le constructeur ne livra que 80 A318. Après avoir subi un échec dans cette partie du marché, Airbus propose désormais aux clients sa série A220.

#### A318-100

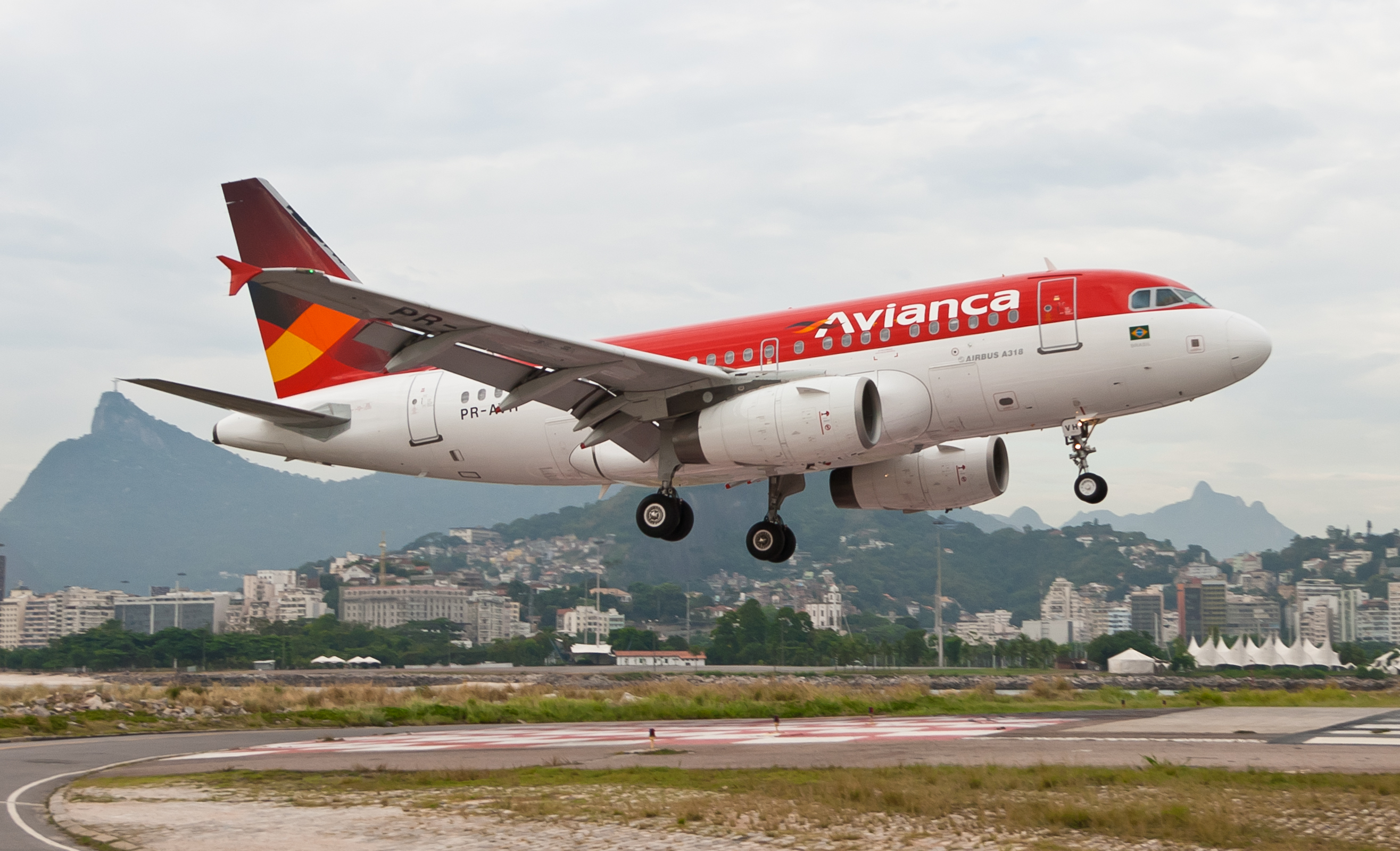
A318-122 équipé de turboréacteurs à double flux PW6124A.

L'A318 a en moyenne une capacité de 107 passagers divisés en 2 classes. Cependant, jusqu'à 136 sièges sont autorisés. Il fut conçu pour remplacer les vieillissants Douglas DC-9 et MD-80, tout comme le 737-600. La capacité d'emport de passagers et surtout le rayon d'action plus élevé que ses concurrents (5 700 km au maximum) donnent un avantage commercial important au constructeur européen sur ce créneau, ceux que ses clients appréciaient.
Or, le programme subit de nombreuses difficultés. Après la demande déclinante du marché aérien à la suite des attentats du 11 septembre 2001, ses réacteurs Pratt & Whitney consommaient plus de kérosène que prévu. Ceci provoqua l'annulation de commandes d'Air China. America West Airlines, British Airways et Egypt Air transformèrent leurs commandes en A319, A320 et A321. 50 appareil de commande disparut, à cause de la fusion de TWA avec American Airlines.
Frontier Airlines reçut son premier A318-111 le 21 juillet 2003, à la suite de la certification du type obtenu le 23 mai. Air France exploita la plus grande flotte, mais avec 18 appareils seuls, dont le réacteur est CFM56. La compagnie préférait sa fiabilité et la cohérence avec les A319/A320/A321, quoiqu'Airbus considérât que le moteur CFM56 serait trop gros et trop puissant pour son A318.
Les acteurs les plus distingués furent les deux A318-112 équipés des réacteurs CFM56-5B9/P, plus puissants. Acquis par British Airways, ils effectuèrent les vols distingués BA001/002. Avec assez de sièges, ces A318 entièrement consacrés à la classe affaires relièrent l'aéroport de Londres City à celui de New York JFK, de sorte que les hommes d'affaires puissent se déplacer le plus rapidement possible. Les vols furent suspendus en 2020, à cause du covid 19, qui avait empêché les voyages d'affaires entre les deux pays.
Airbus construisit 43 A318-111, 2 A318-112 et 15 A318-121 pour les compagnies aériennes.

#### ACJ318

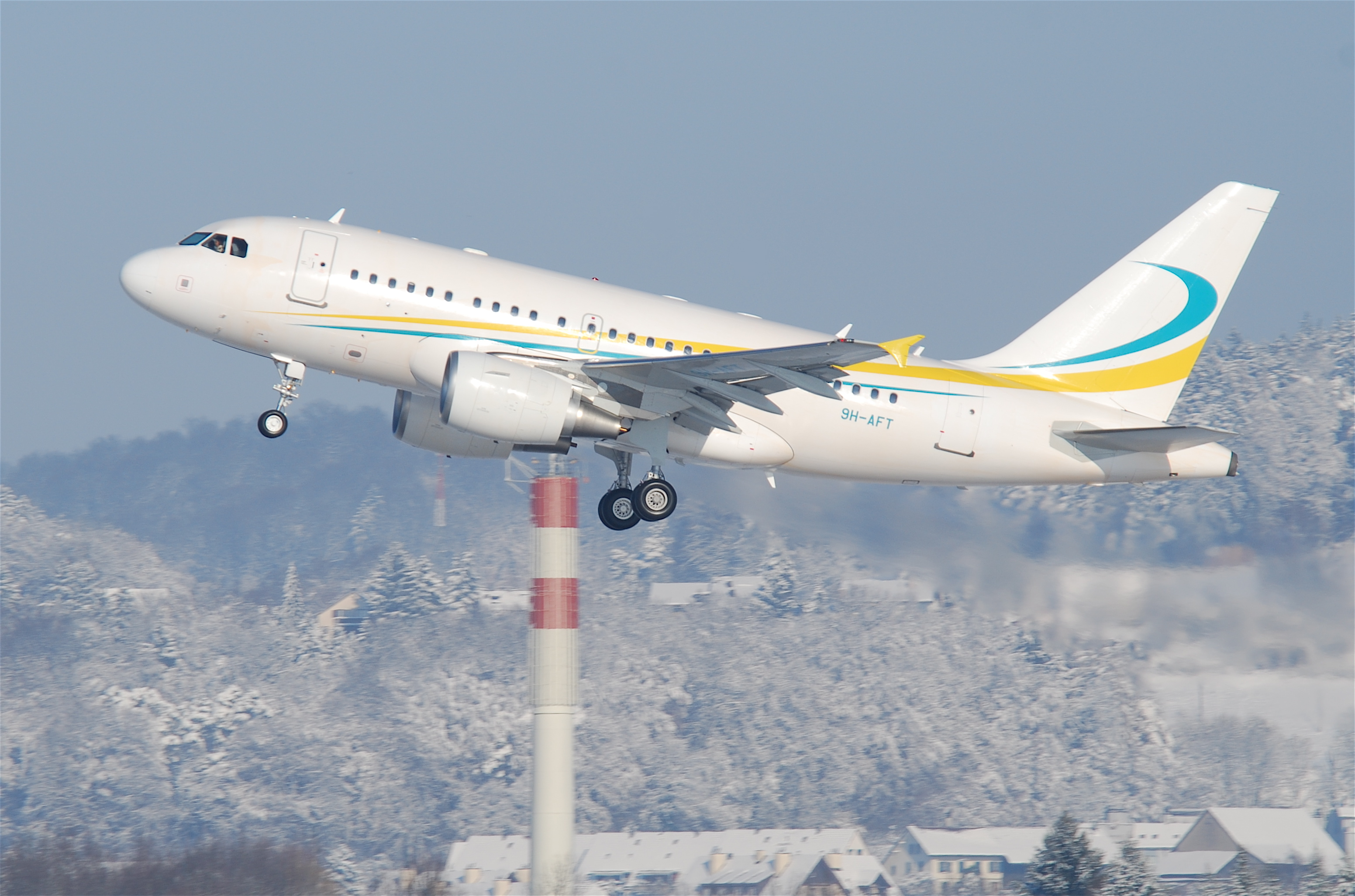
Airbus A318 Élite aux couleurs de Comlux Aviation.

Le 10 novembre 2005, Airbus présenta l'A318-112 Élite, devenu depuis le 16 mai 2011 l'ACJ318. L'appareil adapte, avec un rayon d'action de 7 750 km, au marché des voyages d'affaires. Ainsi, l'ACJ318 est capable d'emporter de 14 à 18 passagers sur un trajet Londres - New York.
Le premier A318-112 Élite fut remis à Comlux Aviation le 10 mai 2007, entreprise suisse spécialisée dans le transport VIP. 19 ACJ318 furent finalement livrés, y compris un appareil destiné au gouvernement de la Jordanie.
En dépit de l'amélioration de modèle par le constructeur, l'augmentation de prix du carburant toucha le programme de l'A318. Si Pratt & Whitney avait, comme prévu, réussi à développer son moteur optimisé et adapté à ce type, l'A318 aussi aurait connu son succès.

## A320neo (A319, A320 et A321)

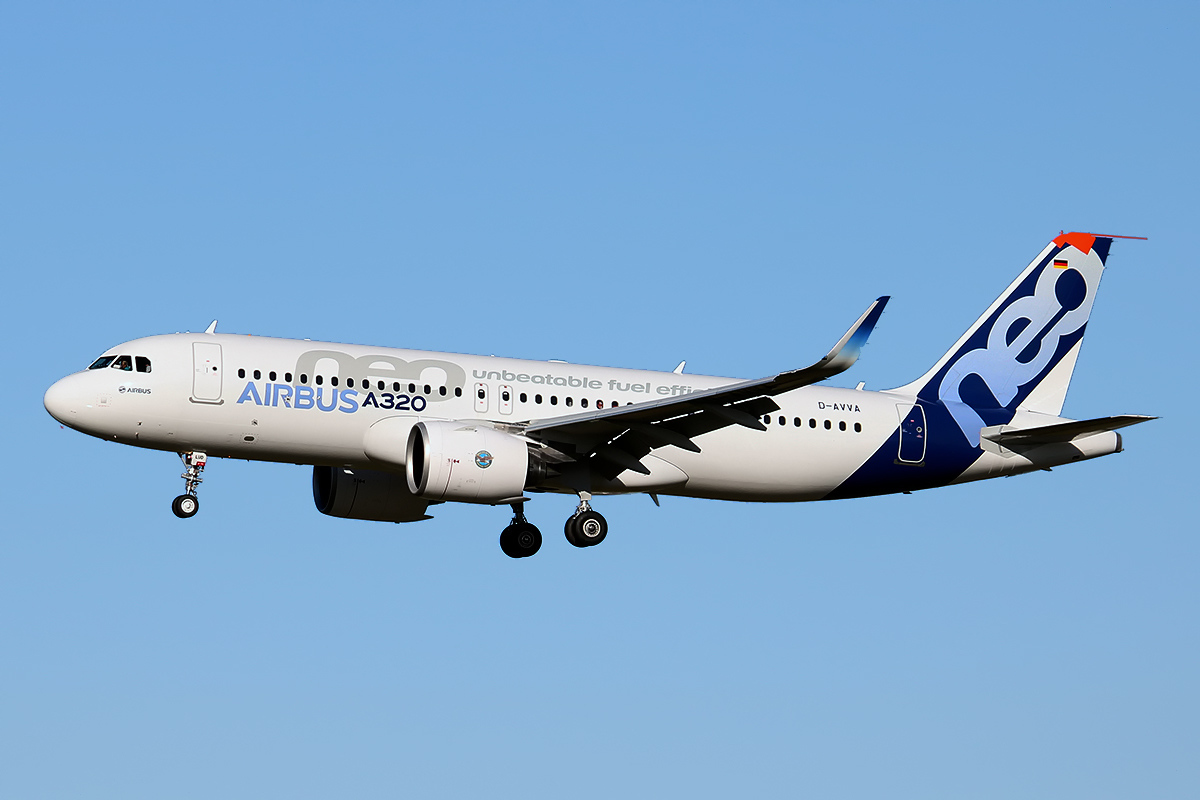
Un Airbus A320-271N.

Le remplacement de la famille des A320 a été un long sujet de discorde entre la France et l'Allemagne au cours de la première décennie des années 2000. Jusqu'en 2010, l'Allemagne a soutenu le projet A30X, dont l'objectif était la conception d'un appareil entièrement nouveau pour lequel Airbus avait présenté des concepts en 2009, dont une version à propulsion « open rotor ».
Airbus étant alors mobilisé sur les programmes A350XWB, A380 et A400M, la France est parvenue à reporter le lancement de ce projet afin de bénéficier de gains technologiques plus important. De ce fait, le développement de l'A30X ne devait commencer qu'en 2017 pour une mise en service qui n'était prévue pas avant 2025.
Cependant, face à la future concurrence du Comac C919, de taille très proche et devant disposer du nouveau moteur CFM LEAP, ainsi que des nouveaux Bombardier CSeries (devenus depuis Airbus A220), Airbus décida de mettre en œuvre diverses évolutions de son programme A320 afin de maintenir les ventes jusqu'en 2025. La conception de l'A320 permettait d'adopter aisément les moteurs de nouvelle génération alors que le B737 devait modifier sa structure pour les équiper. Les ingénieurs de Boeing privilégiaient de ce fait plutôt la conception d'un nouvel appareil. 
Le 8 novembre 2013, le constructeur annonce que le premier assemblage des composants de l'A320neo a commencé. L'assemblage final commence le 17 mars 2014 sans délai, afin de respecter le calendrier de livraisons.
La première livraison de l'A320neo a eu lieu le 25 janvier 2016 pour la compagnie allemande Lufthansa.
En juillet 2020, le sous-traitant RTX (avec sa marque Pratt & Whitney) annonce avoir décelé un défaut rare de métal en poudre, pouvant entraîner la fissuration de certains composants du moteur. En septembre il indique devoir retirer 600 à 700 moteurs GTF sur les A320Neo, pour de longues inspections de qualité entre 2023 et 2026.

### Annonces successives

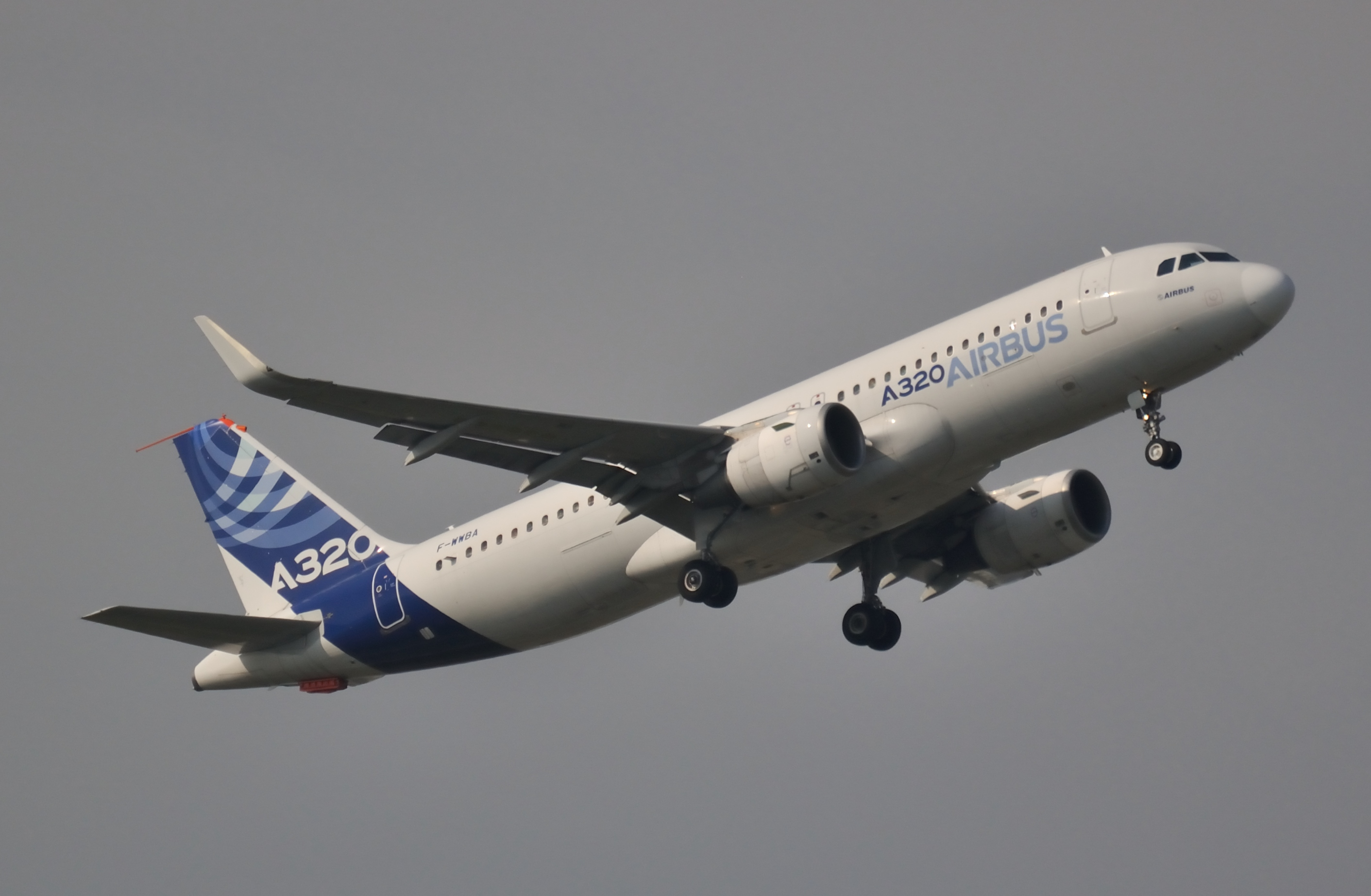
Premier appareil assemblé en 1987, ce prototype fut converti en version -211 ainsi qu'en plateforme d'essais sharklet. Cet appareil fut baptisé à Toulouse en 1987, par la princesse Diana et son époux.
Depuis 2019, au musée Aeroscopia.

Lors du Dubaï Airshow en 2009, le constructeur européen annonce qu'à partir de 2012, tous ses clients de la famille A320 pourraient sélectionner une amélioration notable de performance, grâce aux winglets avancés, dits sharklets selon leur forme, sans éliminer encore l'A318.
Airbus annonce ensuite le 1er décembre 2010 le lancement du programme NEO (New Engine Option) pour permettre à la famille des A320 de disposer sur les versions livrées à partir d'octobre 2015, de motorisations de dernière génération, soit les Pratt & Whitney PW1000G, soit le LEAP. Rolls-Royce, au travers du consortium IAE, est donc exclu de cette évolution, alors que son V2500 équipe des A320 classiques.
L'A320neo offre une consommation réduite de 15 % et des émissions de NOx réduites de plus de 10 %, offrant aussi une autonomie supérieure de 950 km par rapport à un A320 classique ou permettant de bénéficier d'une charge marchande accrue de deux tonnes. Airbus prévoyait la vente de 4 000 A320neo sur 15 ans.
En plus de l'A320, les A319 et les A321 sont concernés par cette évolution, mais pas l'A318. Airbus préférant proposer de nouveaux modèles d'A321 capables de réaliser une liaison transatlantique grâce à l'ajout d'un réservoir supplémentaire.
Annoncé en janvier 2015, le nouvel A321LR dispose ainsi d'une capacité de 206 passagers en aménagement standard bi-classe et d'un rayon d’action de 4000 milles nautiques (7 400 km). Ce nouveau modèle connaît sa première commande ferme de 30 exemplaires, le 9 mars 2015, grâce à Air Lease Corporation.
En juin 2019, Airbus dévoila l'A321XLR dont le rayon d'action a été augmenté de 700 milles nautiques, soit environ 1 300 km, pour un total de 4 700 milles, environ 8 700 km. La première compagnie à avoir commandé l'A321XLR est Middle East Airlines avec quatre exemplaires. En juillet 2022, le constructeur européen comptait plus de 500 exemplaires de commande. En effet, il s'agit du premier appareil de long courrier en monocouloir depuis le Boeing 707 et Douglas DC-8, qui pourra assurer une bonne économie aux compagnies aériennes. Ainsi, sur leurs lignes secondaires, les taxes d'atterrissage de l'A321XLR seront plus faibles.
Boeing se retrouve alors devancé sur son projet de « MoM » (Middle of Market, milieu du marché), avec le supposé Boeing 797, qui devait remplacer le 757 pour ne pas laisser le terrain libre à son concurrent sur les routes transatlantiques.

### Succès commercial
Le 12 janvier 2011, la compagnie indienne IndiGo signa ainsi avec Airbus un protocole d'accord pour l'achat de 180 Airbus A320, dont 150 neo, constituant ainsi la seconde plus grande commande enregistrée dans l'histoire de l'aéronautique. Définitivement financé, le contrat d'IndiGo y fut confirmé le 22 juin 2011, lors de la 49e édition du Salon du Bourget. Le lendemain, Air Asia passa la plus grosse commande de l'histoire, en achetant 200 A320neo.
Or, le contrat le plus important était celui qui fut conclu par la compagnie American Airlines. Juste un mois plus tard, le 20 juillet, ce méga transporteur annonça qu'il avait signé une grande commande de 260 exemplaires de la famille A320 dont 130 neo, avec 365 appareils en option, soit jusqu'à 625 appareils,. La troisième compagnie américaine n'avait acquis que 35 A300-605R auparavant, il y a près de 20 ans, et ne disposait plus d'A300 dans sa flotte depuis 2 ans. Selon un journaliste, il s'agissait d'un coup à trois bandes. D'abord, Airbus s'installe désormais chez une des dernières citadelles de Boeing. Ensuite, il faut que le contrat de 200 B737 soit absolument approuvé par le conseil d'administration de Boeing qui ne souhaitait pas choisir si tôt entre une remotorisation ou une nouvelle famille. Cette hypothèse était vraie, car les ingénieurs de Boeing et son responsable voulaient un avion complètement nouveau pour battre Airbus. Enfin, Airbus réussit à minimiser le lancement des Bombardier CSeries, futur concurrent hypothétique. Finalement, la méga commande de 130 A321neo pour American Airlines fut finalisée et confirmée en janvier 2013.
Lors du salon du Bourget 2011, cet avion, qui promet des économies de carburant de l'ordre de 15 % grâce à de nouveaux moteurs, devient l'avion civil le plus rapidement vendu de l'histoire avec plus de 1 000 commandes, permettant à Airbus de signer son meilleur salon de tous les temps en termes de ventes fermes. Airbus  enregistrait au 31 mai 2012 1 325 commandes fermes cumulées pour la famille A320neo, auprès de 25 clients. Avant sa première livraison, il comptait 4400 commandes. D'après le PDG d'Airbus Fabrice Brégier « l'A321 représentait il y a 10 ans 15 % de nos ventes de la famille A320. Aujourd'hui, il représente 30 % et il devrait atteindre 50 % à l'avenir ». Il profite d'autant plus d'une hausse de 1,2 passager par vol et par an sur les avions moyen-courriers qu'il peut embarquer plus de 200 passagers quand le 737 MAX-9 est limité à 180 et que Boeing se trouve démuni de concurrent sur le marché des avions de 200 à 250 sièges depuis l'arrêt de la production du B757-200 en 2005. Pénalisé en version ceo par un rayon d'action de 3 000 milles nautiques (5 550 km) était inférieur à celui des 3 500 nautiques de l'A320 (6 480 km), l'A321neo gagne 500 nautiques  (900 km) et atteint même 4 000 nautiques (7 410 km) dans sa version LR disponible en 2019 forçant Boeing à réfléchir à une riposte via une version rallongée de son monocouloir 737 ou à un tout nouvel avion bicouloir.
La crise issue du Covid-19 a favorisé la famille A320neo, ce que même Airbus n'envisageait pas. Désormais les compagnies aériennes préfèrent les appareils monocouloir capables d'effectuer un large éventail de vols avec beaucoup moins de coûts d'exploitation. Il s'agit notamment de l'A321LR et de l'A321XLR, versions long-courriers, qui remplacent les avions de grande taille. La tendance Post-Covid est d'investir dans  le renouvellement d'une flotte pouvant résister à une récession mondiale éventuelle.

### Développement et livraison

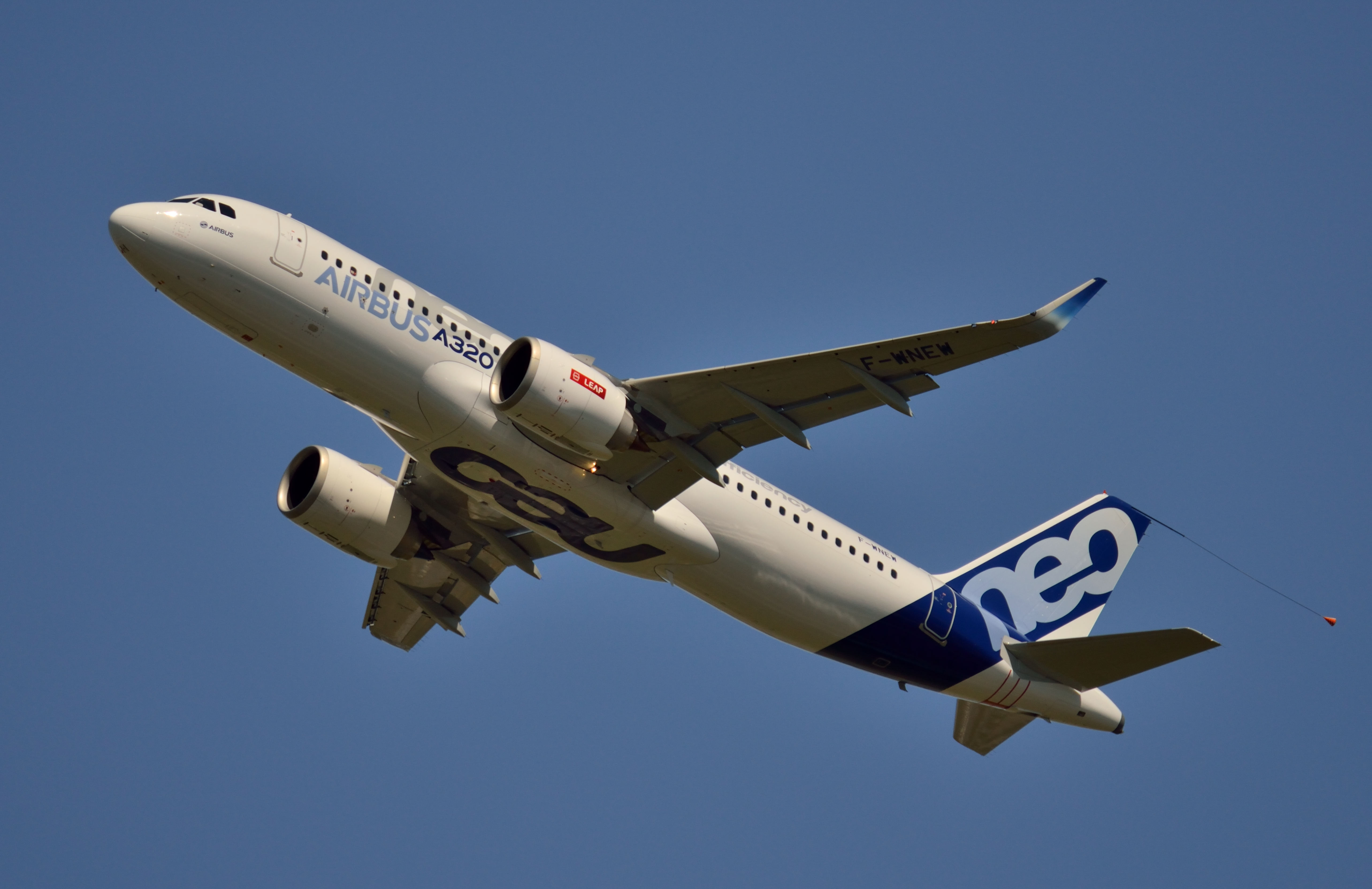
Un prototype d'A320neo équipé du réacteur LEAP. Le moteur plus grand est resté au même endroit, contrairement au B737max.

Le premier appareil d'essai fut officiellement présenté à Toulouse le 1er juillet 2014. Puis, le premier vol d'essai fut effectué le 25 septembre 2014, après les vérifications au sol,.
Le 19 décembre 2014, la Federal Aviation Administration octroya sa certification pour la série du moteur PW1100G-JM tandis que le prototype accumulait, le 15 décembre 2014, 50 vols d'essai. À la suite d'une double certification du LEAP-1A26, autorisée par 
la FAA et de l'Agence européenne de la sécurité aérienne, en novembre 2015, l'A320-271N obtint sa certification de type le 24 novembre 2015, simultanément par l'Agence européenne de la sécurité aérienne.
L'A321neo effectue son premier vol, le 9 février 2016 ; contrairement à ce qui était prévu, c'est la version équipée de moteur CFM Leap-1A qui a débuté la campagne d'essais à la suite des problèmes mécaniques rencontrés sur les moteurs Pratt & Whitney. Les essais de l'appareil ont été temporairement arrêtés après qu'il a été endommagé le 15 février 2016 quand l'arrière a percuté la piste de l'aéroport de Perpignan. La version équipée des moteurs Pratt & Whitney PW1135G-JM a effectué son premier vol le 9 mars 2016 en réalisant un vol entre Hambourg et Toulouse
Au regard de l'A321LR (A321-200NX selon la certification), le premier vol d'essai transatlantique fut effectué le 13 février 2018 et tous les 5 types de -NX obtinrent ETOPS180 le 5 juin 2018. Désormais, A321LR peut effectuer le vol transatlantique. Il s'agit d'un modèle très attendu, car le seul autre appareil dans cette catégorie était le B757 dont la production s'est terminée en 2004. En bref, l'A321-200NX a été développé afin de remplacer ce B757 vieillissant.

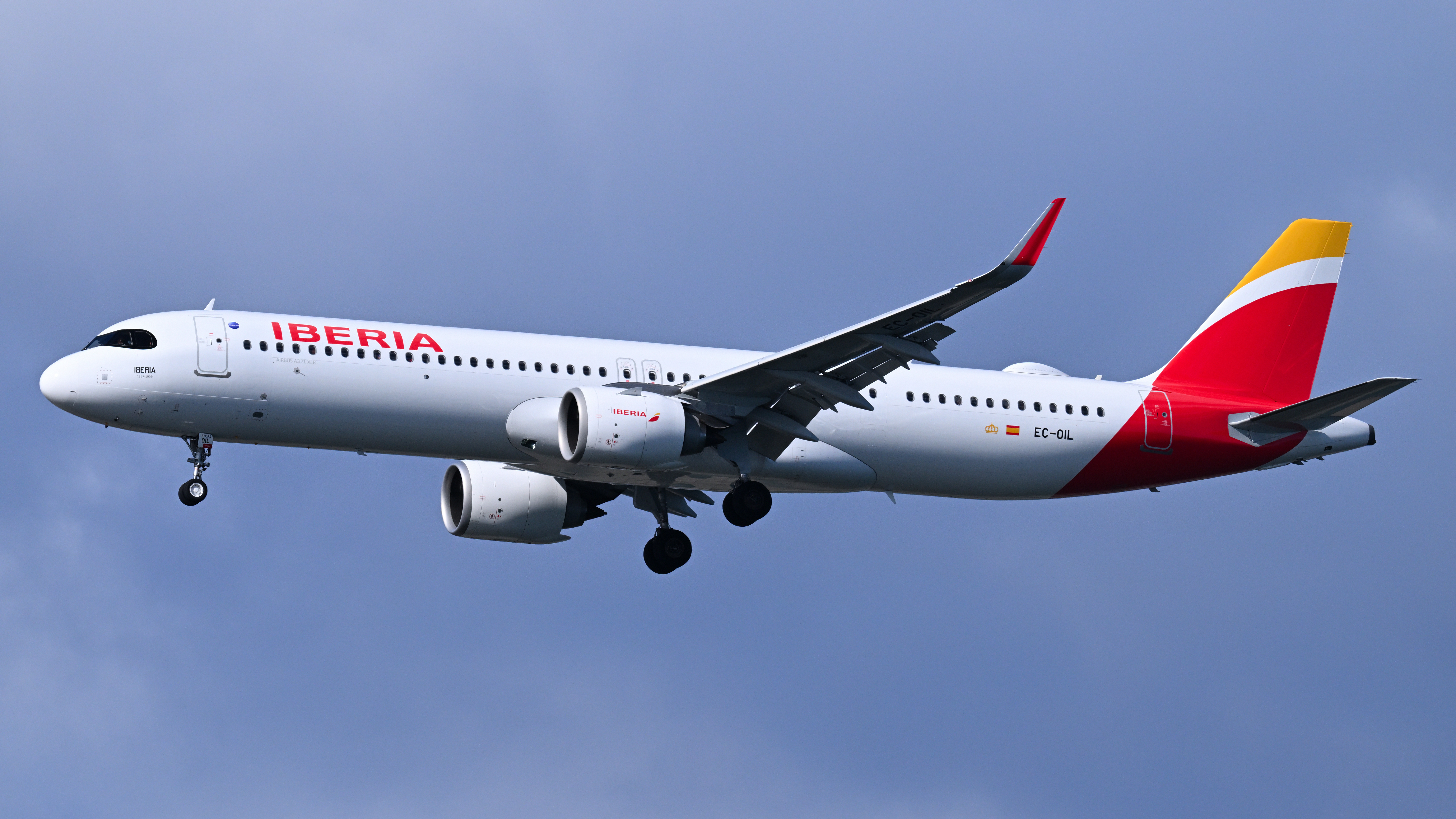
Premier appareil commercial de l'A321XLR (A321-253NY) à Boston en mars 2025.

Jusqu'ici, le programme de l'A320neo subit peu de problème, à l'exception d'un retard considérable de livraison, lié à la difficulté du développement de PW1100G-JM (tout comme celle de l'A318). Or, en juin 2022, l'EASA demanda à Airbus de renforcer la sécurité du réservoir supplémentaire, qui est placé au-dessous de la cabine. L'objectif est de protéger la cabine, en cas d'incendie. Le constructeur européen doit trouver une solution technique. Afin de garder un bon carnet de commande, 500 appareils, il s'agit d'un sujet sérieux, car cette modification risque d'augmenter la masse de 101 tonnes à 101,7 tonnes, par exemple, donc de baisser le rayon d'action. 3 appareils de prototype s'occupent actuellement des vols d'essai. Notamment le 13 décembre 2022, le premier appareil d'essai réussit à effectuer 13 heures de vol sans escale, au-dessus de l'Europe. Son entrée de service est prévue au deuxième trimestre 2024, ce qu'Airbus confirma lors de la communique de presse tenue le 16 février 2023.
L'A321XLR a obtenu sa certification européenne le 19 juillet 2024, avec un rayon d'action de 8 700 km. Le type précis ayant obtenu la certification est l'A321-253NY, qui s'équipe le moteur LEAP-1A33X au lieu du LEAP-1A35A pour l'A321-253NX(LR).

### ACJneo
Airbus annonce le 19 mai 2015 ses programmes de l'ACJ319neo ainsi que de l'ACJ320neo. En effet, en décembre 2014, l'un des clients d'Airbus ACJ, Comlux Aviation, avait commandé, pour la première fois, 2 BBJ Max, en raison de leur autonomie supérieure. L'ACJ319 possédera 12 500 km de rayon d'action au lieu de 11 000 km avec huit passagers tandis qu'en profitant de 4 ACT (Additional Centre Tank) à la place de 2 actuels, l'ACJ320 sera capable d'accueillir 25 passagers pour 11 100 km, à savoir au lieu de l'ACJ319 actuel.
La première commande ferme d'un ACJ320neo est annoncée par Acropolis Aviation, le 19 mai 2015, et confirmée par Airbus le 4 juin.

### Version militaire
En janvier 2023, la Direction générale de l'Armement française annonça son nouveau projet de renouvellement, celui de la flotte de 22 Atlantique 2 en mission de patrouille maritime. La DGA avait choisi deux candidats pour la plateforme, Airbus A320neo et Dassault Falcon 10X. En faveur de renouvellement prévu dans les années 2030, les deux constructeurs sont en train d'évaluer la définition précise de l'appareil, durant 18 mois.

## Production

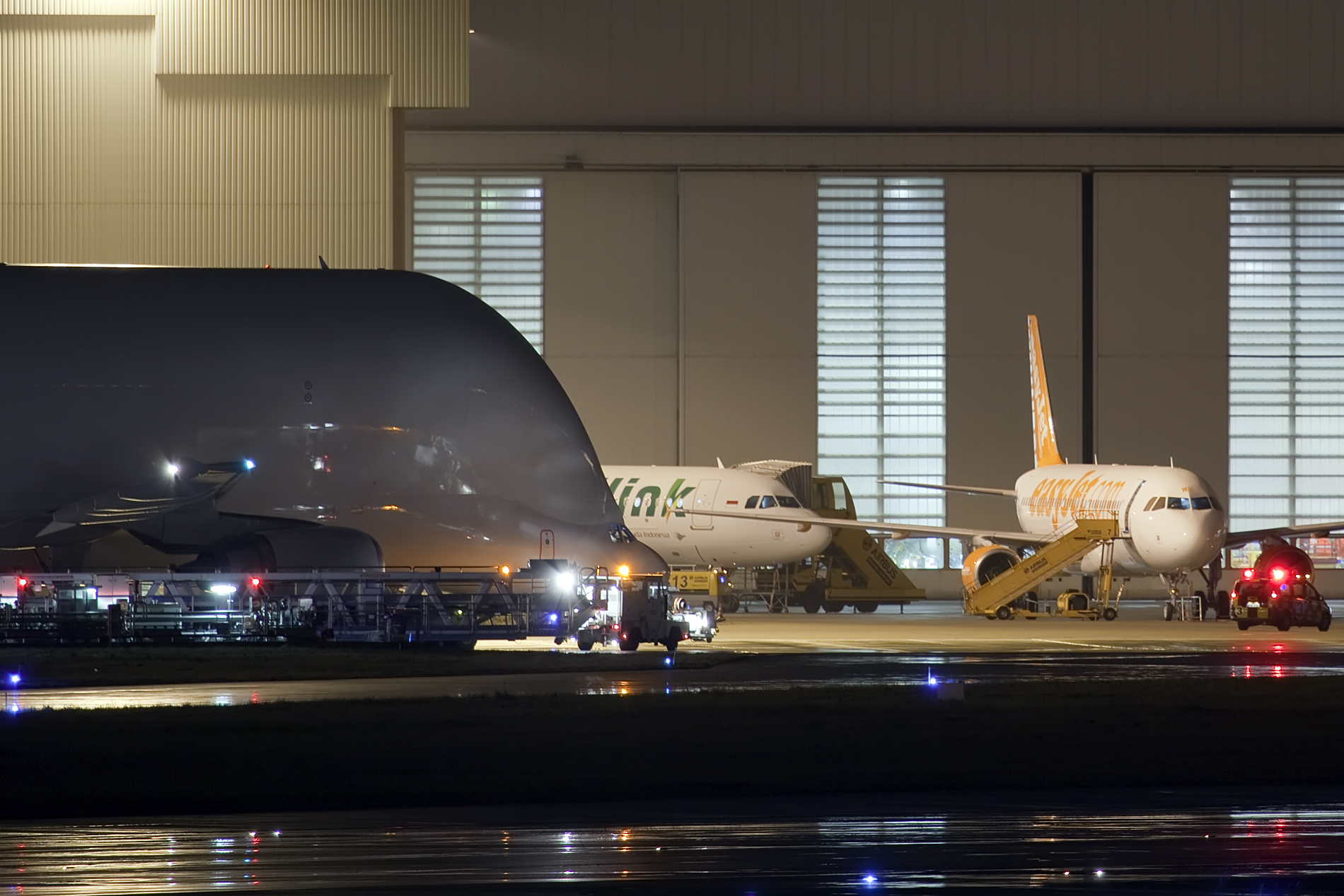
Site d'assemblage d'Airbus à Hambourg-Finkenwerder.

### Quatre sites d'assemblage
À la différence de Boeing, Airbus qui est une entreprise internationale adopta une stratégie assez particulière. L'assemblage final de sa gamme A319/A320/A321 est effectué dans quatre pays :
- 4 lignes à Hambourg en Allemagne (A319[easa 13], A320[easa 22] et A321[easa 10]) ;
- 2 lignes à Toulouse en France ( A320[easa 22] et A321) ;
- 1 ligne à Tianjin en Chine (A319[easa 13], A320[easa 22] et A321) ;
- 1 ligne à Mobile aux États-Unis, usine construite en 2015 (A319[easa3 6], A320[easa3 7] et A321[easa3 8]).

Les divers éléments sont transportés vers ces chaines d'assemblage à l'aide d'une flotte de six A330-743L dit Beluga XL (pour les sites européens) et par bateaux cargo.
L'inauguration d'une nouvelle ligne à Mobile ainsi que d'une autre à Tianjin est prévue jusqu'en 2026.

### Évolution des sites de l'assemblage final
Au début, Airbus, un petit consortium, ne possédait qu'un seul site d'assemblage final situé à Toulouse. Son premier modèle l'A300 fut assemblé dans l'usine destinée au Concorde auparavant.
La multiplication des sites d'assemblage commença à la suite du succès du programme A320 dans l'optique de satisfaire des pays partenaires : Hambourg (Allemagne) pour l'A321 et l'A319 ainsi que Séville (Espagne) pour les appareils militaires. Il s'agissait d'une raison politique. Pour la même raison, l'aménagement des cabines de l'A380 et de certains A320 fut effectué à Hambourg.
Par ailleurs, les usines de Tianjin et de Mobile furent construites, afin de faciliter les ventes dans les vastes marchés que représentent ces deux pays. De ce fait, ces sites contribuèrent à augmenter considérablement le carnet de commande.
Airbus constata toutefois l'inefficacité de ce système de production : il est couteux et inutile de déplacer des tronçons d'avions entre deux usines avant la livraison. Dans les années 2000, le constructeur voulait intégrer toute la production de la famille A320 à Hambourg et les appareils long courrier à Toulouse. Dans cette optique, l'assemblage final de l'A320 à Hambourg est autorisé depuis le 15 avril 2008.
Or, cette idée de la centralisation de production fut maintenant renversée, en raison du carnet de commande d'Airbus augmenté et changé. L'augmentation du prix de carburant fit choisir, auprès des compagnies aériennes, l'appareil de taille la plus grande, A321, qui assure un coût de transport par siège le moins élevé. L'A321 a toutefois besoin de plus d'espace pour l'assemblage. D'ailleurs, la plus ancienne usine de l'A320, à Toulouse, n'est plus adaptée à la nouvelle technologie de fabrication. Le 16 février 2023, Airbus dévoila sa nouvelle ligne d'assemblage final à Toulouse. En profitant de la fermeture de celle de l'A380, le constructeur avait transformé son ancienne usine en celle de la dernière technologie. Une fois la cadence établie, cet établissement Jean-Luc Lagardère sera capable d'assembler un A321 en huit semaines, en remplaçant la ligne la plus ancienne.
En ce qui concerne la conversion de l'A320 et de l'A321 en cargo, en 2022 Airbus inaugura deux nouveaux centres aux États-Unis et en Chine, ayant pour but de répondre aux demandes croissantes.
En avril 2023, Guillaume Faury, président exécutif de l'avionneur européen a annoncé qu'Airbus va installer une seconde ligne d'assemblage d'avions à Tianjin, doublant ainsi sa capacité de production d'appareils de la famille A320 sur le sol chinois.

### Nouvelle usine à Mobile

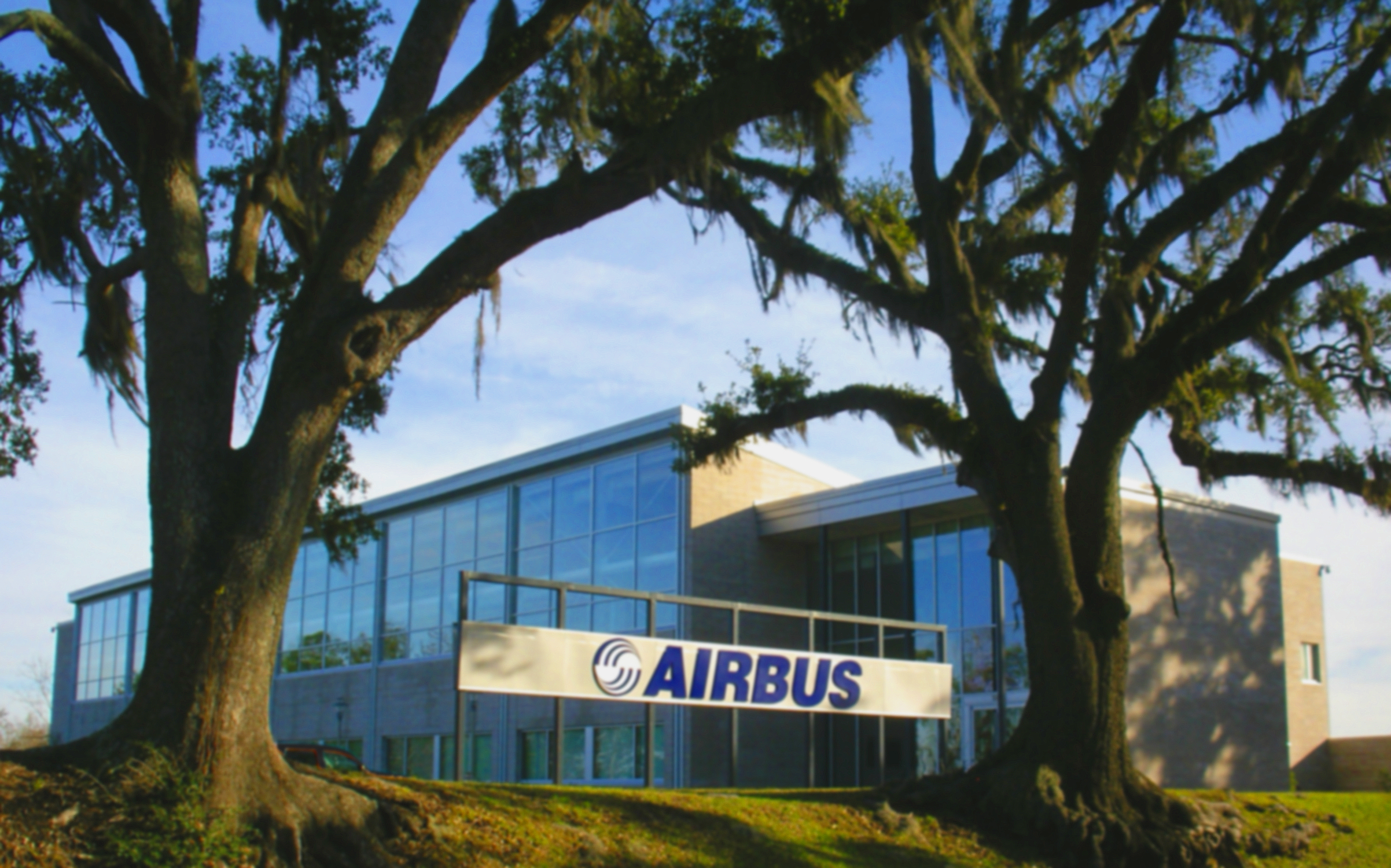
Le centre technique d'Airbus à Mobile aux États-Unis compte plus de 200 ingénieurs depuis 2007.

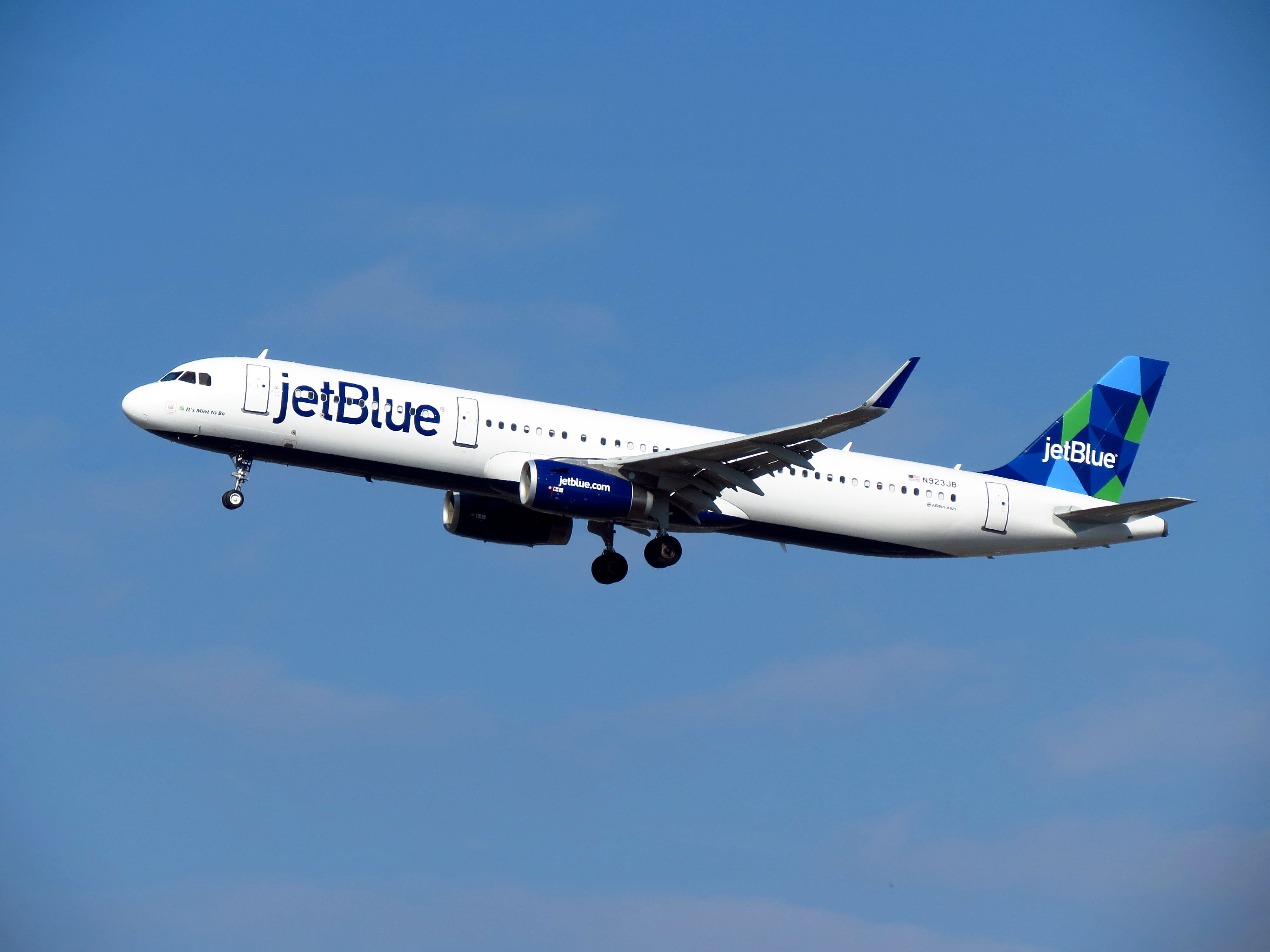
Le premier Airbus assemblé aux États-Unis était un A321 aux couleurs de JetBlue Airways.

Avec le succès de la gamme neo, Airbus cherchait à augmenter davantage ses cadences en s'implantant aux États-Unis. L'avionneur annonça le 2 juillet 2012 la construction d'une quatrième ligne d'assemblage à Mobile en Alabama. En février 2013, Fabrice Brégier expliqua l'objectif, en précisant qu'Airbus était passé de 30 % à 50 % de part de marché en 7 ans en Chine avec une usine d'assemblage.
Aux États-Unis, le constructeur européen ne représentait que 17 % de part de marché en 2012. Cette stratégie Made in USA connut un grand succès avec 40 % des commandes américaines entre 2012 et 2015. En outre, la transaction en dollar plutôt qu'en euros contribue à réduire le risque de change.
Le 14 septembre 2015, lors de l'inauguration de nouvelle usine (600 millions de dollars d'investissement), Airbus présenta un autre objectif. Comme le coût d'assemblage à Mobile sera moins élevé qu'en Europe, l'usine envisage l'exportation d'une partie des appareils assemblés, à plus long terme. Le site de Mobile construira d'abord 16 exemplaires en 2016, puis 32 en 2017. Afin d'assembler 8 appareils par mois, il ne faudra, assurent des responsables de Mobile, que peu d'investissement supplémentaire.

### Jusqu'à 75 appareils de cadence en 2025
L'augmentation de la cadence est toujours l'un des sujets les plus importants pour Airbus après le succès de son programme A320. En raison d'un carnet de commandes bien rempli, si le constructeur n'améliore pas sa cadence, ses clients ne pouvant pas patienter, il perdra de futurs contrats, et ce serait ses concurrents, notamment Boeing, qui profiteraient de cette situation. C'est la raison pour laquelle Airbus annonça en 2015 une augmentation de la cadence jusqu'à 50 appareils par mois, prévue pour 2017. Encore, le 28 mai 2015, le constructeur envisageait-il de produire 63 appareils par mois à condition que la capacité des fournisseurs puisse suivre la cadence. En effet, l'A320neo demeure le principal centre de profit d'Airbus en s'octroyant une part de marché de 60 %.
Toutefois, cela reste un véritable défi. En juin 2015, Didier Evrard, qui avait réussi à maîtriser le projet de l'A350 dans les délais et qui est devenu directeur de tous les programmes Airbus, analysait les défis qui concernaient l'A320. La production de 120 réacteurs par mois était, selon lui, « des questions compliquées » (de fait, à la fin du mois de juillet, Philippe Petitcolin, nouveau PDG de Safran, déclara que son entreprise ne voulait pas augmenter la cadence de production). En outre, il soulignait qu'il faudra pour cette deuxième étape une véritable optimisation de production, y compris des lignes d'assemblage final. Ainsi, l'aménagement de cabine de l'A320, assemblé à Toulouse, était effectué à Hambourg. Ces transferts entre sites, coûteux, devaient être supprimés.
Après avoir réussi à maîtriser la turbulence liée au Covid-19, Airbus envisage maintenant une cadence de 75 appareils par mois, prévue pour 2025. Or, toujours limité par le manque de capacité des fournisseurs qui sont sous la pression de la chaîne, le constructeur européen avait déjà baissé sa prévision de livraisons pour 2022.
Au premier trimestre 2024 Airbus a livré 142 avions soit une moyenne de 47 par mois, dont 116 A320 (54) et A321 (62) neo.  et 

### Une conversion PTF plus simple, par ST Aerospace, et au moins 5 sites de conversion pour obtenir des cargos A321, puis A320
La conversion d'avions passagers après une douzaine ou une vingtaine d'années de service, voire plus, est un grand classique, puisque les avions cargos sont utilisés moins intensément que les appareils passagers (beaucoup moins de rotations dans une semaine), et que cela permet généralement aux compagnies aériennes (passagers et cargos) d'obtenir des avions affectés au fret à des prix significativement inférieurs à celui d'avions cargos neufs.
Et cela a été le cas aussi pour les Airbus (A300 A300-600 par exemple) mais les Airbus A330 et A320/A321 ont été victimes de leur succès, le prix d'achat d'avions de seconde main pour ces modèles restait très élevé . Ce qui a empêché cette conversion pendant longtemps, puisque Airbus n'avait pas décidé de produire des cargos neufs et qu'Airbus souhaitait qu'il y ait un flux soutenu de permutations d'avions A330 et A320-A321 avec remplacement des appareils CEO par des avions NEO. Signalons au passage que les A330-300 et les A321 sont plus adaptés au transport de paquets (en très forte croissance) que respectivement les A330-200 et les A320 qui sont plus adaptés aux charges de fret classique, de masse volumique plus importante. L'A321PTF c'est un plus grand volume conteneurisé que le 757F : 208 m3 dont 14 palettes AAA/AAY 88*125 et 10 LD3-45W en soute alors que le 757-200F c'e  
Airbus avait conçu les conversions cargos PTF (Passengers To Freight), de concert avec l'entreprise EFW (qui avait déjà réalisé la conversion de plus de 250 Airbus, A300 et A310, sur plus de 30 ans et qui est une filiale de ST Aerospace et Airbus) pour des A330-200, A330-300 ainsi que pour des A320 et A321, sans pouvoir réaliser ces conversions par pénurie d'appareils de seconde main.
Et la plus haute priorité pour Airbus est d'augmenter la cadence de production des avions passagers, alors que les sous-traitants ont du mal à produire autant que ne le souhaite Airbus, et qu'Airbus prévoit un millier d'avions passagers de la famille A320 à convertir.  , sur les 20 prochaines années. Sous l'effet des commandes enregistrées depuis la fin 2019, le nombre d'avions passagers Airbus et Boeing reconvertis en avions cargos passera d'une moyenne de 70 unités par an à plus de 180 d'ici la fin 2025 .
La solution choisie est donc de diminuer le plus possible le coût de conversion, en réduisant un peu les spécifications (choix par ST Aerospace de ne pas exploiter la plus grande largeur de cabine par rapport aux 757 et 737, au lieu de la conversion initiale étudiée par Airbus Freighter Conversion (AFC) , plus complexe et plus chère) et d'effectuer ces conversions PTF, en de nombreux sites :  
- ST Aerospace Singapour
- États-Unis (Texas) San Antonio,
- Chine  : 2 sites à Canton (ST Aerospace) et à Tianjin, sur la même plateforme aéroportuaire que les installations d'Arbus en Chine
- Japon (MRO Japan ), voire en France

pour permettre une cadence de conversion élevée, allant de pair avec l'augmentation soutenue, la plus élevée possible, du rythme de production des A320, A321 (et A330) ; augmentation qui permet d'accroître le nombre d'avions de seconde main, et qui contribue aussi à limiter le prix d'achat de ces Airbus à convertir.
Trois de ces sites sont opérés  par des filiales de ST Engineering, les deux autres (Tianjn et Japon), sont des sites de conversion indépendants.
La conversion P2F donne à l'A321 la capacité de transporter 14 palettes de fret sur le pont principal et 10 autres (LD3-45) dans les soutes de l'avion. La masse maximale supportée par l'A321P2F est de 27,6 tonnes, dans cet état l'autonomie maximale est de 3 700 km, idéale pour les trajets court-courriers. 
Un millier de conversions (sur 20 ans) sur 5 lignes de production, cela représente une moyenne de 200 par site, ce qui est très conséquent.
Certification obtenue auprès de l'EASA.

## Détail des innovations techniques
À la base de l'idée principale de Roger Béteille, l'A320 a été conçu sans imiter ni copier le B737. Sa dimension ressemble à celle du Dassault Mercure 100.
Ce fut le premier avion de ligne à utiliser les commandes de vol électriques (ou encore Fly-By-Wire en anglais) numériques reliées à un calculateur gérant la stabilité de façon active. C'est le concept CAG : Contrôle Actif Généralisé. Cela apporte donc une sécurité supplémentaire, mais aussi un meilleur contrôle de l'aéronef pour les pilotes.

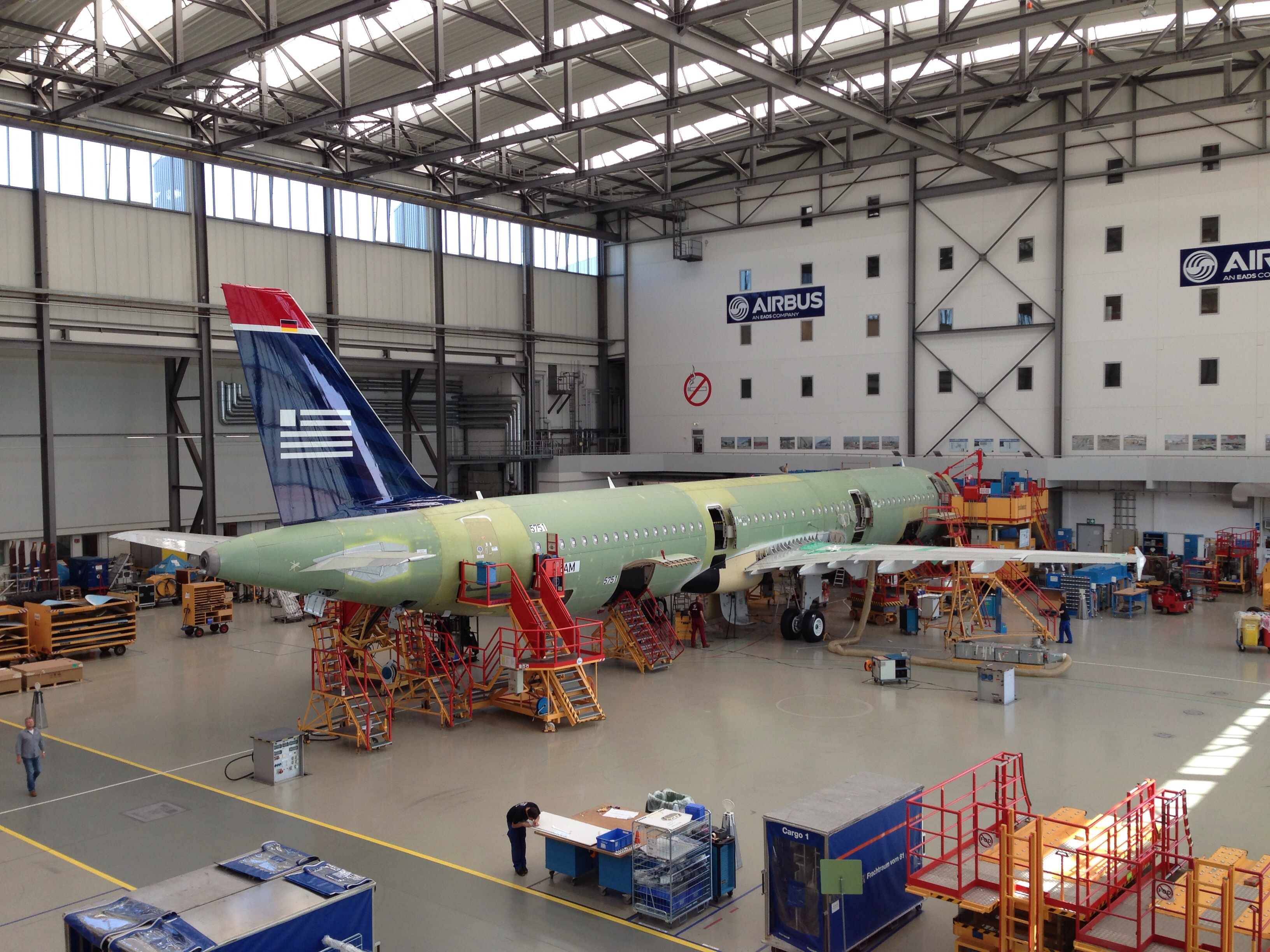
Assemblage final d'un A321 à Hambourg en 2013.

De plus, les matériaux composites ont été utilisés non seulement sur la voilure, mais aussi pour la structure principale de l'avion, ce qui ne s'était vu jusque-là que sur des avions supersoniques. Si l'usage de ces matériaux restait encore modeste (14 % environ) en comparaison de l'A380 (30 %) et de l'A350 (53 %), l'A320 fit avancer l'adoption de ces technologies innovantes.
Ces progrès notables ont permis un allègement de la structure, un gain en performances (masse, manœuvrabilité), une amélioration globale de la sécurité à bord et du confort des passagers.
Ce fut aussi le premier appareil civil équipé d'un minimanche latéral et d'une planche de bord tout écran.
C'est également l'un des premiers avions de ligne pouvant être piloté à deux pilotes, ce qui a permis de baisser les coûts d'exploitation des compagnies de manière substantielle en faisant l'économie du mécanicien navigant, chargé auparavant de gérer et de surveiller les systèmes de l'avion.

### Le concept révolutionnaire de communité
Une autre innovation majeure fut le concept de « communité » (commonality en anglais), source d'économies très importantes pour les compagnies aériennes :
- au niveau de la famille A320 : la gestion des pilotes, la maintenance et les pièces de rechange peuvent être standardisées au niveau de la famille entière.
- au niveau de toutes les gammes des avions Airbus : « [...] tous les appareils Airbus de nouvelle génération[119] partagent la même conception de cockpit, de commandes de vol électriques, ainsi que de caractéristiques de pilotage. Les pilotes peuvent se retrouver aux commandes de n’importe quel avion de la famille Airbus avec un minimum de formation supplémentaire (étape appelée « conversion »). La qualification croisée des équipages Cross-Crew Qualification (« CCQ ») entre les différentes familles d’avions offre aux compagnies aériennes une flexibilité opérationnelle importante.
[...] L’étendue du concept de communalité à l’intérieur d’une famille et entre les familles d’avions est une caractéristique unique d’Airbus qui, selon la Direction, constitue un atout concurrentiel durable[120] ».

La réussite technique et le succès commercial de l'A320 ont permis de véritablement lancer la société Airbus, qui n'était pas parvenue jusqu'alors à obtenir une part de marché significative.

### Structure facilitant le transport en soute

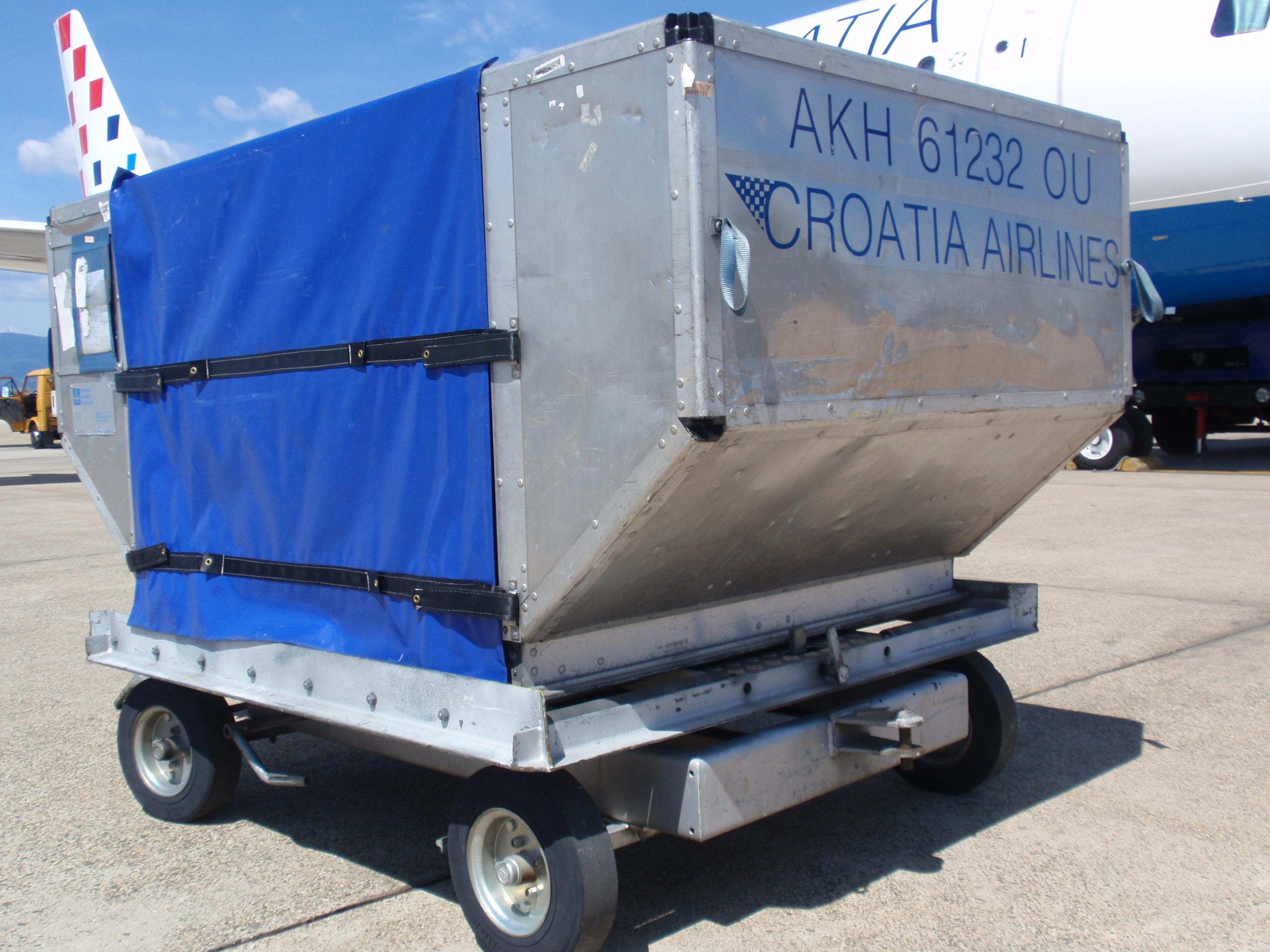
AKH ou LD3-45(W) réservé à la famille A320. Très utile pour diminuer la durée de rotation sur le tarmac.

À la différence des Boeing 737, les appareils de la série A320 ont un fuselage cylindrique. Le diamètre fut choisi soigneusement, non seulement pour permettre de transporter des ULD (Unit Load Device) au format LD3-45 (AKH) en soute, mais aussi pour le confort de la cabine. Ainsi plusieurs compagnies aériennes choisirent la plus grande taille de sièges proposés par Airbus.
Lors du développement de l'A320, le poste de chargement manuel des bagages fut également supprimé. Afin d'optimiser la rotation aux aéroports, le chargement fut entièrement modernisé en profitant du conteneur. Grâce à 7 LD3 qui contiennent les bagages et le fret, seulement 30 ou 35 minutes de temps de rotation sont nécessaires. La productivité de l'A321 est meilleure avec sa capacité de 10 LD3-45, mais il lui faut un peu plus de durée de rotation.
L'A318 est trop court pour recevoir des conteneurs. Il reste donc le seul de la série à devoir être chargé manuellement. Si l'A319 peut accueillir 4 LD3-45, parfois des compagnies aériennes, dont Air France, n'utilisent plus ces conteneurs pour leurs flottes d'A319 : ce nombre réduit de conteneurs n'est pas utile à optimiser la rotation sur le tarmac.

### Utilisation de matériaux composites
Bien qu'ils soient principalement constitués d'alliages d'aluminium, l'A320 et ses dérivés possèdent une part importante de matériaux composites, tels que les fibres de carbone, d'aramide (Kevlar), ou de verre dans leur structure.

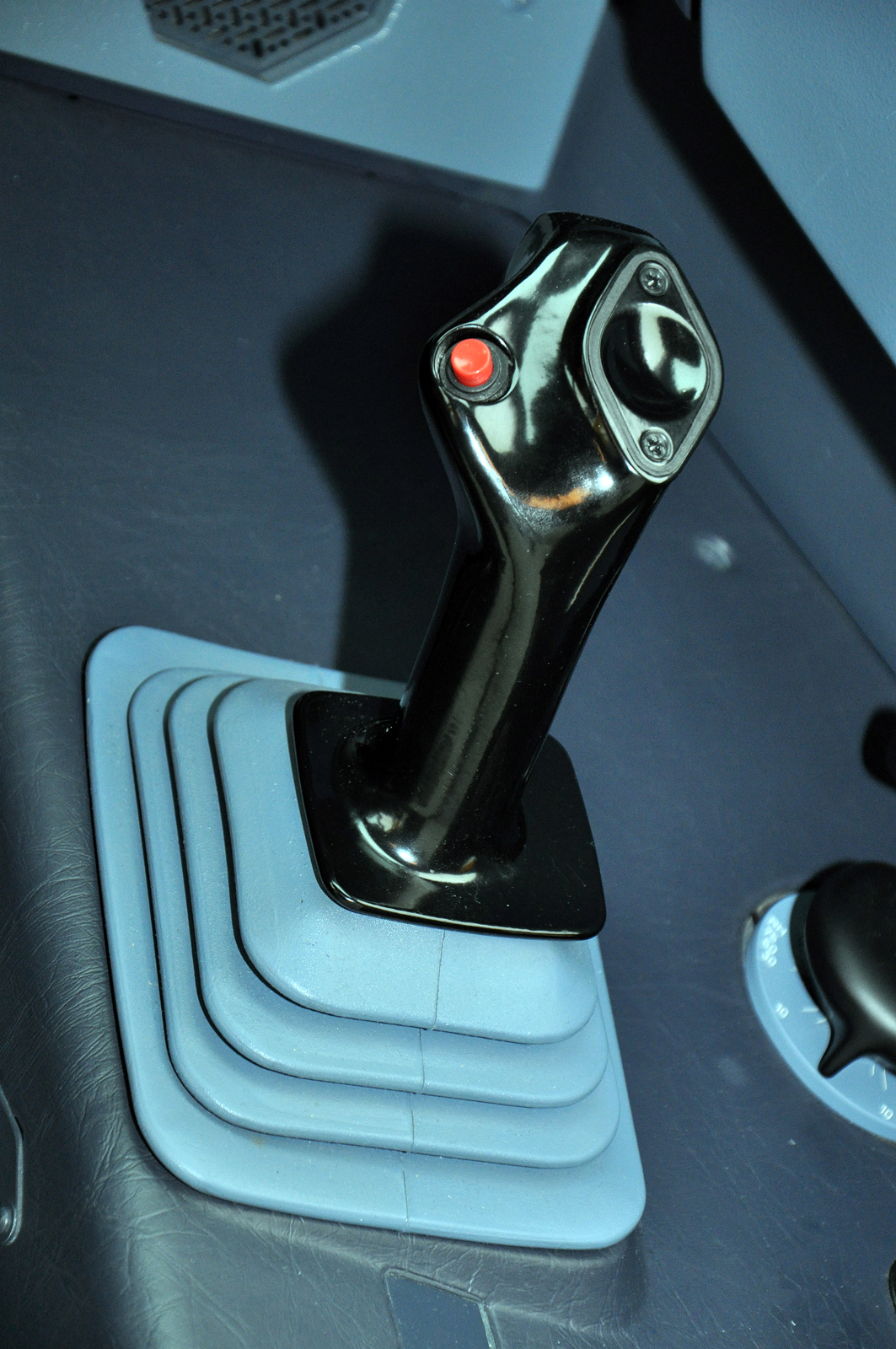
Sidestick d'un A319

### Avionique

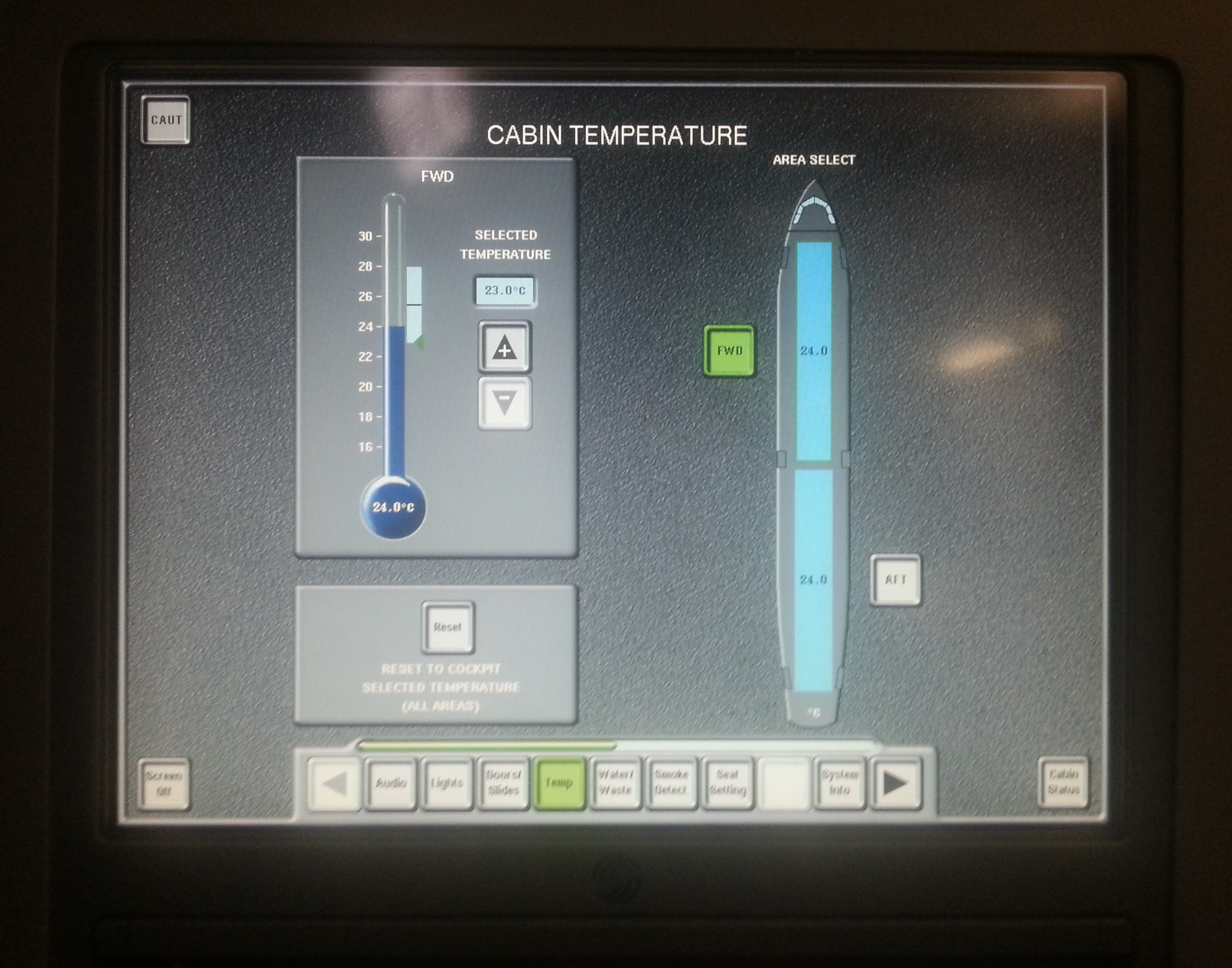
Système de contrôle de cabine d'avion d'un Airbus A319.

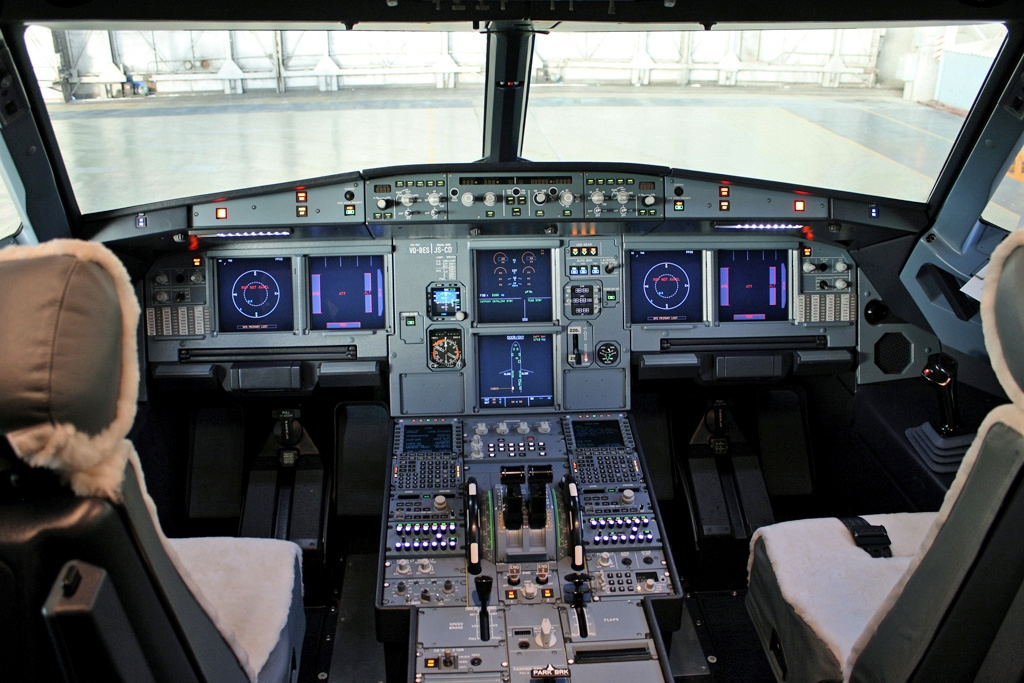
Écrans LCD dans un cockpit d'A320.

Les nouveautés les plus marquantes sont :
- Les commandes de vol électriques (Fly-By-Wire) numériques, qui permettent de contrôler la stabilité. Elles étaient déjà partiellement présentes sur le Concorde, mais Airbus démocratisa leur utilisation après que certaines améliorations eurent été définitivement apportées.

À ce titre, l'A320 possède des commandes de vol sous forme de manches situées de part et d'autre du poste de pilotage (donc plus de gros manches jumelés et solidaires en face de chaque pilote). Pour le pilote assis à gauche, le mini-manche se trouve sur la planche latérale gauche donc à la portée de sa main gauche et pour le pilote assis à droite il se trouve sur la planche latérale droite, donc à la portée de sa main droite. Chaque mini-manche agit indépendamment de l'autre. Toutefois, en appuyant sur un bouton rouge, le pilote peut préciser la priorité : gauche ou droite. En cas de panne d'un mini-manche ou d'incident, ce bouton peut modifier la gestion entre les deux.
Il ne s'agissait pas d'inventions d'Airbus car les avions de chasse en profitaient déjà. Toutefois, le constructeur européen fut le premier à en équiper des appareils civils. D'autres constructeurs d'avions civils ont, plus tard, opté pour le mini-manche dans la configuration de leurs cockpits, notamment le Russe Soukhoï pour son SuperJet 100 (premier vol en 2008), ou le Chinois Comac pour son C919 (premier vol en 2017).
- Une planche de bord tout écran (cockpit de verre), plutôt que les versions hybrides que l'on trouve sur les A310, Boeing 757 ou Boeing 767. Les seuls instruments analogiques sont le RMI et l'indicateur de pression des freins.
- Le concept ECAM (Electronic Centralized Aircraft Monitoring) qui équipe tous les avions Airbus suivants. Ce système affiche aux pilotes, grâce à deux écrans placés au centre de la planche de bord, des informations synthétiques et pertinentes sur l'état des principaux systèmes de l'avion, tels que les moteurs, le statut des portes, les systèmes électriques, le carburant, la pressurisation, le conditionnement de l'air, les circuits hydrauliques et pneumatiques ou les commandes de vol. Cet équipement est une des raisons pour lesquelles l'avion ne nécessite que 2 pilotes.
- Le système FMGS (Flight Management and Guidance System) qui permet un guidage automatique de l'appareil aussi bien sur le plan horizontal que sur le plan vertical. Les pilotes interagissent avec ce système via le FCU (Flight Control Unit) ou encore les deux MCDUs (Multi-Control Display Unit), aussi appelés FMC (Flight Management Computer). Il existe deux modes de guidage : selected et managed. Le premier signifie que l'appareil suit des trajectoires de vol commandées par le pilote lui-même (sélection de cap, d'altitude, de vitesse…), via le FCU, alors que le deuxième implique un guidage automatiquement calculé par les FMGCs (Flight Management and Guidance Computer), c'est-à-dire que l'avion suivra une route préalablement rentrée dans les FMCs. De même pour la vitesse qui sera ajustée automatiquement en fonction de l'avancement du vol, par exemple respecter la limite des 250 nœuds en dessous du FL100.
- Sur les dernières versions de la famille A320, les écrans à tube cathodique ont été remplacés par des écrans LCD qui sont plus fiables, plus légers et dégagent moins de chaleur que la génération précédente.

Airbus n'hésite pas à intégrer de nouvelles technologies :

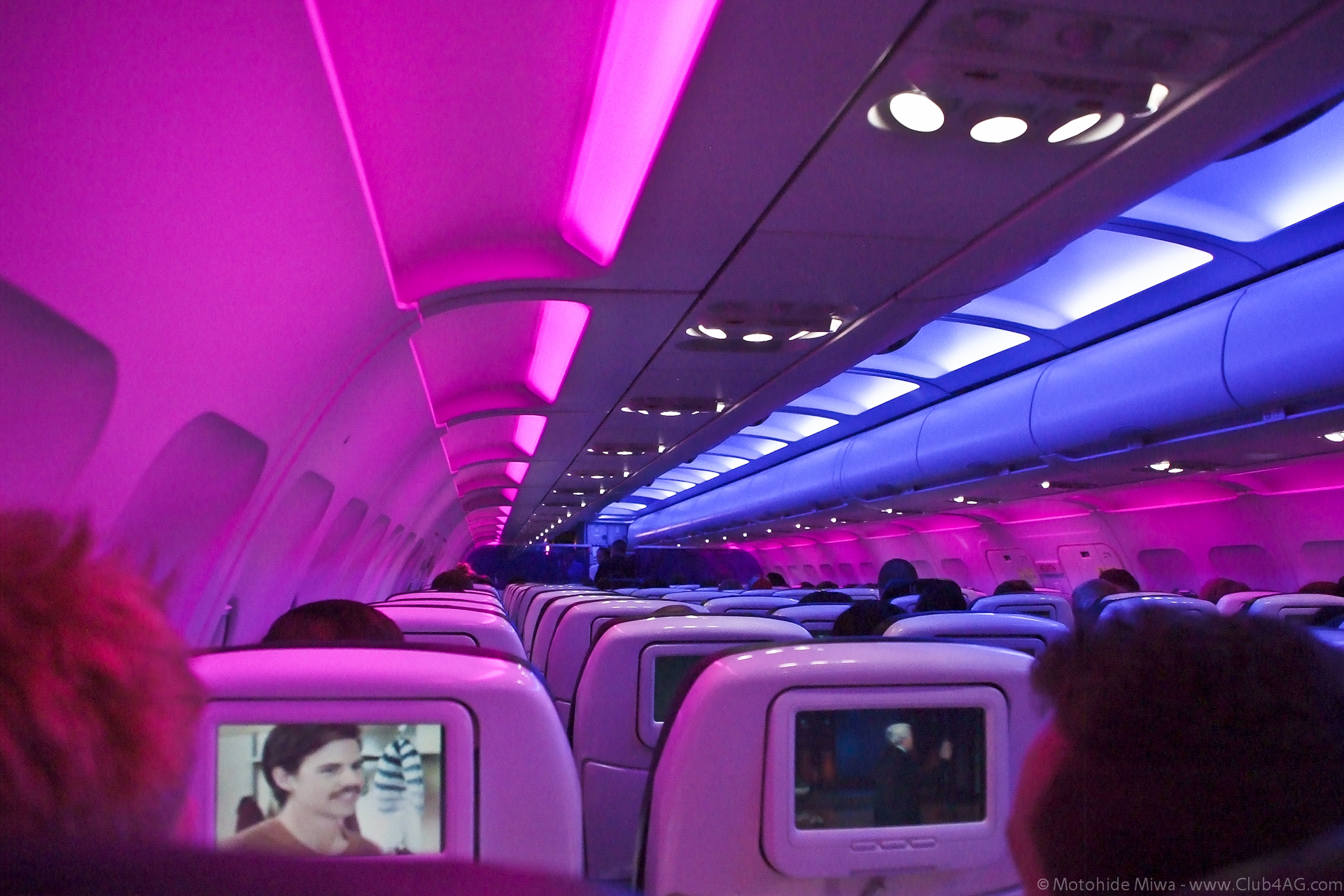
Cabine d'un A320 de Virgin America en 2011.

- Initialement développé pour l'A380, le ROPS (Runway Overrun Prevention System) est disponible depuis août 2014, à la suite de sa certification[122]. À partir de juillet 2015, tous les modèles d'Airbus y compris l'A330 furent autorisés à être équipés de cet instrument pour la sécurité.
- La flotte d'Atlantic Airways est équipée du système RNP (Required navigation performance), très utile pour atterrir sur des aéroports géographiquement difficiles[123].
- En intégrant les aménagements en faveur des derniers nés tel l'A350, le confort de la cabine aussi fut amélioré. Après avoir achevé une cabine très originale pour Virgin America, le constructeur réussit en 2014 à réaliser une cabine entièrement équipée de diodes électroluminescentes, ce qui permet de changer les couleurs graduellement et délicatement. Cette technologie est importante dans le contexte aéronautique : non seulement la DEL pèse 30 % de moins mais elle consomme 50 % d'électricité[124] en moins.
- En juin 2015, afin d'améliorer la sécurité de pilotage, le double affichage tête haute, à savoir pour les deux pilotes au lieu d'un seul (pour le commandant uniquement), fut autorisé par l'Agence européenne de la sécurité aérienne. Il s'agit des appareils A318/A319/A320. La certification en faveur de l'A321 est prévue en 2016. Ensuite il faudra achever l'intégration d'autres technologies[125].

## Commandes et livraisons
Livraisons par années
| Type    | 1988 | 1989 | 1990 | 1991 | 1992 | 1993 | 1994 | 1995 | 1996 | 1997 | 1998 | 1999 | 2000 | 2001 | 2002 | 2003 | 2004        | 2005             | 2006           | 2007 | 2008 |
| ------- | ---- | ---- | ---- | ---- | ---- | ---- | ---- | ---- | ---- | ---- | ---- | ---- | ---- | ---- | ---- | ---- | ----------- | ---------------- | -------------- | ---- | ---- |
| A318    |      |      |      |      |      |      |      |      |      |      |      |      |      |      |      | 9    | 10          | 9                | 8              | 17   | 13   |
| A319    |      |      |      |      |      |      |      |      | 18   | 47   | 53   | 88   | 112  | 89   | 85   | 72   | 87          | 142              | 137            | 105  | 98   |
| A320    | 16   | 58   | 58   | 119  | 111  | 71   | 48   | 34   | 38   | 58   | 80   | 101  | 101  | 119  | 116  | 119  | 101         | 121              | 164            | 194  | 209  |
| A321    |      |      |      |      |      |      | 16   | 22   | 16   | 22   | 35   | 33   | 28   | 49   | 35   | 33   | 35          | 17               | 30             | 51   | 66   |
| Total   | 16   | 58   | 58   | 119  | 111  | 71   | 64   | 56   | 72   | 127  | 168  | 222  | 241  | 257  | 236  | 233  | 233         | 289              | 339            | 367  | 386  |
| Type    | 2009 | 2010 | 2011 | 2012 | 2013 | 2014 | 2015 | 2016 | 2017 | 2018 | 2019 | 2020 | 2021 | 2022 | 2023 | 2024 | Total livré | Commandes fermes | Reste à livrer |      |      |
| A318    | 6    | 2    | 2    | 2    | 1    |      | 1    |      |      |      |      |      |      |      |      |      | 80          | 80               | 0              |      |      |
| A319    |      |      |      |      | 38   | 34   | 24   | 4    | 10   | 8    | 4    | 3    | 2    |      |      |      | 1484        | 1486             | 2              |      |      |
| A320    |      |      |      |      | 352  | 306  | 282  | 251  | 184  | 133  | 49   | 3    |      |      |      |      | 4752        | 4756             | 4              |      |      |
| A321    | 87   | 51   | 66   | 83   | 102  | 150  | 184  | 222  | 183  | 99   | 38   | 9    | 22   |      |      |      | 1784        | 1784             | 0              |      |      |
| A319neo |      |      |      |      |      |      |      |      |      |      | 2    |      | 2    | 6    | 7    | 9    | 26          | 57               | 31             |      |      |
| A320neo |      |      |      |      |      |      |      | 68   | 161  | 284  | 381  | 253  | 258  | 246  | 247  | 232  | 2130        | 4083             | 1953           |      |      |
| A321neo |      |      |      |      |      |      |      |      | 20   | 102  | 168  | 178  | 199  | 264  | 317  | 361  | 1609        | 6829             | 5220           |      |      |
| Total   | 402  | 401  | 421  | 455  | 493  | 490  | 491  | 545  | 558  | 626  | 642  | 446  | 483  | 516  | 571  | 602  | 11865       | 19075            | 7149           |      |      |

## Caractéristiques techniques

### Famille classique
| Modèle                                          | A318                     | A319                                 | A320                                           | A321                                   |
| Versions                                        | 4 (111, 112, 121 et 122) | 8 (111 à 115, 131 à 133)             | 9 (111, 211, 212, 214 à 216, 231 à 233)        | 8 (111, 112, 131, 211 à 213, 231, 232) |
| ----------------------------------------------- | ------------------------ | ------------------------------------ | ---------------------------------------------- | -------------------------------------- |
| Équipage technique (PNT)                        | 2                        | 2                                    | 2                                              | 2                                      |
| Sièges : deux classes / classe unique / maximum | 107 / 117 / 136          | 124 / 134 / 160                      | 150 / 164 / 180                                | 185 / 199 / 220                        |
| Longueur                                        | 31,45 m                  | 33,84 m                              | 37,57 m                                        | 44,51 m                                |
| Envergure                                       | 34,10 m                  | 35,80 m avec sharklets               | 35,80 m avec sharklets                         | 35,80 m avec sharklets                 |
| Hauteur                                         | 12,79 m                  | 11,76 m                              | 11,76 m                                        | 11,76 m                                |
| Largeur cabine                                  | 3,63 m                   | 3,63 m                               | 3,63 m                                         | 3,63 m                                 |
| Largeur fuselage                                | 3,95 m                   | 3,95 m                               | 3,95 m                                         | 3,95 m                                 |
| Masse à vide                                    | 34 500 kg                | 35 400 kg                            | 36 750 kg (-111), 37 230 kg                    | 47 500 kg                              |
| Masse maximale au décollage (MTOW)              | 59 000 - 68 000 kg       | 64 000 - 75 500 kg (ACJ : 76 500 kg) | 66 000 ou 68 000 kg (-111), 66 000 - 78 000 kg | 78 000 - 93 500 kg                     |
| Vitesse de croisière typique                    | Mach 0,78                | Mach 0,78                            | Mach 0,78                                      | Mach 0,78                              |
| Vitesse de croisière maximale                   | Mach 0,82                | Mach 0,82                            | Mach 0,82                                      | Mach 0,82                              |
| Distance de décollage                           | 1 355 m                  | 1 950 m                              | 2 090 m                                        | 2 180 m                                |
| Rayon d'action maximal                          | 5 950 km                 | 6 850 km                             | 6 150 km                                       | 5 950 km                               |
| Capacité kérosène                               | 23 816 - 24 209 ℓ        | 23 816 - 40 948 ℓ                    | 15 588 ou 24 093 ℓ (-111), 23 816 - 30 193 ℓ   | 23 700 - 29 684 ℓ                      |
| Altitude maximale de croisière                  | 39 800 ou 41 100 pieds   | 39 100 - 41 100 pieds                | 39 100 ou 39 800 pieds                         | 39 100 ou 39 800 pieds                 |
| Moteurs                                         | Voir § Motorisations     | Voir § Motorisations                 | Voir § Motorisations                           | Voir § Motorisations                   |

Sources : caractéristiques techniques de l'A318, A319, A320 et A321.
Certaines caractéristiques varient selon le type. De plus, certains paramètres dépendent de la température ainsi que de la vitesse du vent : vitesse de croisière, vitesse maximale, distance de décollage ainsi qu'autonomie.

### Famille Neo
| modèle                                          | A319N                      | A320N                      | A321N                                | A321NX                                |
| Versions                                        | 4 (251N, 252N, 271N, 272N) | 4 (251N, 252N, 271N, 272N) | 5 (271N, 272N, 251N, 252N, 253N)     | 5 (271NX, 272NX, 251NX, 252NX, 253NX) |
| Équipage technique (PNT)                        | 2                          | 2                          | 2                                    | 2                                     |
| ----------------------------------------------- | -------------------------- | -------------------------- | ------------------------------------ | ------------------------------------- |
| Sièges : deux classes / classe unique / maximum | 140 / 160                  | 150 / 180 / 194            | 180 / 220 / 244                      | 180 / 220 / 244                       |
| Longueur                                        | 33,84 m                    | 37,57 m                    | 44,51 m                              | 44,51 m                               |
| Envergure                                       | 35,80 m                    | 35,80 m                    | 35,80 m                              | 35,80 m                               |
| Hauteur                                         | 11,76 m                    | 11,76 m                    | 11,76 m                              | 11,76 m                               |
| Largeur fuselage                                | 3,95 m                     | 3,95 m                     | 3,95 m                               | 3,95 m                                |
| Masse à vide                                    |                            | 40 300 kg                  | 46 300 kg (-270) ou 46 600 kg (-250) | 46 300 kg (-270) ou 46 600 kg (-250)  |
| Masse maximale au décollage (MTOW)              | 75 500 kg                  | 79 000 kg                  | 80 000 kg - 93 500 kg                | 80 000 kg - 97 000 kg                 |
| Vitesse de croisière typique                    | Mach 0,78                  | Mach 0,78                  | Mach 0,78                            | Mach 0,78                             |
| Vitesse de croisière maximale                   | Mach 0,82                  | Mach 0,82                  | Mach 0,82                            | Mach 0,82                             |
| Distance de décollage                           |                            |                            |                                      |                                       |
| Rayon d'action maximal                          | 6 850 km                   | 6 300 km                   | 6 500 km                             | 7 400 km                              |
| Capacité kérosène                               | 26 730 ℓ                   | 26 730 ℓ                   | 23 580 ℓ - 29 564 ℓ                  | 23 580 ℓ - 32 943 ℓ                   |
| Altitude maximale de croisière                  | 39 100 ou 39 800 pieds     | 39 100 ou 39 800 pieds     | 39 100 ou 39 800 pieds               | 39 100 ou 39 800 pieds                |
| Moteurs                                         | Voir § Motorisations       | Voir § Motorisations       | Voir § Motorisations                 | Voir § Motorisations                  |

## Concurrents

### Concurrents historiques
Les principaux concurrents actuels de l'A320 sont au départ les différentes versions du Boeing 737 :
- 737-600 (retiré du catalogue)
- 737-700
- 737-700 ER
- 737-800
- 737-900.

### Nouveaux concurrents
Mais de nouveaux concurrents apparaissent à l'orée de la décennie 2010. Le premier entré en lice est le CSeries de Bombardier, avion régional dont la version avec la plus grande capacité concurrence le bas de la gamme A320 (145 passagers pour le CS300). Il est également connu sous le nom D'Airbus A220.
Sans attendre l'arrivée des successeurs du duo A320/B 737, Russie et Chine ont annoncé le lancement de moyen-courriers modernes qui pourraient représenter une concurrence importante pour le duopole Boeing-Airbus, occupé par la lutte sur les longs-courriers, et qui lancera difficilement sa nouvelle génération avant 2020 (voir cependant plus haut, A320 NEO).
- Le MC-21 d'Irkout est annoncé pour une première sortie de chaîne en 2014 et une certification européenne en 2016. Mais en réalité il fut certifié le 28 décembre 2021 en Russie et n’est toujours pas certifié en Europe. Sa version de base MS-21-200 de 150 places devrait être suivie du MS-21-300 de 180 places et du MS-21-400 de 210 places. Le MS 21 fait une forte utilisation de matériaux composites : 35 % pour la structure, pour une masse totale de 15 % inférieure aux standards précédents.
- Le Comac C919 chinois, avion de 156 à 168 places, fortement inspiré de l'A320 assemblé à Tianjin, effectue son premier vol en 2017. À la faveur de la disponibilité de nouvelles motorisations (Safran-GE Leap X), Comac annonce ainsi un gain de consommation de 16 % par rapport à l'A320[131]. Finalement, le programme subit beaucoup de difficultés techniques, à cause desquelles l'appareil ne pourra assurer que des spécifications équivalentes à celles de l'A320neo actuel. Le Comac C919 a effectué son premier vol commercial avec succès le 28 mai 2023, reliant Shanghai et Pékin[132].

Ces nouveaux appareils ne menacent pas la vente de la famille A320, jusqu'à ce qu'arrivent un nombre considérable d'exemplaires. En effet, dans cette catégorie, les premiers critères de choix des compagnies sont non seulement le prix de l'avion et ses performances, mais aussi la disponibilité des mécaniciens et des pièces de rechange dans les aéroports. C'est pour la même raison que la production de l'A320 était restée modeste durant les dix premières années pour ne commencer à exploser qu'une fois le modèle devenu mondialement présent.

### Réponse d'Airbus, variété de gamme ainsi que plus grande taille
En dépit de cette concurrence, Airbus résiste bien grâce à sa gamme variée et à la communité de la famille A320. Si la vente de l'A318 est morte, sa production est encore possible sans risque commercial. Lorsque les clients ont besoin d'un rayon d'action plus important, le constructeur peut leur proposer les A319neo et ACJneo. Avec l'A321neo et les A321 LR/XLR, Airbus améliore également sa gamme d'appareils de plus grande taille, secteur sur lequel la compétition est plus faible et qui constitue donc une vache à lait pour le constructeur. Ces deux appareils auront pour concurrents des B757 et B767 d'occasion, bien moins chers à l'achat mais ayant des coûts d'exploitation beaucoup plus élevés. Ainsi, American Airlines a commencé en août 2015 son exploitation de l'A321ceo amélioré (A321H selon AAL) vers Hawaï en profitant d'ETOPS. L'A321neo destiné à Wizz Air sera capable d'accueillir 239 passagers, au lieu de 220 actuels. En raison d'un investissement requis considérable et d'un jugement négatif de la part du marché, Boeing hésite à développer un appareil dans cette catégorie. Au contraire, Airbus ne subira guère de risque, grâce à l'A321ceo existant.
Avant que ne soit lancé le programme de l'A320neo, la situation était défavorable pour Airbus. Si Boeing avait choisi de développer un appareil entièrement nouveau, ce que voulait la plupart de ses ingénieurs, le constructeur européen aurait subi le même effet que pour le B787 et perdu de nombreux clients. Repoussés dans la prochaine décennie, leurs nouveaux modèles provoqueront une nouvelle et forte concurrence entre ces deux géants.
L'intégration de la gamme C-Series de Bombardier dans la gamme Airbus, sous la dénomination A220, permet aujourd'hui de couvrir largement le marché des mono-couloirs courts et moyens courriers. Le constructeur européen peut ainsi aujourd'hui préparer sereinement une nouvelle génération d'appareil pour la décennie 2030-2040, en explorant notamment de nouvelles solutions dites neutres en carbone avec le projet ZEROe utilisant l'hydrogène comme source d'énergie principale.

Comme cela avait été déjà envisagé dès 2010 avec le projet de l'A30X et selon les propos de Fabrice Brégier, le nouvel appareil pourrait être un appareil bicouloir, dont le cœur de gamme remplacerait l'actuel A321neo, et adopter la dénomination de A230. De ce fait, l'A220 pourrait notamment gagner en capacité pour remplacer l'actuel A319neo, mais aussi en partie l'A320neo. 

## Accidents et incidents aériens impliquant des A320

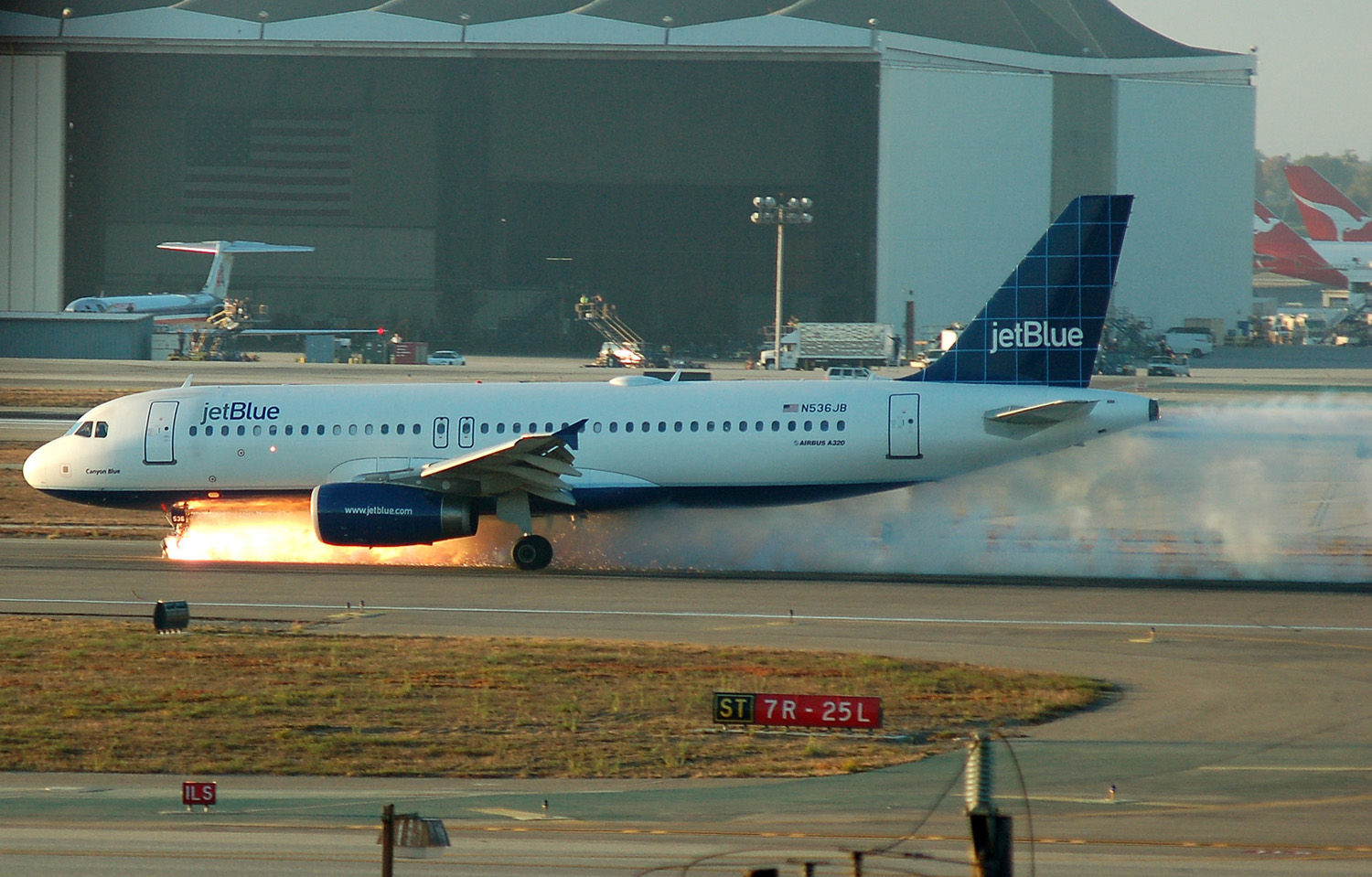
Vol JetBlue 292 de JetBlue Airways sur l'aéroport de Los Angeles.

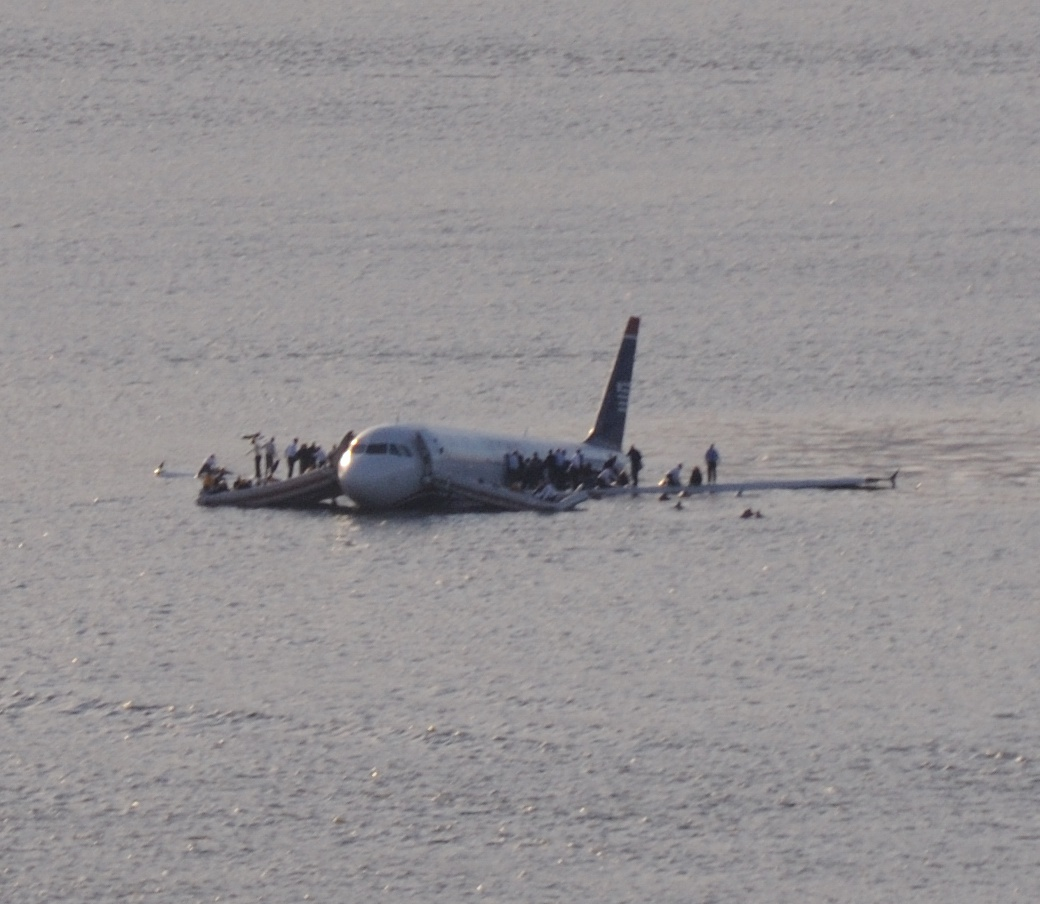
L'Airbus A320 du vol US Airways 1549 le 15 janvier 2009.

En août 2015, la famille A320 comptait 11 accidents (7.63 équivalent disparition complète) pour 79 millions de vols soit 0,10 par million, un taux situé entre les 0,15 du Boeing 737 Classic et les 0,08 du Boeing 737 Next Generation.
- 26 juin 1988 : le vol 296 d'Air France s'écrase lors d'un vol de démonstration à Habsheim (Alsace). L'appareil effectuait un survol de l'aérodrome à une altitude et à une vitesse plus basse que prévu. En apercevant tardivement une forêt située en fin de piste, le pilote remet les gaz et tire sur le manche, mais l'ordinateur de bord, craignant un décrochage, refuse de faire cabrer davantage l'avion. L'arrière touche alors la cime des arbres avant de percuter le sol. Trois personnes sont mortes.
- 14 février 1990 : le vol 605 d'Indian Airlines s'écrase 700 m avant la piste de l'aéroport de Bangalore, lors de son approche finale. L'accident a fait 90 morts parmi les 139 passagers.
- 20 janvier 1992 : le vol 148 d'Air Inter s'écrase près du Mont Sainte-Odile juste avant d'atterrir sur l'aéroport de Strasbourg Entzheim. 87 personnes sur les 96 à bord sont mortes.
- 14 septembre 1993 : le vol 2904 de la Lufthansa en provenance de Francfort rate son atterrissage à l'aéroport de Varsovie. Deux personnes, dont le copilote, meurent.
- 22 mars 1998 : le vol 137 de Philippine Airlines rate son atterrissage sur l'Aéroport de Bacolod-Silay aux Philippines. Les 130 occupants de l'appareil survivent à l'accident, mais 3 personnes sont tuées dans des habitations touchées par l'avion.
- 23 août 2000 : le vol 072 de la compagnie Gulf Air s'écrase en mer après avoir raté plusieurs fois son approche sur l'aéroport de Bahreïn, provoquant la mort des 143 personnes à bord.
- 3 mai 2006 : le vol 967 d'Armavia s'écrase en mer Noire à la suite d'une erreur du pilote. Les 113 personnes à bord de l'appareil sont portées disparues.
- 17 juillet 2007 : le vol 3054 de TAM Linhas Aéreas s'écrase en bout de piste de l'aéroport international de Congonhas à São Paulo. 198 personnes (dont 11 au sol) meurent et treize autres sont blessées.
- 30 mai 2008 : le vol 390 de TACA rate son atterrissage sur l'aéroport de Tegucigalpa, au Honduras, faisant une sortie de piste due aux mauvaises conditions météo, faisant quatre morts : un pilote, deux passagers et un automobiliste passant sur la route à proximité. L'appareil était le EI-TAF.
- 27 novembre 2008 : lors d'un vol d'acceptation, un A320 d'Air New Zealand, approchant de l'aéroport de Perpignan-Rivesaltes, s'écrase en mer à 8 km de Canet-en-Roussillon (Pyrénées-Orientales).
- 15 janvier 2009 à 21 h 03 UTC : peu après son décollage de l'aéroport international de LaGuardia à New York (États-Unis), le vol 1549 de la compagnie US Airways percute un vol de bernaches du Canada et amerrit dans le fleuve Hudson, ne faisant aucune victime. Plusieurs oiseaux auraient été happés par les réacteurs.
- 28 juillet 2010 : un A321 effectuant le Vol Airblue 202 s'écrase lors de son approche sur Islamabad au Pakistan, ne laissant aucun survivant parmi les 146 passagers et 6 membres d'équipage. L'accident est attribué au commandant de bord qui a été dérouté par le mauvais temps, a ignoré plusieurs alarmes lors de l'approche et a poussé son collègue à obéir passivement. C'est à ce jour le pire Accident aérien connu par le Pakistan.
- 28 décembre 2014 : le ministère indonésien des Transports signale la disparition du vol AirAsia 8501 opéré par un Airbus A320-200 qui avait quitté Java avec 162 personnes à bord et devait atterrir à Singapour à 8 h 30 (heure locale).
- 24 mars 2015 : le vol 9525 de la Germanwings, effectuant la liaison Barcelone – Düsseldorf, s'écrase dans le sud de la France. Il y avait 144 passagers et 6 membres d'équipage à bord[142]. C'est le copilote qui a volontairement précipité l'appareil dans les Alpes : il s'agit d'un suicide.
- 31 octobre 2015 : l'Airbus A321 qui avait décollé de Charm el-Cheikh pour assurer le vol 9268 de la compagnie russe Metrojet à destination de Saint-Pétersbourg est abattu dans le Sinaï avec ses 224 passagers et membres d'équipage. Il n'y a aucun survivant. il s'agit d'un attentat à l'explosif de l'EI.
- 19 mai 2016 : le vol 804 de la compagnie EgyptAir, effectuant la liaison Paris Charles de Gaulle - Le Caire, s'écrase au large des côtes grecques. Un rapport d’expertise commandé par les juges d’instruction chargés de l’enquête en France a révélé que ce crash est dû à un manque d'entretien de l'appareil[143].
- 15 août 2019 : un A321 qui assurait le vol 178 de la compagnie Ural Airlines, devant effectuer la liaison entre Moscou-Zhukovsky et Simféropol en Crimée, parvient à se poser dans un champ de maïs, sans faire de victimes, après avoir perdu l’usage de ses deux moteurs, à la suite d'un choc aviaire avec des mouettes, au moment du décollage[144]. Les médias russes ont surnommé cet incident le « miracle de Ramensk », en référence au « miracle de l’Hudson » en 2009 quand un A320 de US Airways s’était posé sur la rivière de New York sans faire de victimes, le commandant de bord Damir Yusupov et le copilote Gregory Murzin ont été immédiatement élevés au rang de « héros » par le Kremlin.
- 22 mai 2020 : le vol 8303 de Pakistan International Airlines s'est écrasé juste avant d’atterrir à Karachi. L'avion était parti de Lahore au Pakistan et le pilote a signalé des problèmes techniques juste avant de lancer un Mayday. Deux survivants parmi les 91 passagers et 8 membres d'équipage.

En juillet 2019, l'EASA (L'Agence européenne de la sécurité aérienne) lance une alerte sur un risque de « variation d'incidence » qui pourrait avoir des impacts sur le contrôle et la manœuvrabilité des avions. Celle-ci concerne les A321neo, avec un excès de centrage arrière, lors d'une phase de remise de gaz à la suite d'un atterrissage avorté.
Airbus a publié des révisions temporaires au manuel de vol de l'aéronef, qui intègrent des limitations opérationnelles, et envisage une mise à jour du système de commande de vol, qui devrait être disponible au troisième trimestre de 2020, afin de pallier définitivement ce risque.
En septembre 2019, la compagnie Lufthansa a décidé d’interdire aux passagers la dernière rangée de sièges de ses A320neo à cause d’un problème lié aux limites de centrage de l'appareil, et ce en conformité avec les dernières consignes de navigabilité de l’Agence de la sécurité aérienne de l’Union européenne (EASA). La note impose aussi de vérifier que personne n’occupe ces places avant le décollage de l’appareil. Ces dispositions seront en vigueur jusqu’à ce qu’Airbus propose un nouveau logiciel de contrôle de la stabilité de l’appareil.

## Successeur de la famille A320
Devant le succès commercial de l'A320neo et en l'absence de nouvelles évolutions technologiques significatives, aucune suite n'avait été donné à l'ancien projet A30X même si les PDG successifs d'Airbus évoquent régulièrement les pistes de réflexion engagées sur le sujet.
Déjà évoqué en 2010, Fabrice Brégier avait confirmé en 2015 que le successeur de l'A320neo pourrait être un avion bi-couloir, permettant d'accélérer l'embarquement et le débarquement des passagers et ainsi de rendre les avions plus productifs. Le successeur de l'A320neo pourrait donc écarter la version de 100 places, en raison d'une concurrence accrue dans cette catégorie d'appareils, et être décliné en versions mono-couloirs, pour les remplaçants des A319 et A320, et en versions bi-couloirs, pour le remplaçant de l'A321 et du Boeing 757-300 (qui épaulerait ainsi l'A330 face à la concurrence du 787-8).
En 2020, Guillaume Faury a dévoilé un concept d'avion moyen-courrier, utilisant une turbine qui fournirait de l'énergie par combustion d'hydrogène, qui pourrait entrer en service dès 2035. Des démonstrateurs étaient attendus à l'horizon 2026 - 2028.
En 2023, Guillaume Faury a confirmé qu'Airbus travaillait sur le projet NGSA destiné à la conception d'un successeur à la famille A320 pour la fin de la décennie 2030, en poursuivant notamment les recherches sur de nouvelles motorisations "Open rotor" et les carburants SAF.

## Ouvrages
- Agence européenne de la sécurité aérienne (EASA), EASA Type-Certificate Data Sheet for Airbus A318 - A319 - A320 - A321, n° EASA A.064-12, le 12 septembre 2013, 92 p. [lire en ligne].

1. ↑  p. 82 - 83.
2. ↑  p. 64 - 66.
3. ↑  p. 18 - 19.
4. ↑  p. 43 - 45.
5. ↑  p. 28.
6. ↑  p. 21.
7. 1 2  p. 16.
8. ↑  p. 50.
9. ↑  p. 40 - 41.
10. 1 2 3 4  p. 32.
11. 1 2  p. 46.
12. ↑  p. 49.
13. 1 2 3  p. 54.
14. ↑  p. 73.
15. 1 2  p. 64.
16. ↑  p. 70.
17. ↑  p. 62.
18. ↑  p. 72.
19. 1 2  p. 69.
20. ↑  p. 88.
21. ↑  p. 75.
22. 1 2 3 4  p. 8.
23. ↑  p. 82.
24. ↑  p. 17.
25. ↑  p. 43.

- Agence européenne de la sécurité aérienne, EASA Type-Certificate Data Sheet for Airbus A318 - A319 - A320 - A321, n° EASA A.064-18, le 24 novembre 2015, 111 p.

1. 1 2 3  p. 8.
2. ↑  p. 26.
3. ↑  p. 1 - 38

- Agence européenne de la sécurité aérienne, EASA Type-Certificate Data Sheet for Airbus A318 - A319 - A320 - A321, n° EASA A.064-36, le 5 novembre 2018, 157 p. [lire en ligne]

1. ↑  p. 149.
2. ↑  p. 129
3. ↑  p. 48
4. ↑  p. 97.
5. ↑  p. 98.
6. ↑  p. 103.
7. ↑  p. 10
8. ↑  p. 53.
9. ↑  p. 8 - 50
10. 1 2  p. 51 -100
11. ↑  p. 95

- Pierre Muller (Fondation nationale des sciences politiques / Centre des recherches administratives), La transformation des modes d'action de l'État à travers l'histoire du programme Airbus, 1988, revue Politique et management public, année 1989, tome 7, p. 247 - 272 [lire en ligne].

1. 1 2  p. 264.
2. ↑  p. 255.
3. ↑  p. 262 - 263, 265 - 267.
4. ↑  p. 256.
5. ↑  p. 266.

- Arthur Reed, Airbus, l'envolée européenne, Norden Publishing House, Chippenham 1991.

1. ↑  p. 64.
2. ↑  p. 83 : « Ce fut plus qu'un « roll-out », au sens classique de l'expression. Le maître de cérémonie, Robert Alizart, directeur de la communication du consortium, avait orchestré une mise en scène théâtrale, l'avion émergeant d'un nuage de fumée, constellé de rayons laser. Et étant baptisé au champagne par le prince et la princesse de Galles, venus spécialement à Toulouse pour la circonstance, à bord d'un avion du Queen's Flight de la Royal Air Force. Assistaient à cette cérémonie grandiose, outre le Premier ministre français, Jacques Chirac, quelque 1 400 invités de marque constituant un véritable gotha de l'aviation. Parmi eux, Henri Ziegler et de nombreux autres artisans des tout débuts d'Airbus Industrie, 380 journalistes et des délégués des 45 000 Européens et des 20 000 autres personnes travaillant à un titre ou à un autre sur les programmes Airbus. L'impact médiatique fut considérable, Robert Alizart calculant, plus tard, que la première apparition de l'A320 avait été reprise par 72 chaînes de télévision, sans compter d'innombrables émissions de radio et les articles de journaux. ».
3. 1 2  p. 83.
4. 1 2  p. 76.
5. 1 2  p. 127 ; comme l'assemblage de l'A380, l'A320 est déplacé de Toulouse à Hambourg, puis encore une fois à Toulouse ; Hartmut Mehdorn, président de Deutsche Airbus déjà soulignait cette inefficacité dans les années 1980 : « Nous avons dû admettre que nous installions les moteurs trop tôt, trois mois avant livraison. Les avions sont assemblés à Toulouse, convoyés à Hambourg, immobilisés là le temps de la mise en place des aménagements commerciaux et des ultimes vérifications. Ensuite, ils retournent à Toulouse, subissent d'autres contrôles puis, enfin, sont livrés à leur acheteur. Un compromis en forme de zigzag, et il est coûteux... Chez Boeing, les moteurs arrivent une semaine avant la livraison au client. ».

- Pierre Sparaco, Airbus, la véritable histoire, Éditions Privat, Toulouse 2005  (ISBN 978-2-7089-9204-7), 371 p.

1. ↑  p. 191 ; il s'agissait d'une lettre d'intention d'achat de 200 pages comportant la commande de 16 A320 ainsi que 34 options. Si le contrat fut transformé en commande ferme l'année suivante, la compagnie disparaîtra à cause de la dérégulation adoptée en 1978. De fait, cette dérégulation ne profita qu'à de grandes compagnies aériennes intérieures telles AAL, DAL, UAL.
2. ↑  p. 207.
3. ↑  p. 208.
4. ↑  p. 194.